# De Stijl
Pour les articles homonymes, voir De Stijl (homonymie).
De Stijl (en néerlandais : /də stɛil/, « le style ») est un mouvement artistique néerlandais, fondé en 1917 à Leyde par Theo van Doesburg, qui publie d'octobre 1917 à janvier 1932 une revue d'art, De Stijl, organe de diffusion des idées néoplasticiennes de Piet Mondrian et des membres du groupe De Stijl.
Ces peintres, architectes, sculpteurs et poètes influencent profondément l'architecture du XXe siècle, en particulier le Bauhaus et ensuite le style international.
La plupart des membres envisagent un environnement utopique par le biais de l'art abstrait, d'une harmonie universelle dans l'intégration complète de tous les arts. L'ambition de De Stijl est de donner un sens nouveau aux arts en les rapprochant, en les intégrant autour du désir de destruction du « baroque » (selon l'acception que Van Doesburg et ses amis donnaient à ce mot), par l'utilisation de couleurs et de formes « pures », en équilibre dynamique et comme en expansion, légères et même, visuellement, en apesanteur. Les mathématiques, la perfection de la machine, la vie en collectivité et l'anonymat des méthodes de travail à cette époque les ont stimulés dans leurs recherches.
Outre Theo van Doesburg et Piet Mondrian, ce mouvement d'avant-garde transdisciplinaire comprend parmi ses membres les plus célèbres les architectes Jacobus Johannes Pieter Oud, Jan Wils (en) et Robert van 't Hoff (en), Cornelis van Eesteren, le créateur de mobilier Gerrit Rietveld, le poète Antony Kok (nl), les peintres et sculpteurs Bart van der Leck, Georges Vantongerloo, Vilmos Huszár, César Domela, Friedrich Vordemberge-Gildewart (en), l'artiste-architecte El Lissitzky et le peintre et cinéaste Hans Richter, avec, ponctuellement, la participation de László Moholy-Nagy et Jean Arp.
La fin de De Stijl, en 1932, est précipitée par des divergences de plus en plus saillantes entre ses deux membres fondateurs, Van Doesburg reprochant à Mondrian son manque de liberté et d'imagination dans la création, avant le décès de Van Doesburg en 1931.

## De Stijl de 1910 à 1931

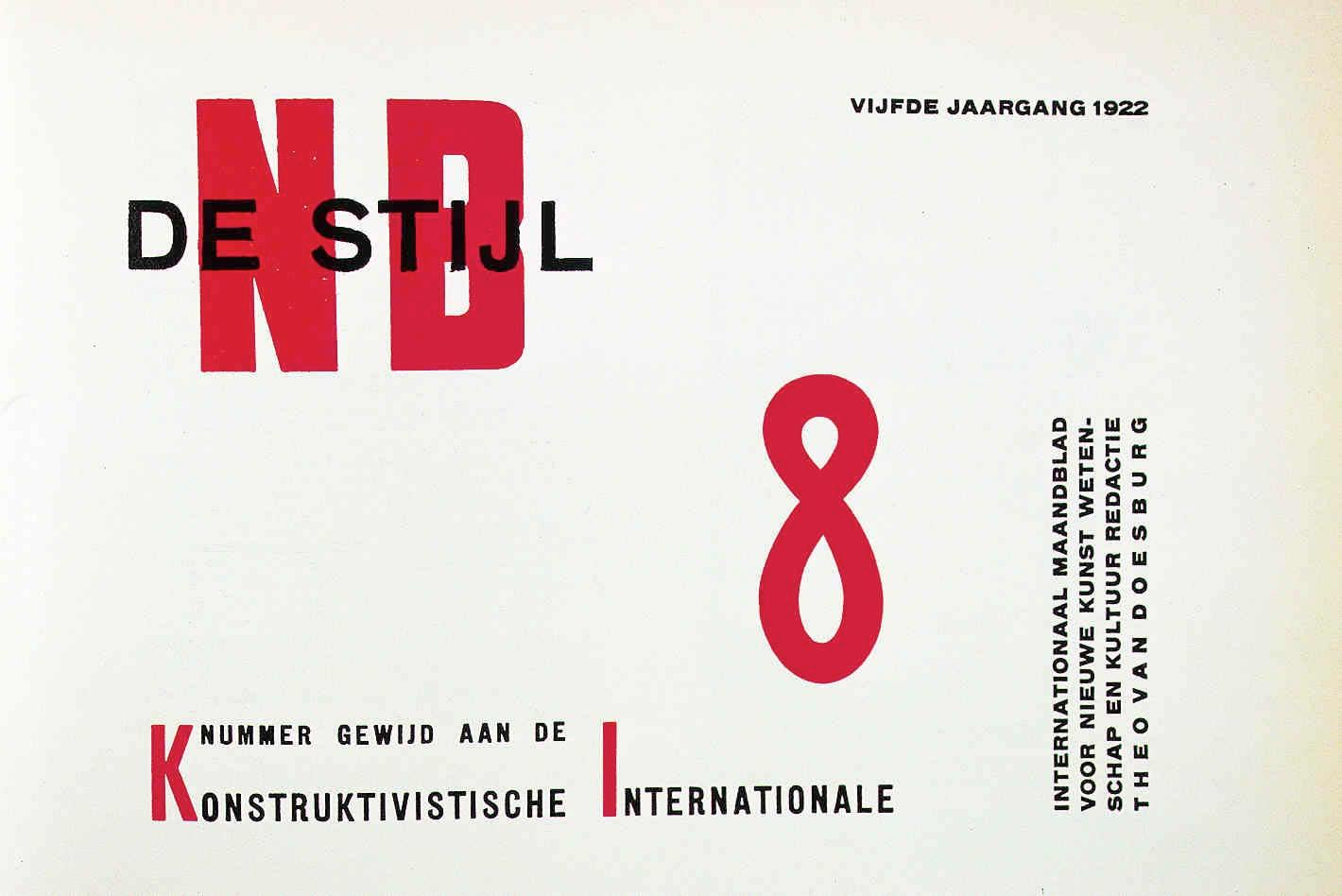
Van Doesburg, revue De Stijl, 1922.

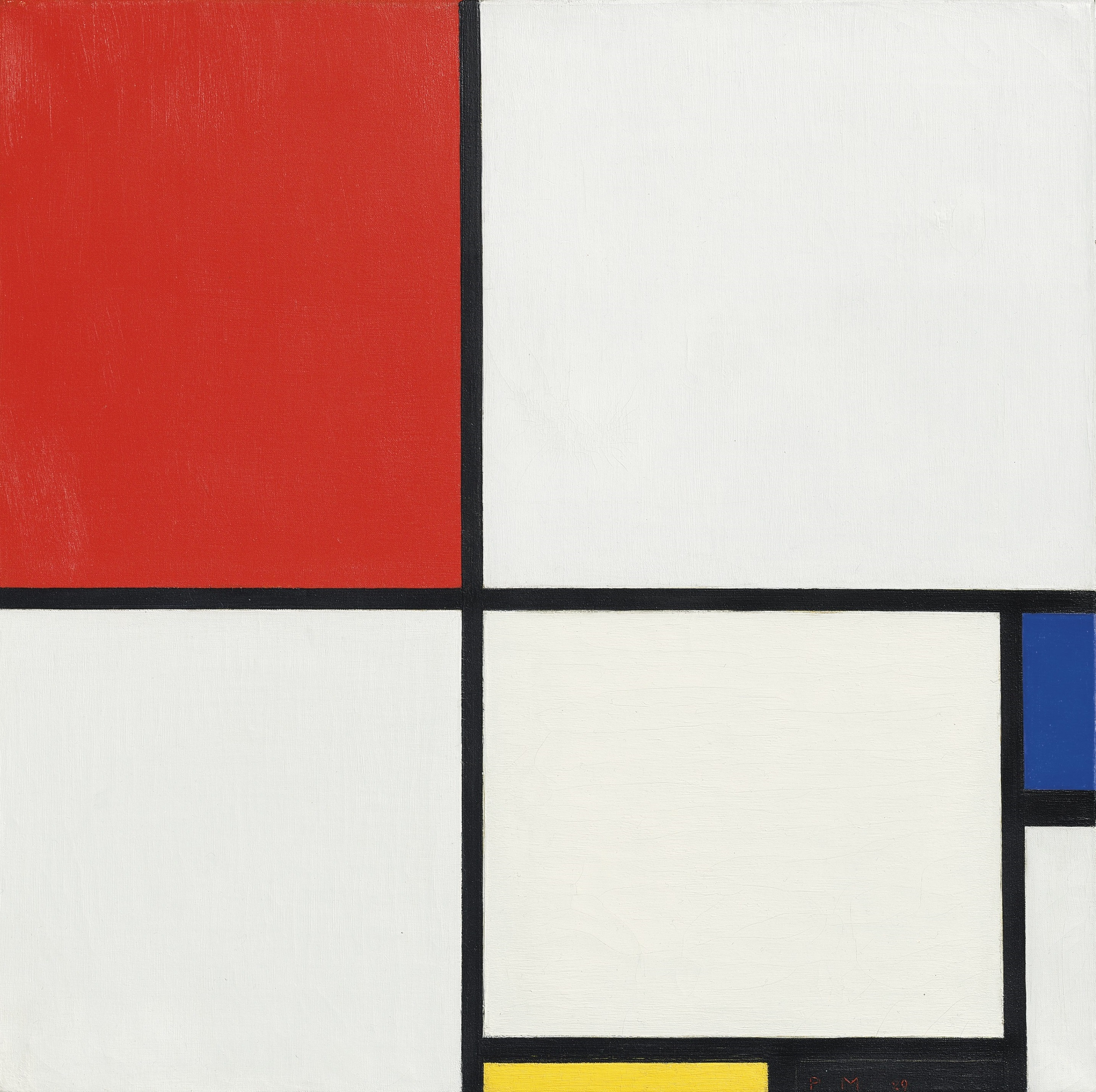
Piet Mondrian, composition no 3, 1929.

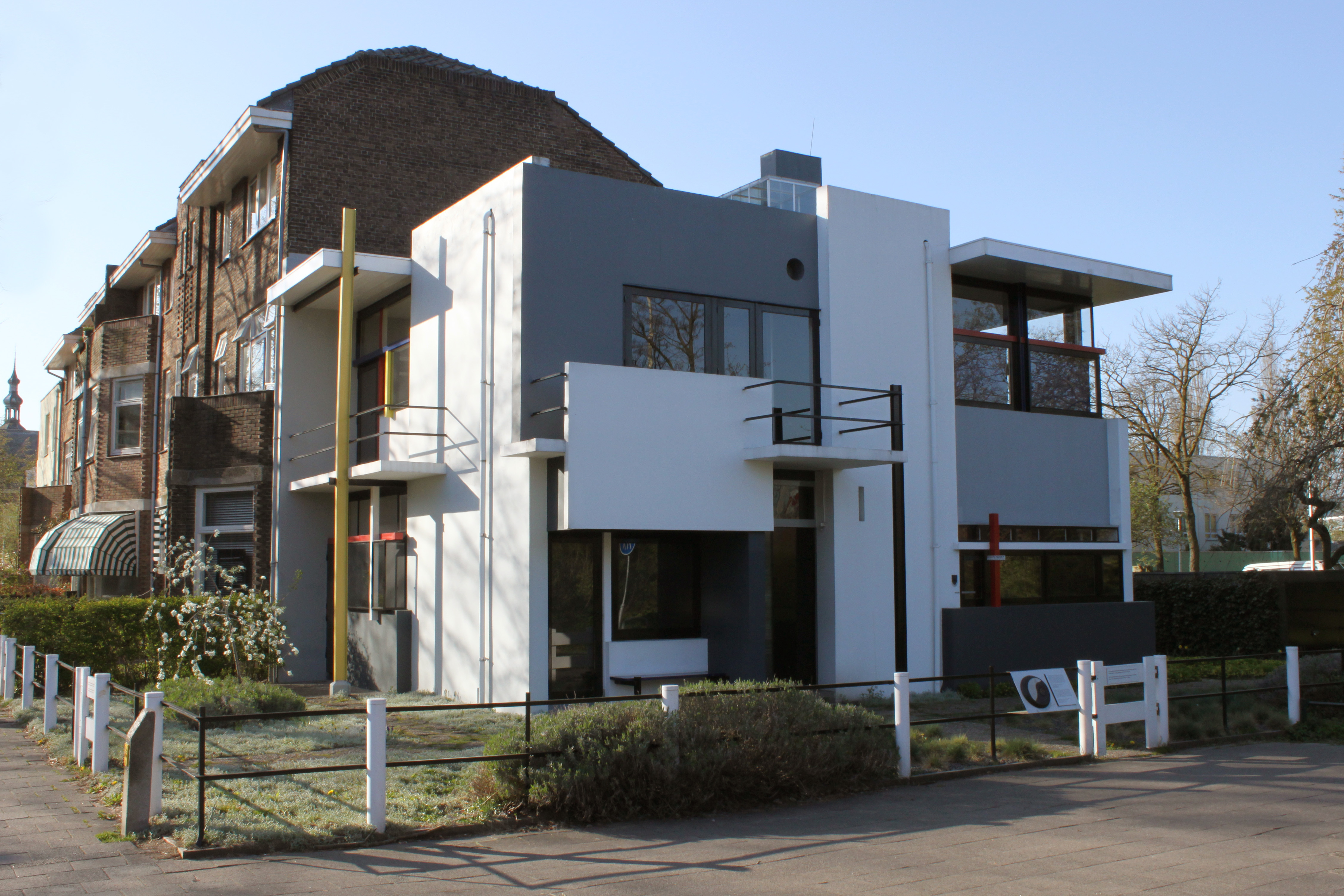
Gerrit Rietveld, maison Schröder, 1923.

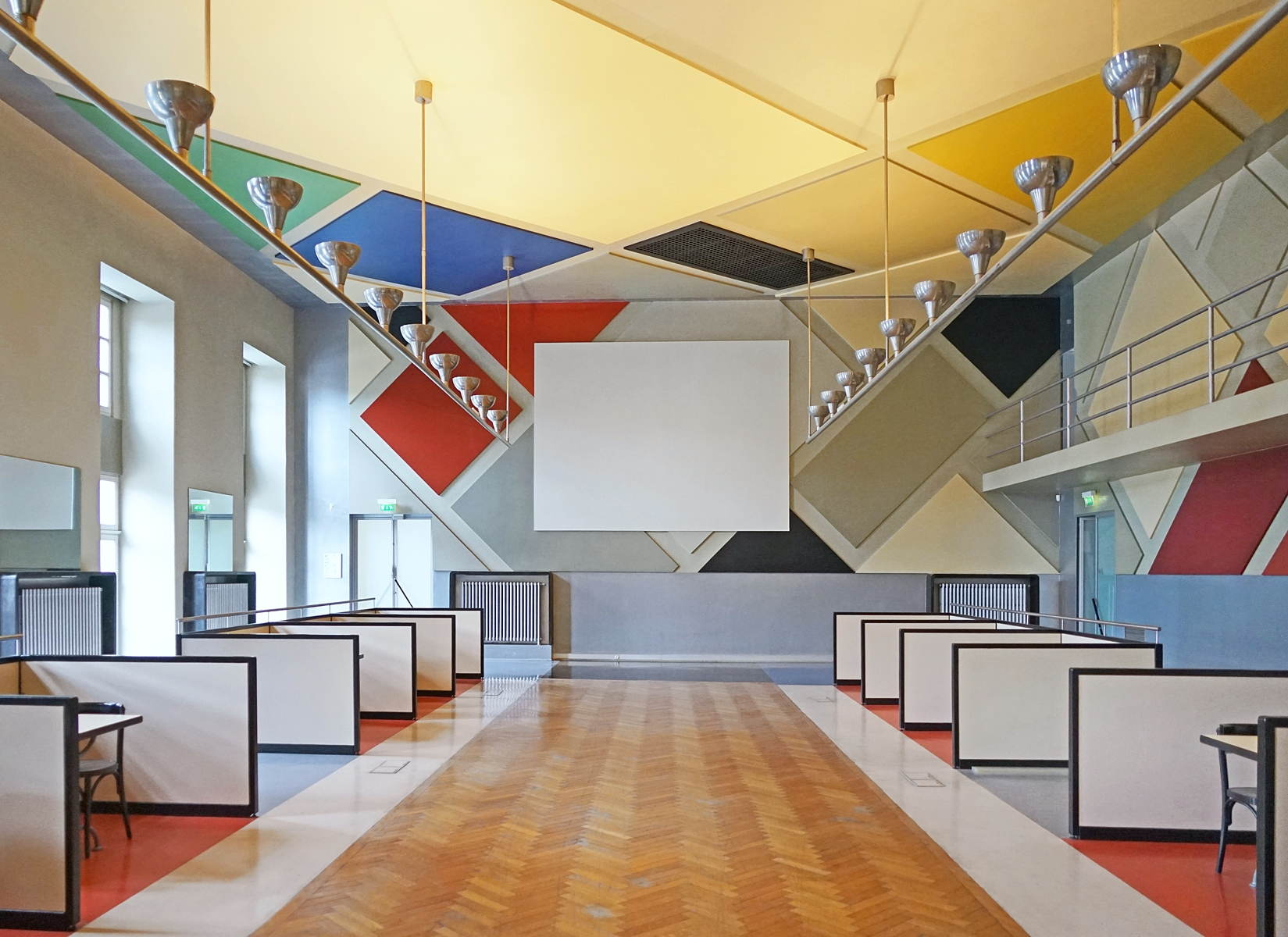
Theo van Doesburg, L'Aubette, 1926-1928.

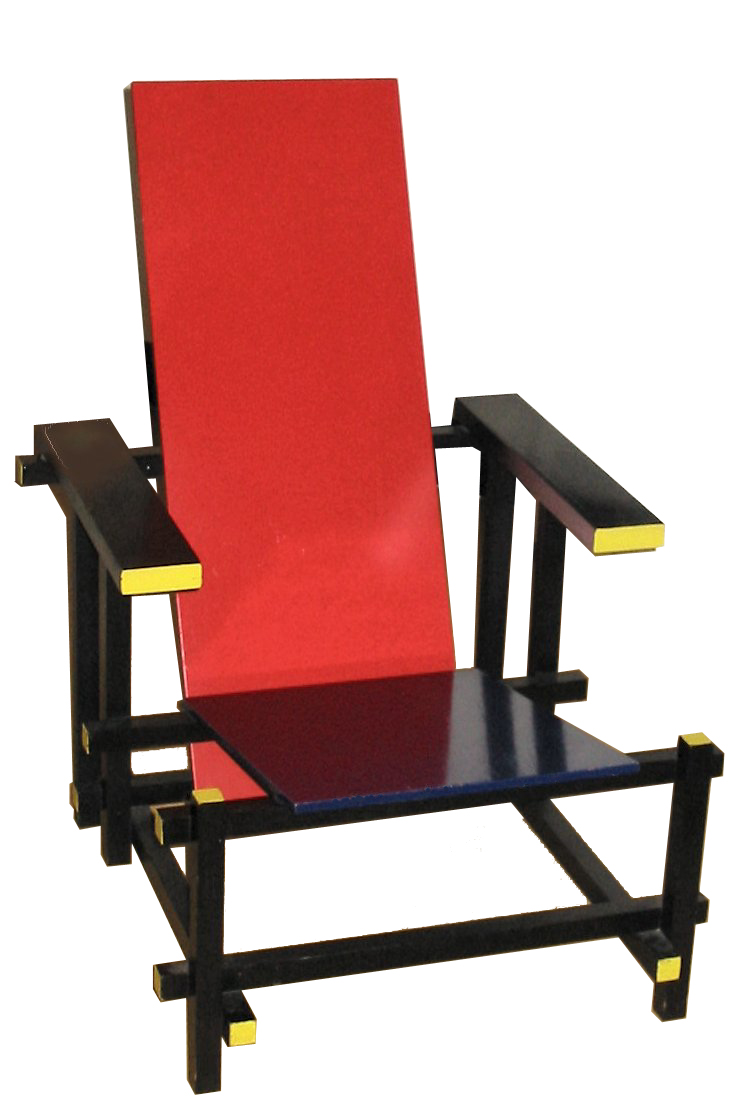
Gerrit Rietveld, Chaise Rouge et bleue, 1917-1923.

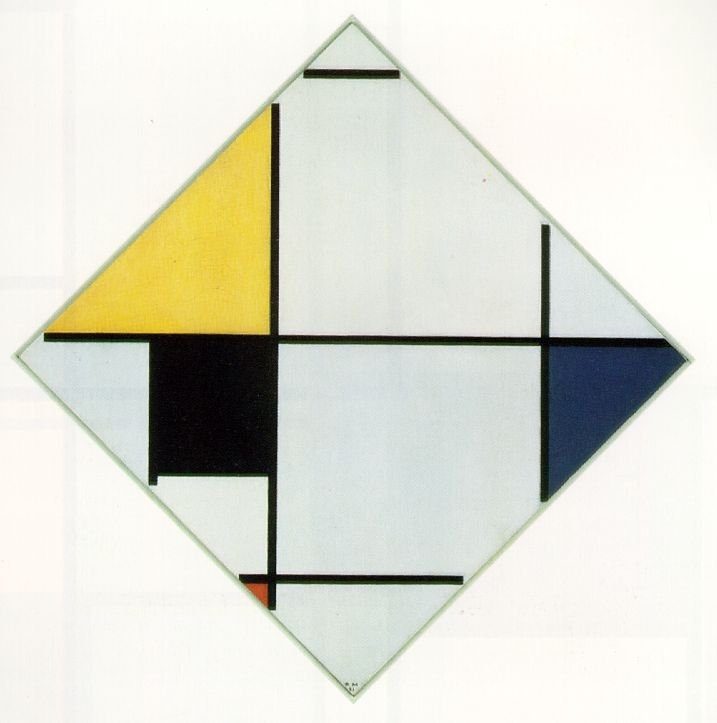
Piet Mondrian, 1921.

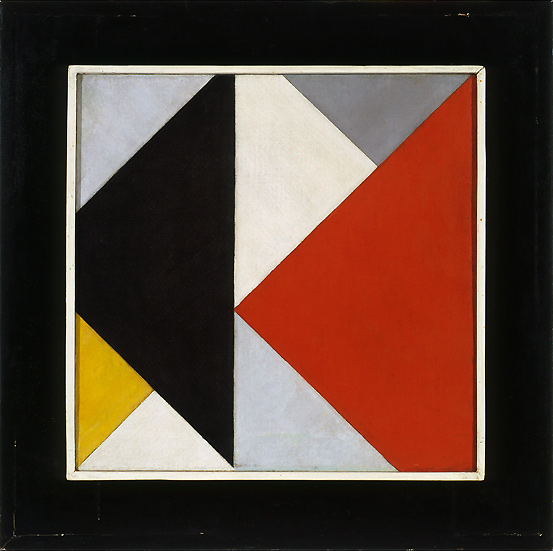
Theo van Doesburg, Contre-composition, 1929.

Ce mouvement d'idées trouve ses sources aussi bien dans le cubisme que le symbolisme et l'Art nouveau, dans les Arts & Crafts, l'architecture de Frank Lloyd Wright et dans les doctrines philosophiques répandues à la fin du XIXe siècle comme la théosophie. Sur le plan géographique, elle a concerné les Pays-Bas, la France et l'Allemagne pour s'étendre de la Pologne aux États-Unis et de la Grande-Bretagne à l'Italie.
Entre 1910 et 1915, Theo van Doesburg collabore à la création d'une revue à Amsterdam pour établir des contacts avec les mouvements d'avant-garde étrangers et plus particulièrement parisiens. Il publie dans d'autres revues dont certaines à orientations spirituelles et théosophiques des articles sur le renouveau de l'art. En 1914 il rencontre l'écrivain Antony Kok avec lequel et envisage pour la première fois de fonder une revue.
En 1915, Theo van Doesburg qui vient de découvrir le travail de Piet Mondrian et qui rencontre Georges Vantongerloo réalise ses premiers vitraux. Il est présenté en 1916 par Piet Mondrian au théosophe Schoenmaekers qui joue un rôle déterminant en fournissant l'appui théorique au groupe, rencontre les architectes Jacobus Johannes Pieter Oud, Jan Wils (en) et Robert van 't Hoff, le peintre Bart van der Leck avec lesquels il fonde un club artistique destiné à promouvoir les relations entre la peinture et l'architecture et de développer un art monumental. C'est le début d'une coopération avec la conception de vitraux et la mise en couleur d'espaces intérieurs. L'année suivante, Theo van Doesburg suivant les principes de Piet Mondrian basés sur l'utilisation de grilles géométriques peint ses premiers tableaux néo-plastiques nommés : Compositions.
En 1917, est fondé le groupe De Stijl avec Theo van Doesburg, Piet Mondrian, Vilmos Huszár, Bart van der Leck, Georges Vantongerloo, Robert van 't Hoff, Jacobus Johannes Pieter Oud, Jan Wils (en) et Antony Kok. En octobre 1917, parait le premier numéro de la revue de Stijl à Leyde avec, dès le début et jusqu'en 1924 des écrits de Piet Mondrian. Georges Vantongerloo réalise ses premières sculptures non figuratives et Vilmos Huszár ses premières œuvres non figuratives.
En 1918, Gerrit Rietveld crée la Chaise rouge et bleue, rencontre Theo van Doesburg et Robert van 't Hoff. Le peintre Bart van der Leck opposé à la contribution d'architectes à la revue quitte le groupe alors que Vilmos Huszár travaille sur ses premières intégrations architecturales. Theo van Doesburg édite le Premier manifeste de De Stijl poursuit ses mises en couleurs pour un hôtel-restaurant conçu par Jan Wils et réalise les vitraux des logements Spanken que Jacobus Johannes Pieter Oud construit à Rotterdam.
En 1919, Gerrit Rietveld entre dans le groupe de Stijl, et c'est la publication de ses premiers meubles, la Chaise d'enfant et le prototype de la Chaise rouge et bleue. L'architecte Robert van 't Hoff quitte le mouvement. Piet Mondrian vient habiter à Paris et réalise ses premiers tableaux de forme carré posés sur la pointe. Il y accueille Theo van Doesburg l'année suivante en 1920 où paraît le Deuxième manifeste de De Stijl. Ils rencontrent Léonce Rosenberg dans sa Galerie de L'Effort moderne puis Theo van Doesburg visite le Bauhaus en décembre 1920 et janvier 1921 puis inaugure le Stijl Kursus en marge de cette école. Il renforce sa collaboration avec les architectes mais sa conception de la couleur comme facteur d'une dynamique et de la destructuration de l'architecture entraine sa rupture avec l'architecte Jacobus Johannes Pieter Oud. Il propose Vers une nouvelle formation du monde le troisième manifeste du groupe de Stijl. Georges Vantongerloo quitte le groupe, Theo van Doesburg rencontre El Lissitsky.
Piet Mondrian publie chez Léonce Rosenberg à la Galerie de L'Effort moderne : Néo-plasticisme - Principe général de l'équivalence plastique. Ces premières toiles néo-plasticiennes sont composées de carrés et de rectangles dans des quadrillages de lignes asymétriques. Le but est de détruire par le plan l'espace et le volume et dépasser la nature visible.
L'année suivante la rencontre à Weimar avec le jeune étudiant en architecture, lauréat du Prix de Rome Cornelis van Eesteren qui voyage en Europe pour étudier l'architecture et l'urbanisme et Theo van Doesburg marque le début d'une intense collaboration marquée en 1923 par exposition de la Galerie de L'Effort moderne à Paris chez Léonce Rosenberg. Elle est représentée avec plus de succès l'année suivante à l'École spéciale d'architecture dans une exposition plus large et plus accessible L'architecture et les arts qui s'y rattachent. Gerrit Rietveld reprend sa chaise conçue en 1917 et lui applique les principes de De Stijl en la laquant avec les trois couleurs fondamentales. La Chaise Rouge et bleue représente avec sa maison Schröder de 1924 des icônes de cette époque. Vilmos Huszár quitte le groupe de Stijl.
1924 est l'année de la rupture avec Piet Mondrian, Theo van Doesburg introduit la diagonale dans ses peintures avec le titre : Contre-Composition. Il rédige avec Cornelis van Eesteren le cinquième manifeste de De Stijl : Vers une construction collective et réalise le cabinet floral de la villa d'Anna de Noailles à Hyères construite par Robert Mallet-Stevens. Grâce au strasbourgeois Jean Arp et son épouse, Sophie Taeuber-Arp, Theo van Doesburg devient l'architecte et maître d'œuvre de la restauration d'une partie de l'intérieur de l'Aubette à Strasbourg. L'application de ses principes est particulièrement intéressante dans le ciné-dancing. En 1925, Jacobus Johannes Pieter Oud réalise le Café De Unie à Rotterdam et Piet Zwart aménage le restaurant Léo Faust à Paris.
De 1924 à 1927, un collectif d'artistes lillois publient une revue Vouloir organe du néoplasticisme en France devient un des lieux de promotion et de diffusion des idées du groupe De Stijl.
En 1928, Gerrit Rietveld devenu membre fondateur des CIAM signe avec Le Corbusier au Château de La Sarraz en Suisse un texte qui sert à l'élaboration de la Charte d'Athènes en 1933.
Après l'élimination de fait de De Stijl, Theo van Doesburg qui ressent encore le besoin de s'associer avec d'autres artistes fonde à Paris le groupe et la revue Art concret dont le seul numéro paraît à Paris en avril 1930. Dans son manifeste, l'Art concret se présente comme une opposition au suréalisme.
Le 7 avril 1931, Theo van Doesburg meurt d'une crise cardiaque après avoir construit à Meudon près de Paris sa maison-atelier dont les portes de la façade sud reprennent les trois couleurs fondamentales,,.

### Orientation politique
Par son caractère anti-individualiste, le mouvement De Stijl est surtout dans ses premières années lié au communisme. Vilmos Huszár, Jan Wils (en) et Robert van 't Hoff (en), sont membres du parti communiste des Pays-Bas et Rielvet de sa branche radicale d'Utrecht. En 1919, Theo van Doesburg rejoint l'Association des intellectuels révolutionnaires. Jacobus Johannes Pieter Oud et Piet Mondrian n'ont pas d'engagements politique et Bart van der Leck pense que l'artiste doit propager ses idées politiques par son travail. En 1921, Theo van Doesburg publie dans la revue De'Stijl le troisième manifeste Vers une nouvelle vision du monde où il prend ses distances avec le socialisme, Le règne de l'esprit a commencé. Les capitalistes sont des trompeurs, mais les socialistes sont aussi des trompeurs.

### Influence sur le Bauhaus de Weimar
L'intransigeance de Theo van Doesburg pour désapprouver ou réprimer l'activité des membres en dehors De Stijl provoque de nombreux départs et il se retrouve pratiquement seul à défendre les principes de De Stijl. Son isolement croissant aux Pays-Bas l'entraîne à développer le mouvement dans d'autres pays européens et en particulier au Bauhaus de Weimar. Lors d'un voyage à Berlin en 1920, il a rencontré Walter Gropius, Bruno Taut et Alfred Meyer qui lui trouve un logement à Weimar. Un étudiant du Bauhaus Karl Peter Röhl lui propose son atelier pour donner des cours.
Theo van Doesburg se rend pour la première fois à Weimar en 1921 et donne des conférences publiques louant la conception de base de Walter Gropius sur l'enseignement mais critique la voie prise par l'enseignement au Bauhaus. Un article de Vilmos Huszár inspiré par Theo van Doesburg montre que pour atteindre les objectifs énoncés par les manifestes du Bauhaus, il faut des maîtres qui savent ce qu'implique la création d'une œuvre d'art unifiée.
À Weimar, à cette époque, Johannes Itten qui fait régner une atmosphère mêlant mystique et expressionnisme est le maître qui domine tout, dogmatique il défend une œuvre produite par un seul individu. L'accent mis sur l'artisanat devient de plus en plus anachronique et Walter Gropius qui avait à l'origine envisagé une école capable d'accueillir plusieurs points de vue et de créer l'harmonie à partir de la diversité dans un programme plus industriel pense que le Bauhaus risque de s'isoler du monde réel.
S'il est lui aussi dogmatique, déstabilisant pour l'école et n'est pas nommé maître immédiatement, les critiques de Theo van Doesburg ne sont pas faciles à écarter, il est célèbre et respecté dans l'avant-garde internationale. Avec De Stijl qui a compté dans ses rangs Gerrit Rietveld et Piet Mondrian il a déjà marqué le paysage artistique européen et est responsable d'un style architectural dont Walter Gropius est un fervent admirateur.

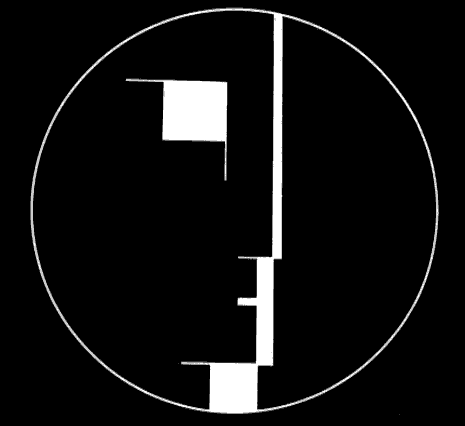
Logo du Bauhaus inspiré par De Stijl

Sa richesse d'idées et ses talents de pédagogue et de propagandiste ont du succès et Theo van Doesburg organise en dehors du Bauhaus un cours sur les théories de De Stijl à la demande d'élèves et d'enseignants. Ce transfert d'élèves vers l'enseignement de Theo van Doesburg mécontente le Bauhaus qui veut entraver son action, il quitte Weimar pour Berlin désamorçant ainsi le conflit.
Ce cours et particulièrement la géométrie élémentaire avec les verticales, horizontales, diagonales et aplats ainsi que les couleurs primaires et les contre-compositions imprègnent le travail de Karl Peter Röhl, Werner Graeff, Andreas Weininger, Hans Vogel, Egon Engelien, Max Burchartz, Bernhard Sturtzkoph, et Farkas Molnár.
À l'automne 1921, on peut voir un signe dans le changement de l'emblème expressionniste de l'école par un logo qui doit beaucoup à De Stijl et à l'œuvre de Theo van Doesburg Rythme d'une danse russe. Il annonce clairement l'image que le Bauhaus cultive surtout à partir de 1923 et porte la marque évidente de De Stijl. Walter Gropius connaît le virage que prennent tous les arts en Allemagne où l'expressionnisme est mort et remplacé par un style sobre, discipliné et même conventionnel, la Nouvelle objectivité. Johannes Itten est amené à démissionner et est remplacé par László Moholy-Nagy, un artiste proche de Theo van Doesburg. Les idées et les formes de De Stijl et les intuitions de Theo van Doesburg sont des éléments fondamentaux dans la réforme de l'orientation industrielle du Bauhaus menée par Walter Gropius,,.

## La revueDe Stijl
De Stijl est une revue d'art destinée aux artistes publiée à Leyde aux Pays-Bas puis à Paris entre octobre 1917 et janvier 1932 soit 90 numéros formant huit volumes. Avec une distribution comprise entre 120 et 300 exemplaires elle a une influence majeure sur l'art néerlandais et international.
Fondée par Theo van Doesburg, son rédacteur en chef, elle se veut éclectique et ouverte à toute l'avant-garde européenne et même si elle est un organe de propagation et de défense des artistes du groupe néerlandais De Stijl, elle accueille les dadaïstes Hugo Ball, Jean Arp et Hans Richter, le futuriste italien Gino Severini, le constructiviste russe El Lissitzky et le sculpteur Constantin Brancusi parmi les principaux intervenants de la revue. Pour Piet Mondrian, de Stijl est l'organe hollandais du néo-plasticisme.
Un an après le début des publications, un premier manifeste est rédigé par des peintres, architectes, poètes, sculpteur ce qui montre la cohésion du groupe rassemblé par Theo van Doesburg.

### Premier manifeste deDe Stijl, 1918
1. Il y a deux connaissances des temps : une ancienne et une nouvelle. L'ancienne se dirige vers l'individualisme. La nouvelle se dirige vers l'universel. Le débat de l'individualisme contre l'universel se révèle autant dans la guerre du monde que dans l'art de notre époque.

2. La guerre détruit l'ancien monde avec son contenu : la domination individuelle à tous les points de vue.

3. L'art nouveau a mis au jour ce que contient la nouvelle connaissance des temps : proportion égales de l'universel et de l'individuel.

4. La nouvelle connaissance des temps est prête à se réaliser dans tout, même dans la vie extérieure.

5. Les traditions, les dogmes et les prérogatives de l'individualisme (le naturel) s'opposent à cette réalisation.

6. Le but de la revue d'art de Stijl est de faire appel à tous ceux qui croient dans la réformation de l'art et de la culture pour annihiler tout ce qui empêche le développement, ainsi que ces collaborateurs ont fait dans le nouvel art plastique en supprimant la forme naturelle qui contrarie la propre expression de l'art, la conséquence la plus haute de chaque connaissance artistique.

7. Les artistes d'aujourd’hui ont pris part à la guerre du monde dans le domaine spirituel, poussés par la même connaissance contre les prérogatives de l'individualisme : le caprice, Ils sympathisent avec tous ceux, qui combattent spirituellement ou matériellement pour la formation d'une unité internationale dans la Vie, l'Art, la Culture.

8. De Stijl fondé dans ce but, fait tous ses efforts pour placer la nouvelle idée de la vie dans la lumière.
Theo van Doesburg, Peintre. Robert van 't Hoff (en), Architecte. Vilmos Huszár, Peintre. Antony Kok (nl), Poète. Piet Mondrian, Peintre. Georges Vantongerloo, Sculpteur. Jan Wils (en), Architecte.
Pour le deuxième anniversaire du groupe de Stijl, Theo van Doesburg publie un numéro spécial avec les projets marquant des membres du groupe ce qui permet de faire se confronter les opinions de chacun d'entre eux. Avec la fin de la guerre et l'ouverture des frontières, la revue est diffusée à l'étranger et publie des informations sur l'activité artistique étrangère.
En 1919-1920, Piet Mondrian publie Réalité naturelle et réalité abstraite où il propose d'étendre le système auquel il est parvenu à toute la société. Une société fondée sur une dualité équivalente entre le spirituel et le matériel qui corresponde à la nouvelle ère industrielle du XXe siècle.
Après des articles consacrés à la décoration intérieure et l'art plastique, l'architecture des logements d'urgence, la nouvelle peinture, l'art et la littérature paraît en 1920 le second manifeste consacré à la littérature signé par Theo van Doesburg, Piet Mondrian et Antony Kok (nl). En 1921 le troisième manifeste : Vers une nouvelle formation du monde est publié puis des propos sur la nouvelle peinture, le cubisme, Picasso et de Stijl.
En 1923, la revue s'ouvre davantage à la poésie, la danse, au théâtre et à la musique. Le mathématicien Henri Poincaré y publie Pourquoi l'espace en trois dimensions.

### Cinquième manifeste deDe Stijl, 1924
Vers une construction collective

1. En travaillant collectivement, nous avons examiné l'architecture comme unité créée de tous les arts, industrie, technique... et nous avons trouvé que la conséquence donnera un style nouveau.

2. Nous avons examiné les lois de l'espace et nous avons trouvé que toutes ces variations de l'espace sont à gouverner comme une unité équilibrée.

3. Nous avons examiné les lois de la couleur dans l'espace et dans la durée et nous avons trouvé que les rapports équilibrés de ces éléments donnent enfin une unité nouvelle et positive.

4. Nous avons examiné le rapport entre l'espace et le temps, et nous avons trouvé que l'apparition de ces deux éléments par la couleur donne une nouvelle dimension.

5. Nous avons examiné les rapports réciproques de la mesure, de la proposition, de l'espace, du temps et des matériaux et nous avons trouvé la méthode définitive de les construire comme une unité.

6. Nous avons par la rupture de la fermeté (les murs...) élevé la dualité entre l'intérieur et l'extérieur.
7. Nous avons donné la vraie place de la couleur dans l'architecture et nous déclarons que la peinture séparée de la construction architecturale (c'est-à-dire le tableau) n'a aucune raison d'être.

8. L'époque de la déconstruction est à son terme. Une nouvelle époque commence: la grande époque de la construction.
Cornelis van Eesteren, Architecte, Theo van Doesburg, Peintre, Gerrit Rietveld, Créateur de mobilier.
En janvier 1927, l'article sur la peinture : de la composition à la contre-composition est proposé par Theo van Doesburg comme en 1927 l'article sur les dix ans de De Stijl où la nouvelle conscience plastique est définie par néoplasticisme et élémentarisme. En 1928, le dernier numéro provisoire est entièrement consacré à la réalisation de l'espace de restauration et de loisirs de l'Aubette à Strasbourg avec Jean Arp et son épouse, Sophie Taeuber-Arp.

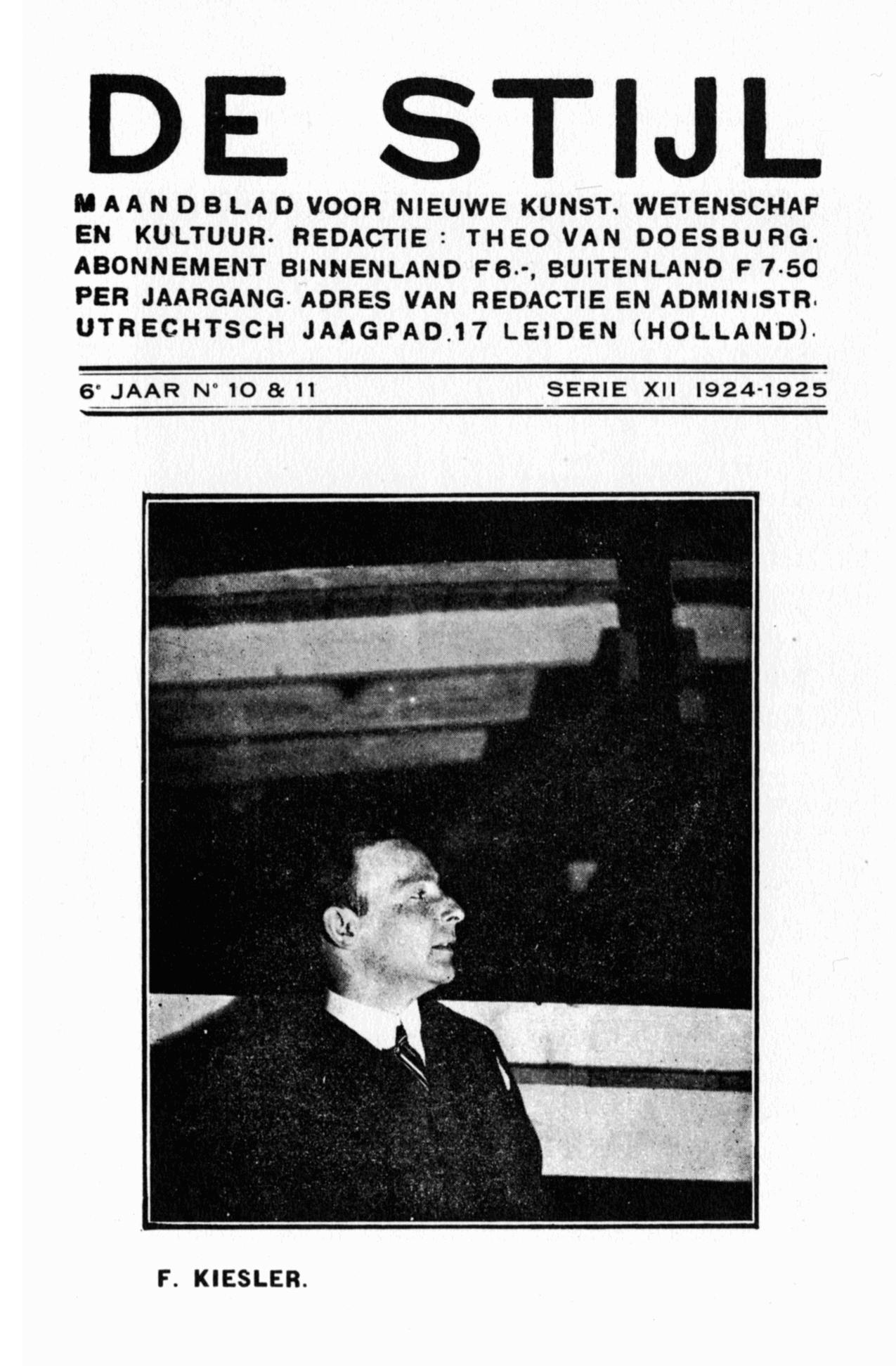
Frederick Kiesler, revue De Stijl, 1924-1925.

En janvier 1932, en hommage à Theo van Doesburg décédé le 7 mars 1931 à Davos, le dernier numéro de De Stijl est publié . Il comprend des textes de Jean Arp, Robert van 't Hoff (en), Cornelis van Eesteren, Jacobus Johannes Pieter Oud, Piet Mondrian, Evert Rinsema, Antony Kok (nl), César Domela, Frederick Kiesler, Schwitters, Jean Hélion, Miguel Lopez, Arturo Sartoris et du docteur Schwwanhäuser.

### Principes du mouvement De Stijl
- Usage uniquement des couleurs pures : bleu, jaune, rouge (pas de cyan ou de magenta, donc on évitera de dire "couleurs primaires"), ainsi que des non-couleurs : blanc, noir, gris ;
- Usage uniquement de lignes droites et orthogonales ;
- Les couleurs sont appliquées en aplat, sans mélange ou dégradé ;
- Les formes se limitent à des rectangles et des carrés ;
- Dynamisation de l'espace par le jeu des diagonales.

Ces principes se retrouvent également dans les réalisations architecturales.

### Citations
« Depuis 1913, nous ressentions tous un besoin d'abstraction et de simplification. Le caractère mathématique s'imposa de toute évidence face à l'impressionnisme, que nous rejetions; tout ce qui n'allait pas au bout de nos principes était qualifié de "baroque". Nous étions tous d'accord sur un point : nous déclarions la guerre au style baroque sous ses formes les plus diverses. »

— [réf. nécessaire]

« Ce que je revendique, c'est la forme contrôlable pour la peinture, la sculpture, et l'architecture. »

— Theo van Doesburg, [réf. nécessaire]

« Seul l'aspect pur des éléments, dans des proportions équilibrées, peut atténuer le tragique dans la vie et dans l'art. »

— [réf. nécessaire]

« L'art tel que nous le comprenons n'est ni prolétarien, ni bourgeois. Il n'est pas non plus déterminé par les circonstances sociales, il développe au contraire des forces qui conditionnent à leur tour l'ensemble de la culture. »

— Piet Mondrian, (Brigitte Léal, 2010)

## Peinture
Les premières pierres du principe général de De Stijl sont posées à l'origine par une association de peintres à laquelle se sont joints ensuite des architectes. Ce groupe vient d'un milieu artistique hollandais complexe qui se retrouve dans des communautés d'artistes. Ils font partie de sociétés théosophiques et à partir d'une spiritualité ordonnée et géométrisée recherchent un nouvel art qui soit en phase avec cette nouvelle société industrielle qui bouleverse les codes esthétiques, plastiques et même philosophiques de la société.

### Bart van der Leck

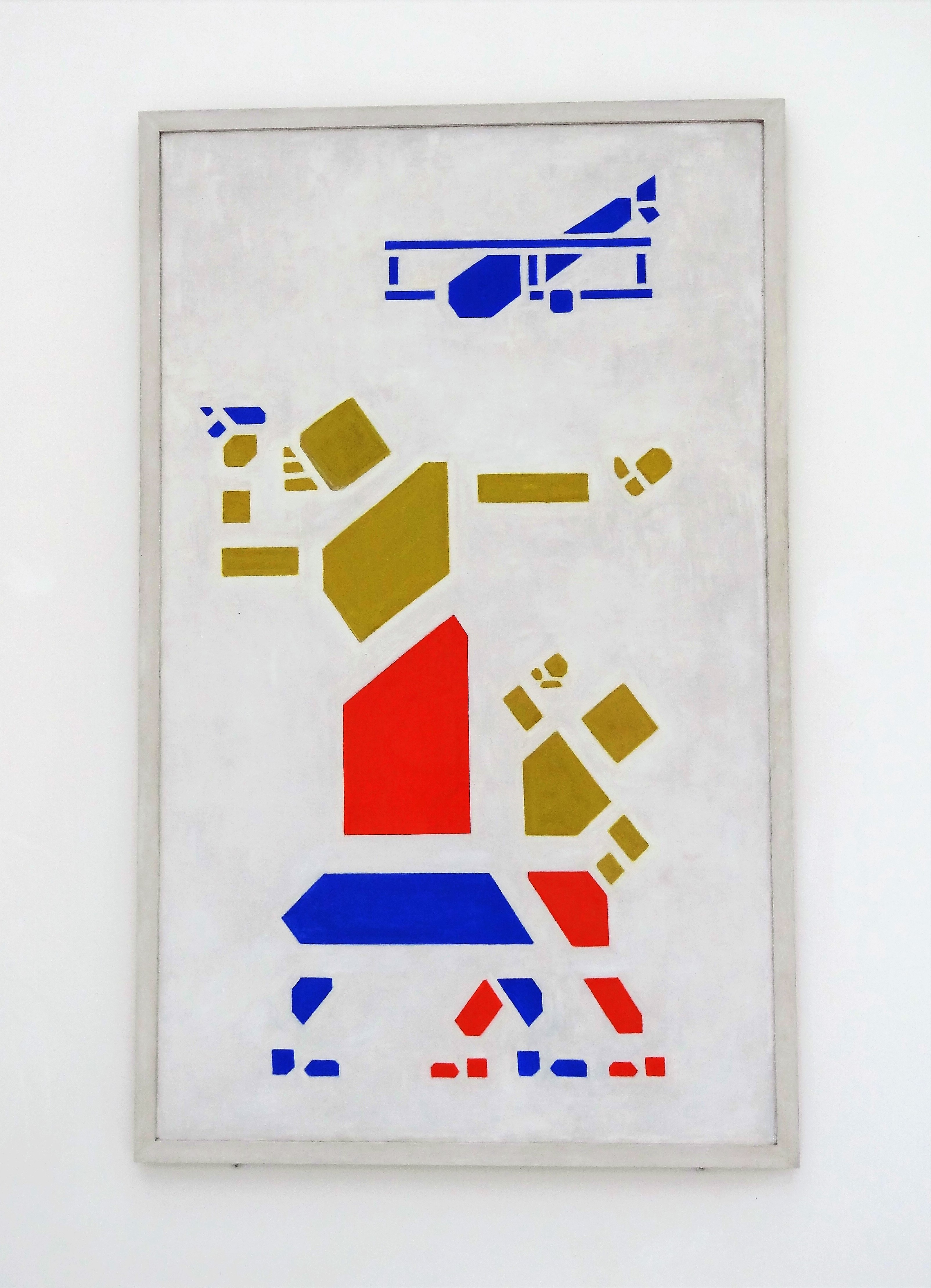
Bart van der Leck

Bart van der Leck (1876-1958) fait son apprentissage chez un maître verrier d'Utrecht et est influencé par l'architecte et ébéniste  Piet Klaarhamer (nl). Il est marqué par l'école hollandaise du XIXe siècle, Van Gogh, le symbolisme et la peinture dans l'Égypte antique. En 1912-1915, il peint des formes simplifiées avec un nombre limité de couleurs posées en aplats. En 1914, ses personnages sont cernés de noir, vus latéralement et étagés dans un plan. En 1916, il réalise Travail au port et La tempête aux formes stylisées et limitées aux trois couleurs primaires, le bleu, le rouge, le jaune ainsi que le blanc et le noir posées en aplats. La composition privilégie deux directions, l'horizontale et la verticale.
En 1916, il rencontre Piet Mondrian et son travail évolue. Son tableau La Mine est non figuratif et Bart van der Leck parvient par des chemins différents à la même abstraction que Piet Mondrian avec Jetée et Océan. En 1917, la Sortie de l'usine est construite dans un plan avec des formes dont les contours sont parallèles au bord de la toile. Il ne cherche plus qu'à structurer la surface.
À partir de ces sources théosophiques, le peintre Bart van der Leck est le premier à élémentariser la couleur et a l'idée de réduire la palette de sa peinture aux trois couleurs primaires, le jaune, le bleu et le rouge. Il appartient au mouvement de Stijl avec Theo van Doesburg et travaille à partir de l'analyse de la figure humaine en mouvement.

### Piet Mondrian

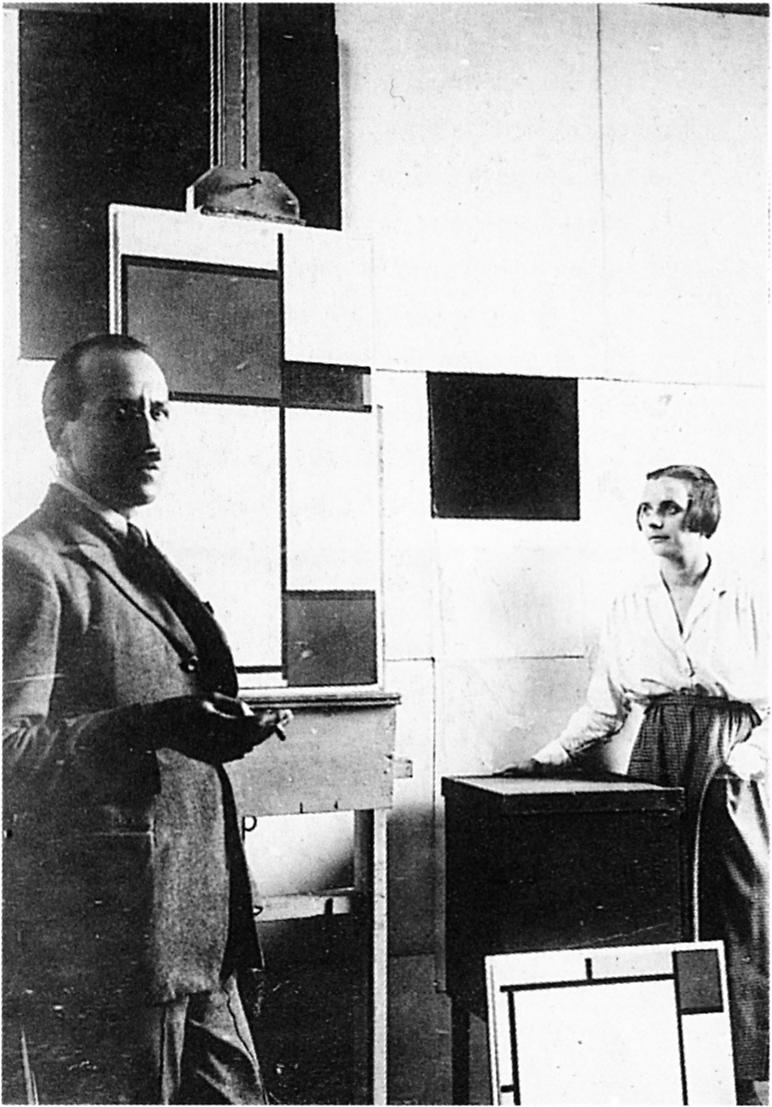
Piet Mondrian à Paris avec Nelly van Doesburg

Piet Mondrian qui doit à Bart van der Leck ses couleurs primaires est dans une logique différente et travaille à partir de l'analyse des arbres et de la nature.
Pendant son séjour à Paris en 1912-1914, Piet Mondrian assimile le cubisme ce qui lui permet de résoudre le problème de l'abstraction. Son premier souci après avoir adopté les couleurs primaires est d'unir la figure et le fond en un tout inséparable. Il abandonne le fond neutre de Bart van der Leck grâce à la grille modulaire dans ses tableaux de 1918-1919 ce qui lui permet de résoudre une opposition essentielle laissé de côté par les autres peintres de De Stijl, celle de la couleur et de la non couleur.
À partir de 1918 et jusqu'en 1921, Piet Mondrian met au point son langage le néo-plasticisme en expérimentant diverses possibilités. En 1918, c'est un nouveau format, le carré sur la pointe, la Composition dans le carreau aux lignes grises qui n'a ni composition ni aucun motif particulier mais une trame systématique. La même année, la Composition en plans de couleur avec contours gris contient tous les éléments qu'il développe à partir de 1920-1921 : la répartition de plans orthogonaux de couleurs rouge, bleu, jaune, blanc ou gris séparés par une structure de lignes grises. Ces tableaux sont suivis d'autres recherches faites en Hollande puis à Paris dès juillet 1919. Les couleurs sont encore hésitantes, l'épaisseur des lignes, leur répartition et leur nombre restent mal définis. À partir de 1920, Piet Mondrian trouve le parti qu'il ne quittera plus jusqu'en 1938, le néo-plasticisme est né.
Dans les années 1920-1921, quand son style est venu à maturité, Piet Mondrian a commencé à changer son studio à Paris parce que la peinture était prête à être fusionnée avec les plans muraux de l'architecture mais il refuse d'appliquer son travail sur la picturalité à l'espace, aux trois dimensions, à l'architecture et à la ville et quitte le mouvement De Stijl en 1925,.

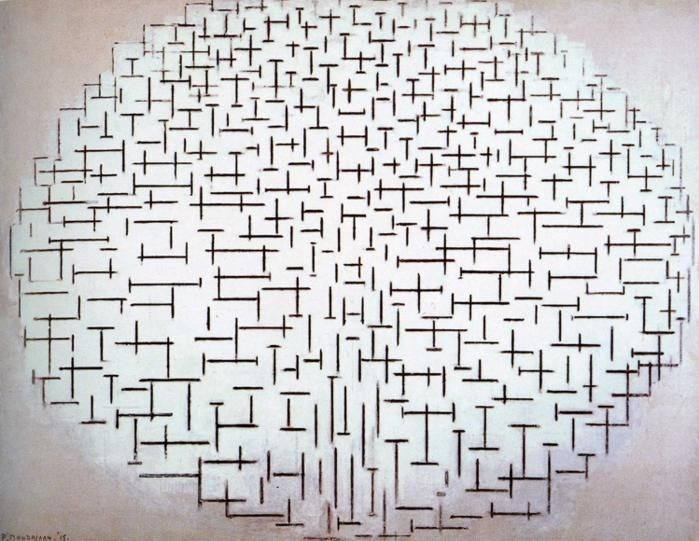
Piet Mondrian, Jetée et Océan, 1915
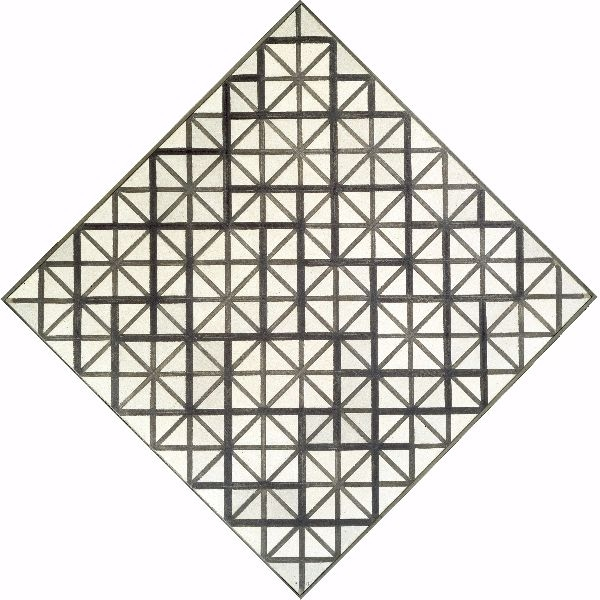
Carreau aux lignes grises, 1918
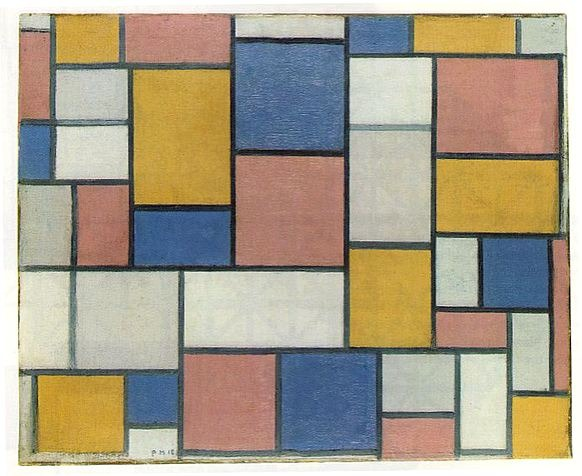
Plans de couleurs avec des contours gris, 1918
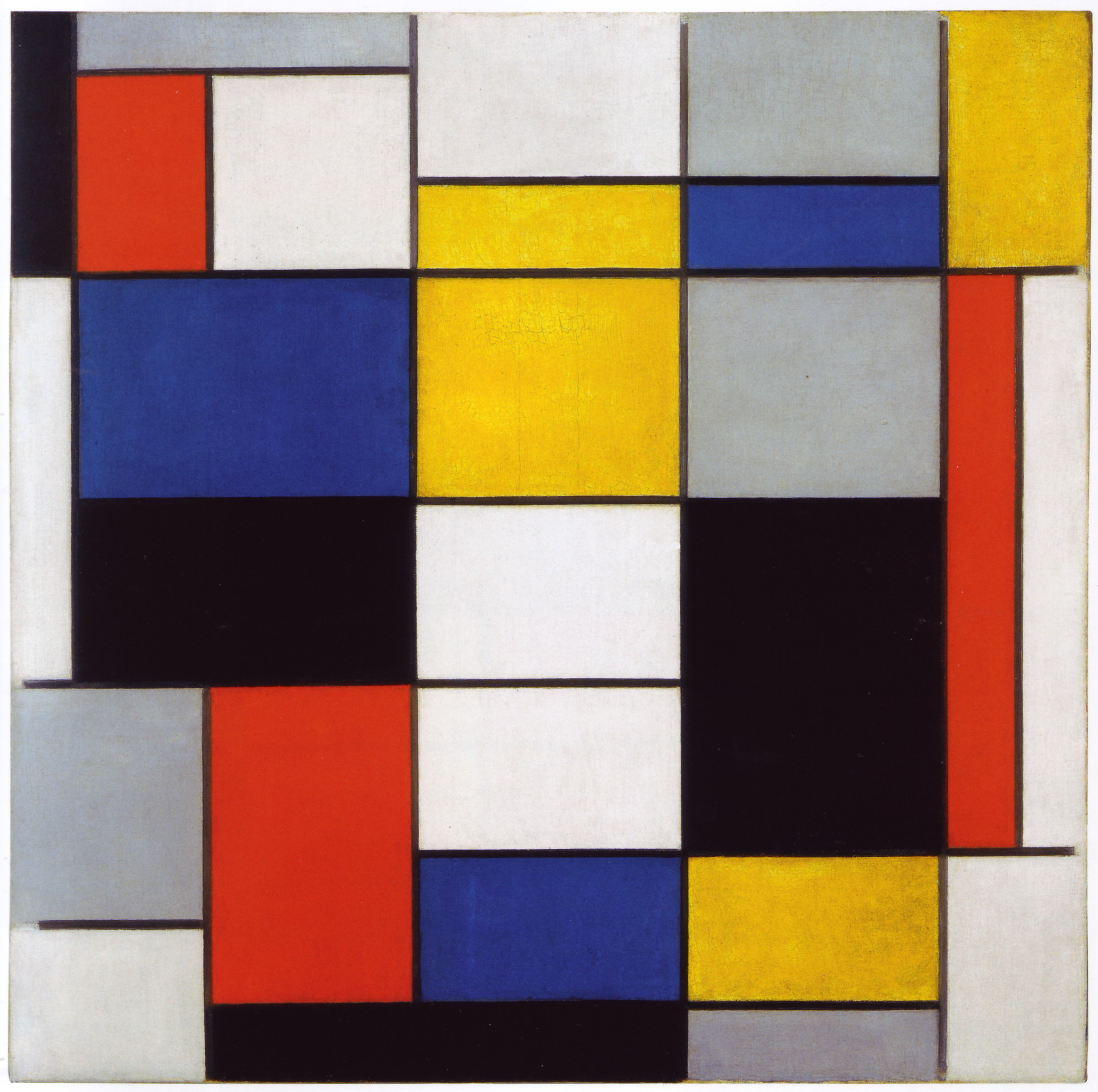
Composition A, 1920
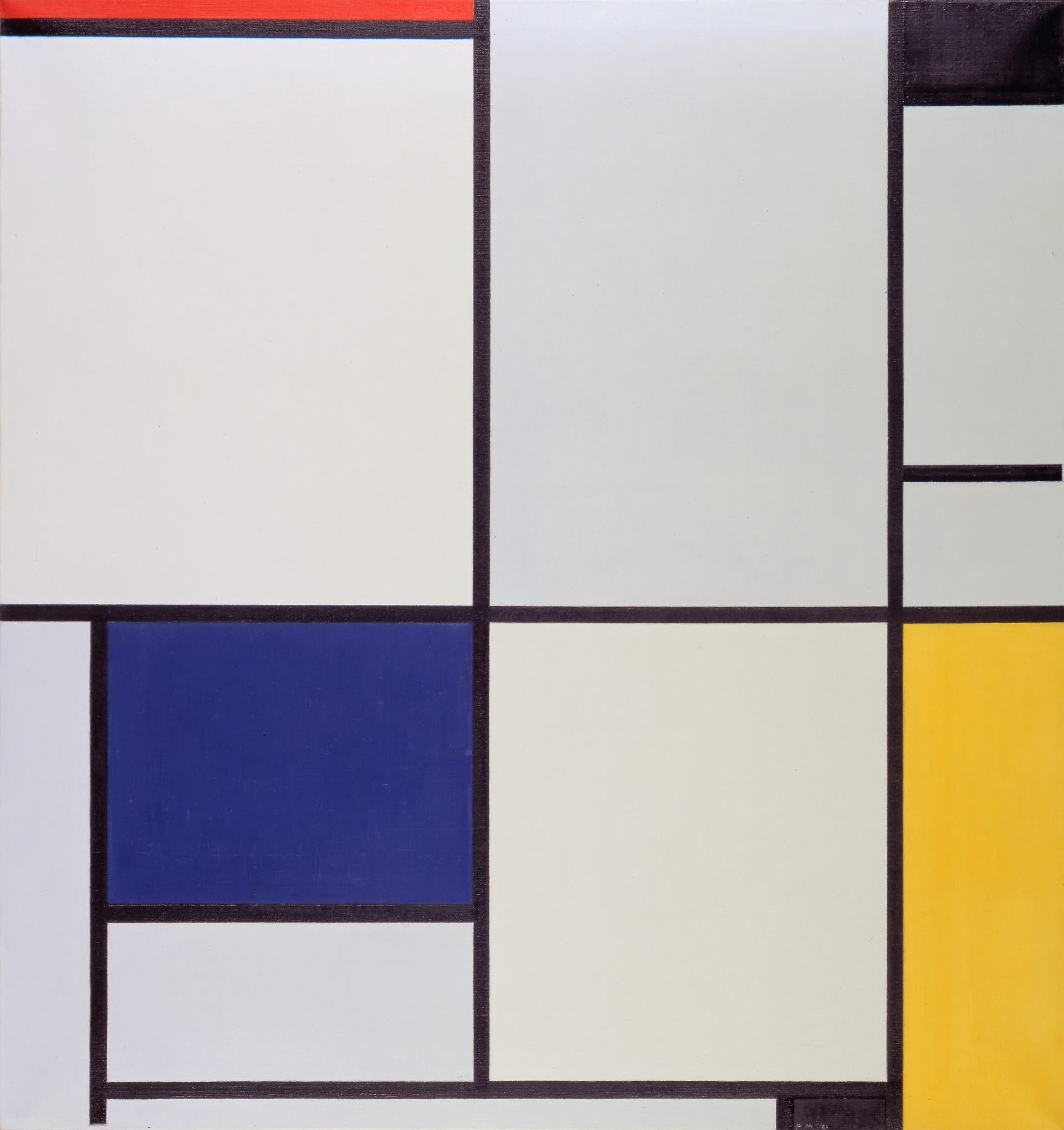
Tableau I, 1921

### Theo van Doesburg
Theo van Doesburg est un peintre qui a compris la dimension politique, sociale et historique qu'opère le modernisme sur les consciences et l'art en général. Il utilise tous les supports de l'esthétique, la peinture, le dessin, la sculpture, l'architecture, le design, la publicité et le graphisme.
Dès 1912 et sa première exposition, sa peinture subit l'influence de Van Gogh puis de l'abstraction lyrique de Kandinsky. Il écrit sur le futurisme et fait des recherches sur les éléments fondamentaux. Il s'intéresse à Piet Mondrian dont il reprend l'esthétique à partir de 1915 puis trouve au néo-plasticisme un côté conservateur. Il réalise en 1918 Rythmes des danses russes où il reprend des éléments formels de Piet Mondrian et certaines parties de la Composition 1917-3 de Bart van der Leck. Il trouve un effet différent dû au format rectangulaire très prononcé en hauteur. En 1920 sa Composition XVIII en trois parties est constituée de trois châssis distincts dont la disposition calculée permet de structurer le mur par leur relation spatiale et la correspondance des élém|ents de la composition.
Theo van Doesburg qui voyage beaucoup et organise des expositions rencontre à Berlin Walter Gropius en 1920. Puis il s'installe à Weimar en 1921-1922 où il anime des réunions et donne des cours de style dans un atelier près du Bauhaus dont il bouleverse profondément l'esprit mais n'obtient pas le statut de maître qu'il souhaitait. Il convainc Walter Gropius aux idées constructivistes dont il devient avec El Lissitsky le principal propagandiste. Une rétrospective est organisée au Landesmueum de Weimar en décembre 1923 et janvier 1924.
En 1924, Theo van Doesburg installé à Clamart rencontre César Domela et Friedrich Vordemberge-Gildewart (en) qui deviennent membres de De Stijl. Puis il innove véritablement sur le plan pictural en introduisant l'oblique dans ses tableaux.

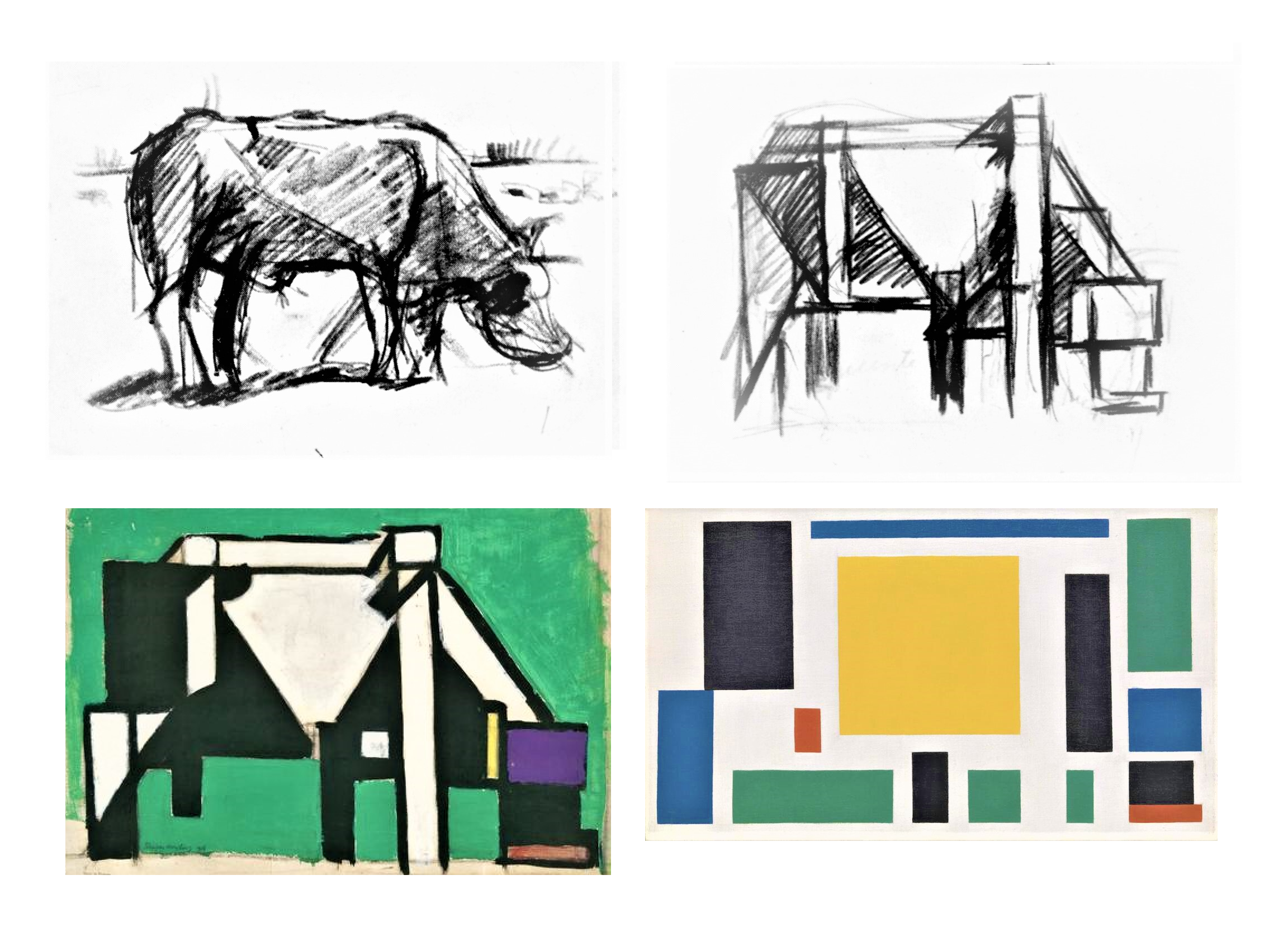
Série : La vache, 1918

En se démarquant du néo-plasticisme il crée ce qu'il appelle des Contre-compositions qui donneront naissance au manifeste de l'Élémentarisme paru dans la revue De Stijl en 1927. C'est une réaction contre les applications trop dogmatiques du néo-plasticisme en introduisant des surfaces inclinées, des surfaces dissonantes en opposition à la pesanteur et la structure statique architectonique. Quand ces peintures sont réalisées, Piet Mondrian rompt ses relations avec Theo van Doesburg et sa collaboration à la revue De Stijl. De 1926 à 1928, il travaille avec beaucoup plus d'efficacité dans l'art de l'intérieur et l'architecture que dans ses tableaux à la mise en œuvre de ses principes. La restauration du café-dancing de l'Aubette à Strasbourg est son œuvre la plus importante réalisée en style élémentariste.
En 1930, il exécute un tableau capital Composition arithmétrique où pour la première fois étant donné le postulat abstrait initial, toutes les composantes sont justifiées par un système, la position et les proportions des éléments se trouvant dans des rapports logiques. En même temps il publie la revue Art concret avec un manifeste signé part Otto Gustav Carlsund, Theo van Doesburg, Jean Hélion, Léon Tutundjian et Wantz.
Il meurt à Davos le 7 mars 1931,,.

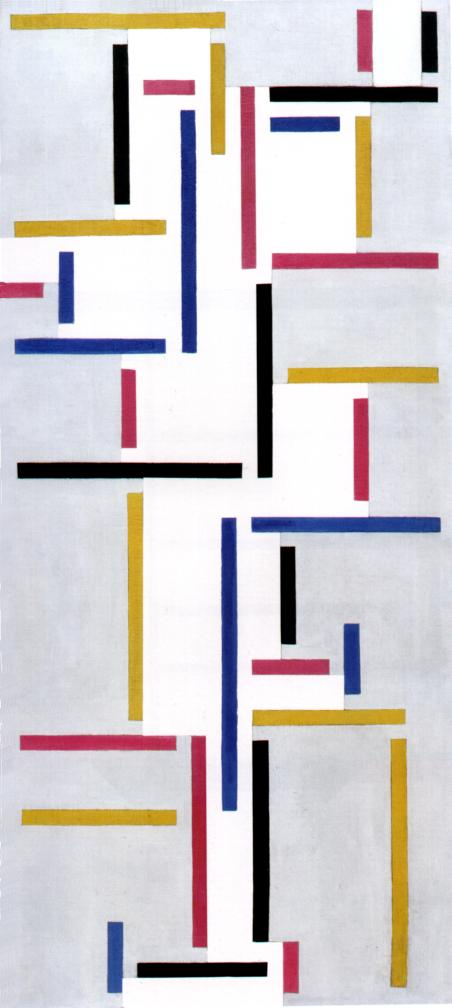
Rythmes, 1918
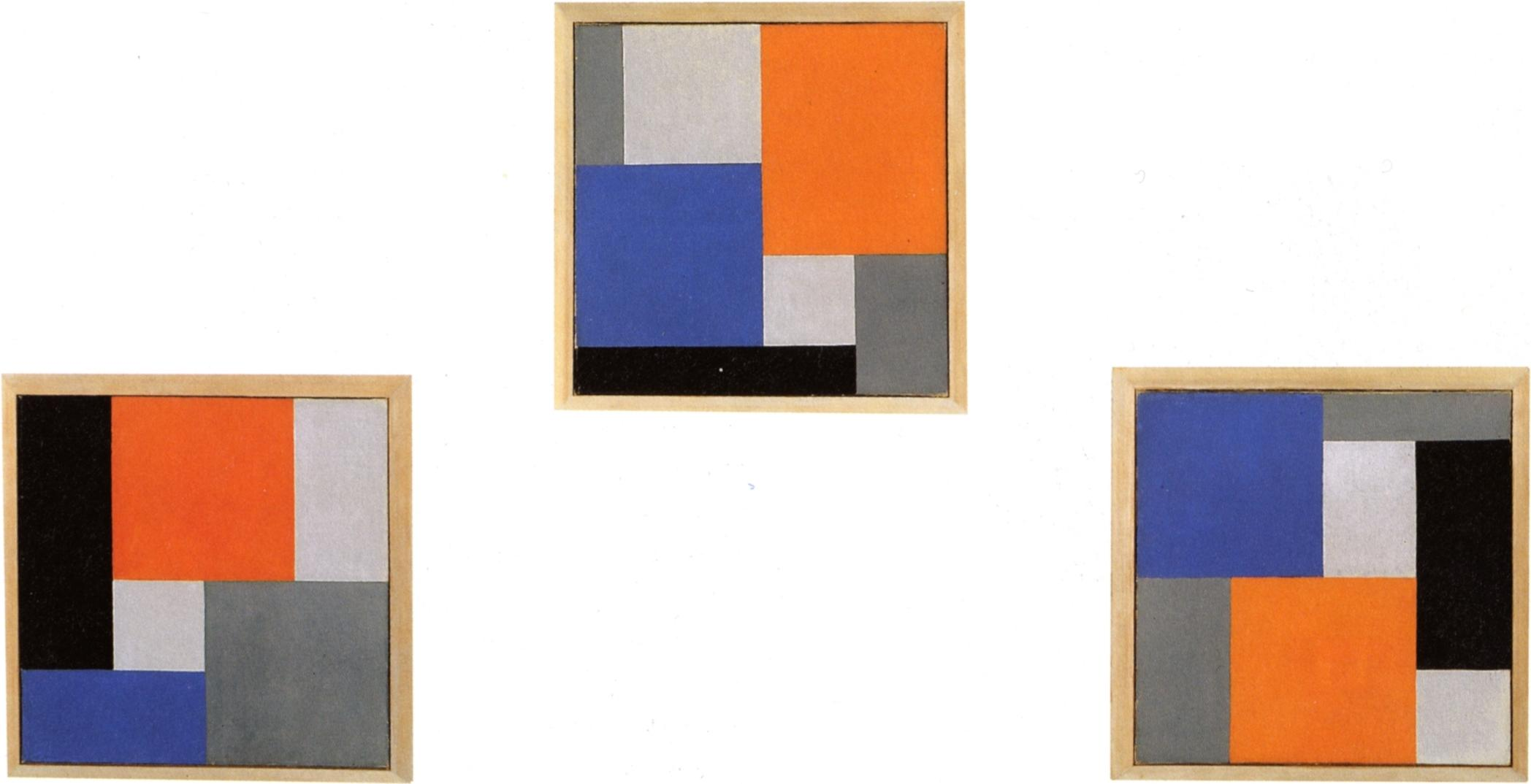
Composition XVIII en trois parties, 1920
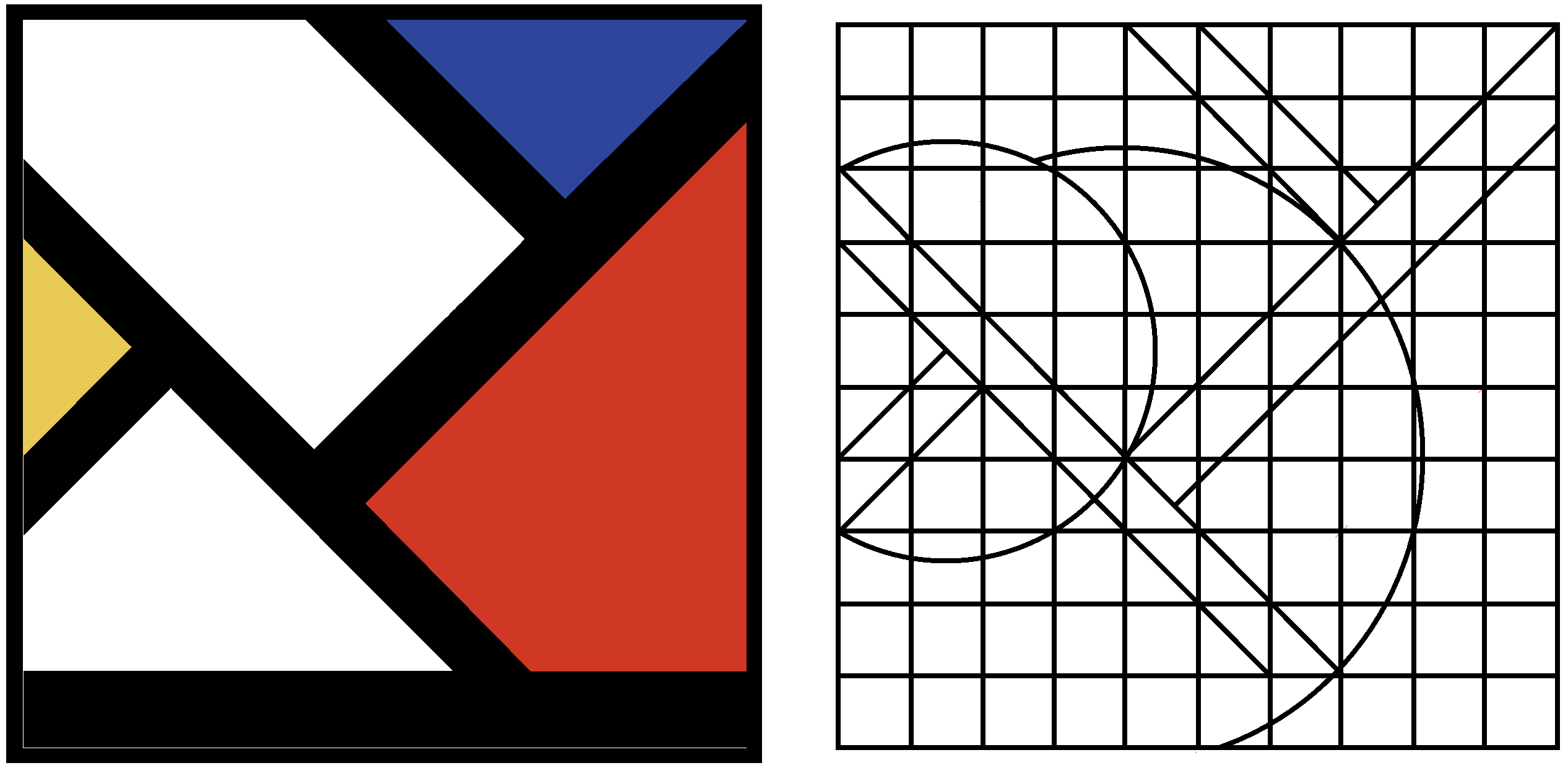
Contre-construction XIV, 1924-1925 avec les tracés régulateurs publiés en 1927
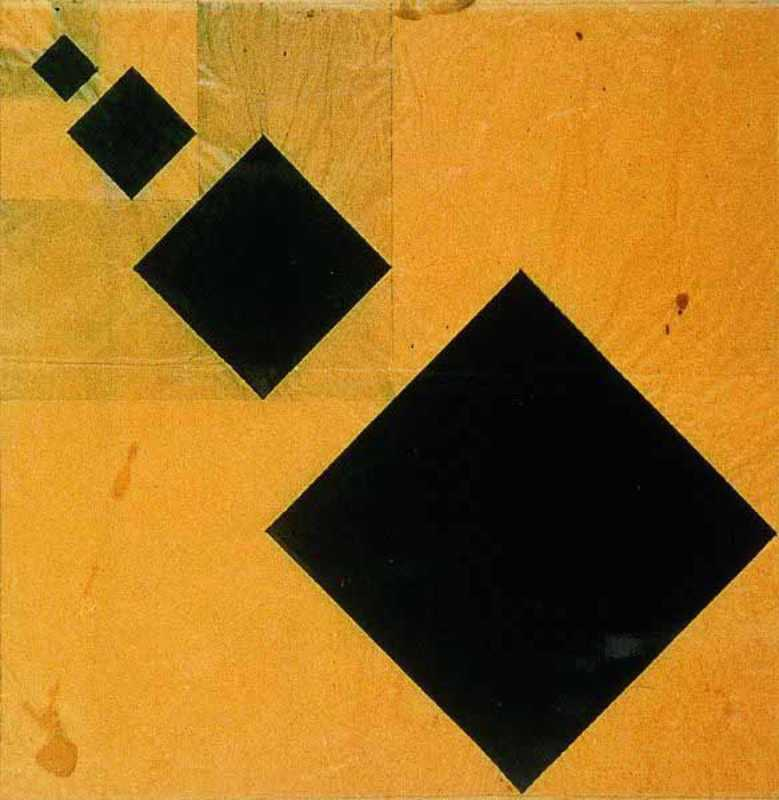
Composition arithmétrique, 1929 ?

### Vilmos Huszár

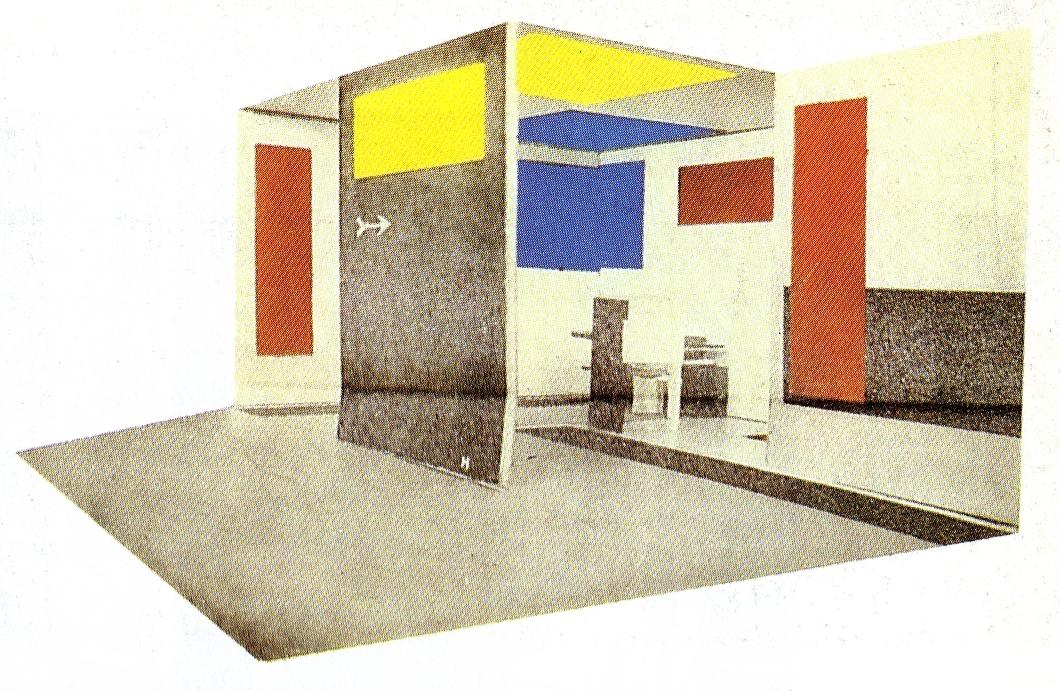
Vilmos Huszár, Gerrit Rietveld, Berlin, 1923.

La carrière et l'évolution des autres peintres de De Stijl après 1920 est plus uniforme et moins profonde. Vilmos Huszár après avoir été marqué par les nabis et le symbolisme exécute des vitraux dont certains sont parfaitement abstraits. Ses œuvres de 1918 montrent des plans de couleurs dans une grille orthogonale. Puis il cherche à faire passer ses recherches dans l'architecture et collabore avec Piet Zwart, Jan Wils (en) et Gerrit Rietveld. Il réalise en 1923 une maquette pour une exposition à Berlin, Gerrit Rietveld concevant le mobilier et peut-être le plan et Vilmos Huszár la coloration des murs, du sol et du plafond, les plans de couleurs passant d'une paroi à l'autre sans tenir compte des angles. Il quitte le groupe de Stijl en 1923.

### Georges Vantongerloo
Georges Vantongerloo est jusqu'en 1916 un sculpteur figuratif et peut-être le seul artiste à apporter par ses sculptures et ses tableaux une dimension supplémentaire à l'œuvre de Piet Mondrian et de Theo van Doesburg. Dès 1919-1920, il cherche à trouver une application à ses recherches en concevant des meubles et des projets d'aéroports ou de ponts. À partir de 1926-1927 il fait intervenir le calcul, la géométrie et les mathématiques dans l'élaboration de ses sculptures. Sa peinture très épurée est fondée sur un raisonnement mathématique, de grandes surfaces blanches et grises et quelques plans de couleurs sont séparées par de fines lignes noires. Il cherche une harmonie universelle dont il pense qu'elle est ordonnée par les lois arithmétiques.

## Peinture et architecture

### L'architecture néo-plasticienne
Pour Piet Mondrian l'architecte n'étant pas un artiste est incapable de créer une beauté nouvelle. Celle-ci ne sera réalisée que par l'artiste collaborant avec l'ingénieur chargé de la technique, l'essentiel étant de prendre l'esthétique comme point de départ. C'est l'équilibre des rapports des lignes et des plans orthogonaux qui crée la beauté nouvelle, la couleur étant une partie intégrante de cette nouvelle architecture. L'esthétique néo-plasticienne fait passer le point de vue toujours avant le plan et l'œuvre apparaît comme une pluralité de plans et non de prismes. La couleur est nécessaire pour annihiler l'aspect naturel de la matière employée. Les couleurs néo-plasticiennes pures, planes, déterminées, primaires, fondamentales (rouge, jaune, bleu) sont en opposition avec les non couleurs (blanc, noir, gris). Il n'y a pas à craindre que l'on se répande dans l'excès de couleur car souvent une surface de couleur minime suffit pour obtenir un rapport équilibré, la difficulté étant de trouver l'équilibre esthétique véritable.

### L'évolution de l'architecture moderne en Hollande

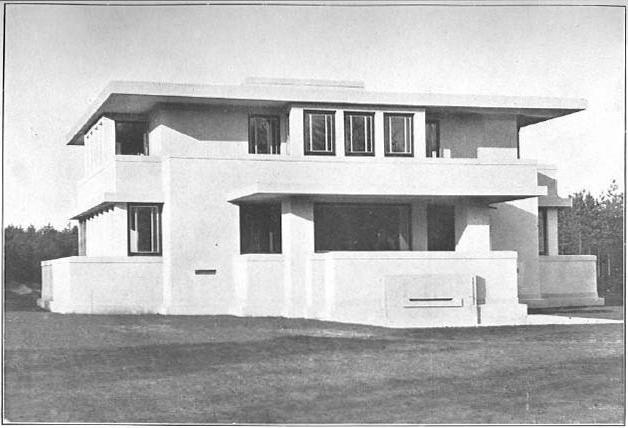
R. van't Hoff, Villa Henny, 1915–1919.

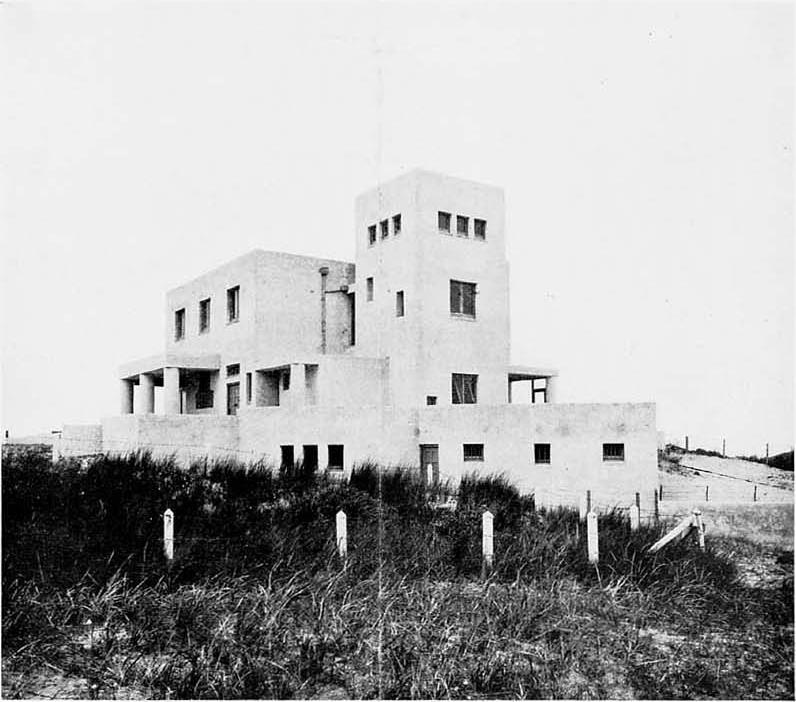
J.J.P. Oud, Allegonda, 1918

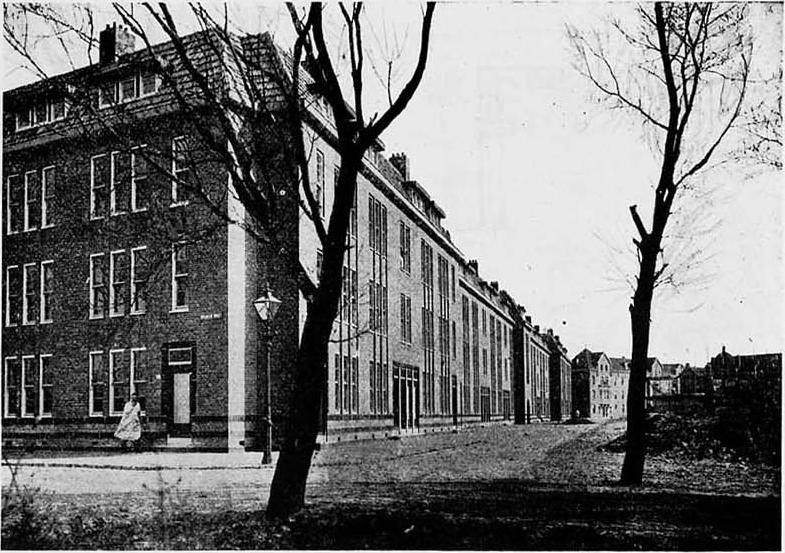
J.J.P. Oud, Spangen V, 1919

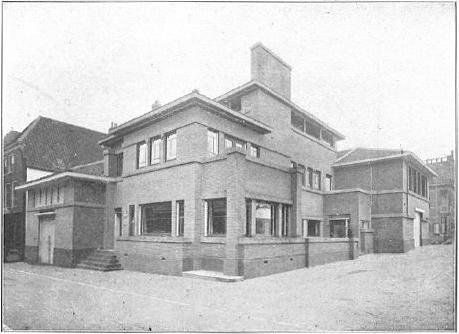
Jan Wils, Hotel De Dubbele, 1918-1919.

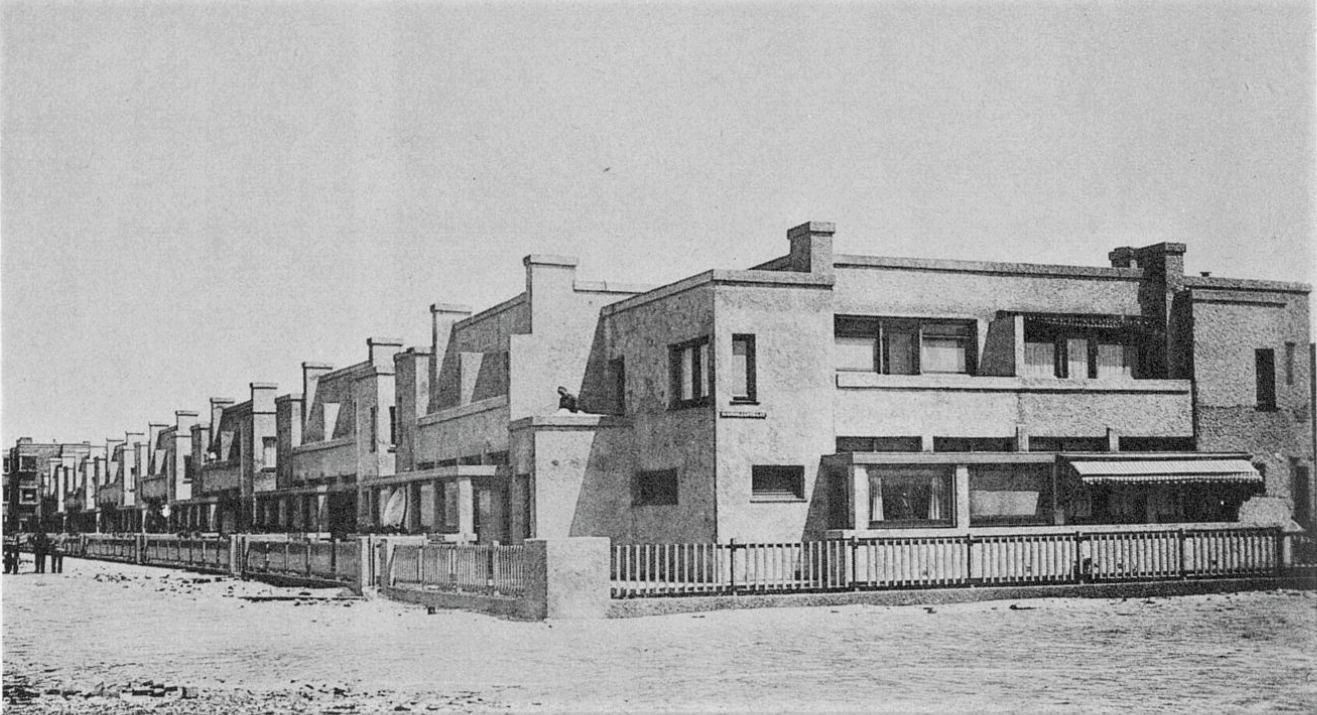
Jan Wils, Habitations, 1919-1921.

Pour Theo van Doesburg l'évolution de l'architecture moderne en Hollande est plus facile pour les architectes que pour les peintres car ils n'ont devant eux aucune École ni opinion commune établie et peuvent se livrer aux expériences les plus osées contrairement aux peintres héritiers d'une histoire prestigieuse.
Les architectes Eduard Cuypers et Berlage délivrent l'architecture de ses traditions d'imitation et la font passer de pseudo-classique à une architecture indépendante et élémentaire. Elle influence une nouvelle génération par ses accents modernes, la suppression du superflu, la subdivision de la façade, la prédominance des surfaces-plans et des espaces fonctionnels.
Dans la revue De Stijl, les premiers peintres, sculpteurs, architectes exposent leurs conceptions d'un style vraiment nouveau et les architectes ont la possibilité de mettre en application les principes collectifs du groupe réalisés d'abord par les peintres. Les premiers architectes sont Robert van 't Hoff (en), J.J.P. Oud et Jan Wils (en). Les premières œuvres ne sont pas totalement délivrées de la tradition et sont encore un peu monumentales, lourdes et fermées mais elles annoncent une période où l'architecture pourra se développer librement. Grâce à ces expériences, Gerrit Rietveld, W. van Leusden, Cornelis van Eesteren et Theo van Doesburg purent tirer toutes les conséquences de la nouvelle tendance et étudier le problème d'un art collectif.
Le désir d'incorporer la couleur à l'architecture a toujours été au cœur de l'entreprise de Still et ce qui engendra la constitution du groupe. Ces membres ont cherché à définir les critères qui rendraient possible l'intégration de ces arts dans un tout unifié et déhiérarchisé, le peintre et l'architecte collaborant sur une base égale, chacun dans son domaine de compétence, la couleur pour le peintre et la structure pour l'architecte,.

### Les principes
Les architectes ont eu la possibilité de mettre en application les principes collectifs du groupe.

1.La forme bannit l'illusion et la conception d'une forme à priori.

2.Les éléments sont créateurs et l'architecture se développe à partir des éléments du bâti : fonction, masse, lumière, matériaux, plan, temps, espace, couleur...

3.L'économie est trouvée par l'utilisation des moyens élémentaires les plus essentiels.

4.La fonction est la synthèse des exigences pratiques déterminées par un plan clair et précis.

5.L'informe est obtenue par la division et la subdivision des espaces de l'intérieur et de l'extérieur par des plans rectangulaires qui n'ont pas de formes individuelles et peuvent s'étendre à l'infini de tous côtés.

6.Le monumental est indépendant de grand et de petit.

7.Le trou est vaincu. La fenêtre a une importance active par rapport à la position de la surface plane et aveugle des murs.

8.Le plan dont les murs sont de simples points d'appui entrainent un plan ouvert où les espaces de l'intérieur et de l'extérieur se pénètrent.

9.La subdivision peut se faire par des plans mobiles pour séparer les fonctions.

10.Temps et espace unifiés donnent à la vision architecturale un aspect plus complet. Le temps comme l'espace sont des valeurs architecturales.

11.l'aspect plastique est obtenu par la quatrième dimension de l'espace-temps.

12.L'astatique ou ce qui ne prend pas de direction particulière organise les différents espaces qui ne sont pas comprimés dans un cube fermé mais se développe excentriquement pour créer une nouvelle expression plastique.

13.Symétrie et répétition sont supprimées et remplacer par un rapport équilibré des parties inégales, c'est-à-dire des parties qui diffèrent par leur caractère fonctionnel.

14.Le frontalisme né d'une conception statique est remplacé par le développement polyèdrique dans l'espace-temps.

15.La couleur comme expression individuelle de la peinture c'est-à-dire une harmonie imaginaire et illusionniste est remplacée par l'expression plus directe du plan coloré. Elle est un des moyens élémentaires de rendre visible l'harmonie des rapports architecturaux. Le peintre-constructeur y trouve son vrai champs d'action créatrice. Il organise esthétiquement la couleur dans l'espace-temps et rend visible plastiquement une nouvelle dimension.

16.La décoration est abandonnée car la nouvelle architecture est anti-décorative. La couleur n'a pas une valeur ornementale mais elle est un moyen élémentaire de l'expression architecturale.

17.L'architecture comme synthèse de la construction plastique est obtenue par la collaboration de tous les arts plastiques qui permettent à l'architecture d'atteindre sa pleine expression. Chaque élément architectural doit contribuer à créer un maximum d'expressions plastiques sur une base logique et pratique. Le néo-plasticien est convaincu qu'il construit dans l'espace-temps et cela suppose qu'il peut se déplacer dans les quatre dimensions de cet espace.

### Bart van der Leck et Berlage

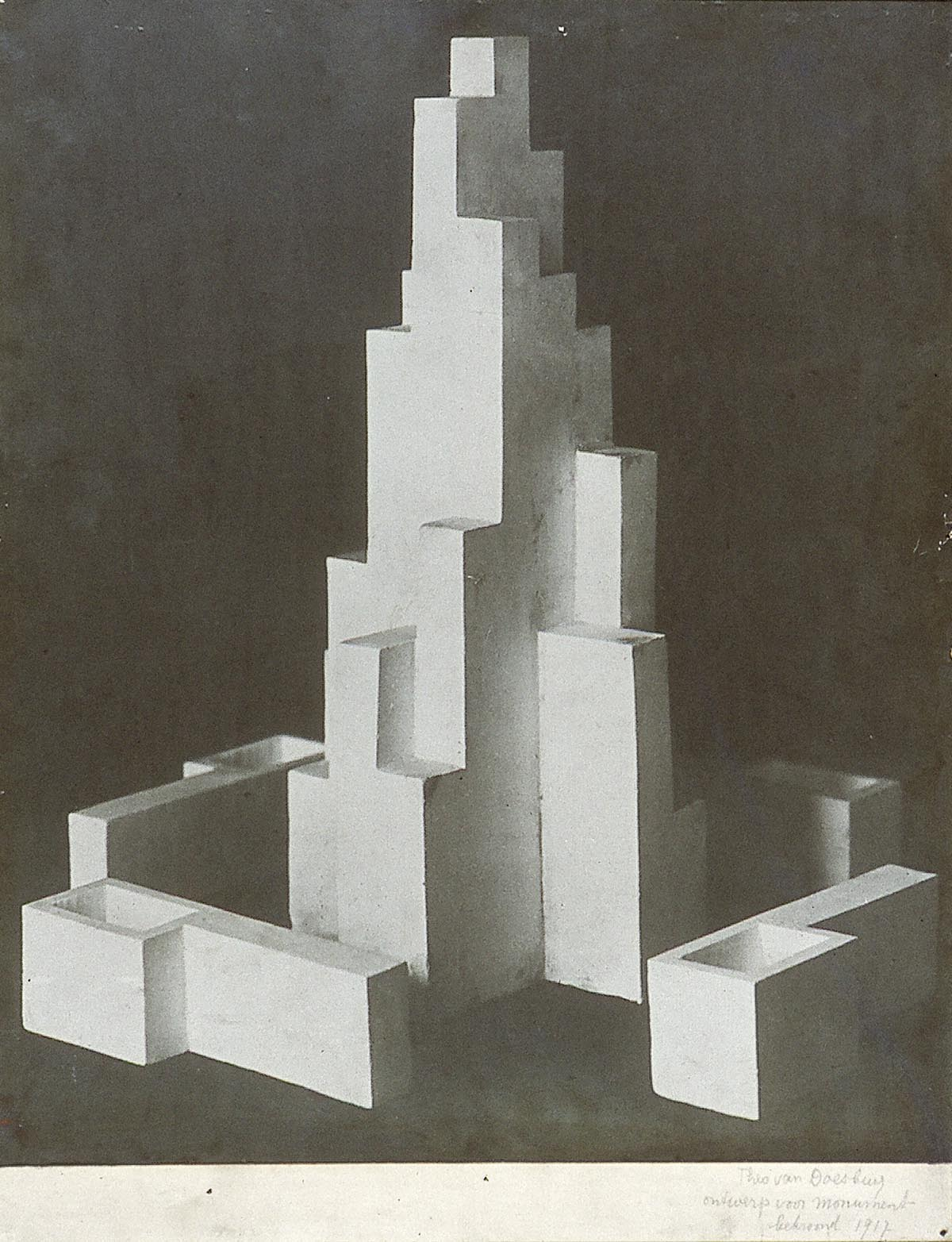
Jan Wils, Theo van Doesburg, Leeuwarden, 1917

Le peintre assimile la surface murale à un plan neutre sur lequel il peut projeter une composition conçue à l'avance. L'architecte conçoit son mur comme un élément architectural intégré à une composition d'ensemble. Le conflit est latent, le peintre Bart van der Leck se plaint que l'architecte Berlage veuille prendre tout en main et cesse sa collaboration puis des divergences apparaissent avec Theo van Doesburg et Bart van der Leck quitte de Stijl et ne signe pas le premier manifeste.
Pour Theo van Doesburg, l'espace architectonique doit se conforter aux idées du peintre et il recherche des architectes partageant sa conception. Au début il se limite à la conception de vitraux et de fresques puis à la mise en couleur d'intérieurs et d'extérieurs. Parfois il expérimente l'espace dans l'idiome néo-plasticien mais ces expériences ont un caractère plus sculptural qu'architectonique.

### Theo van Doesburg et Jan Wils

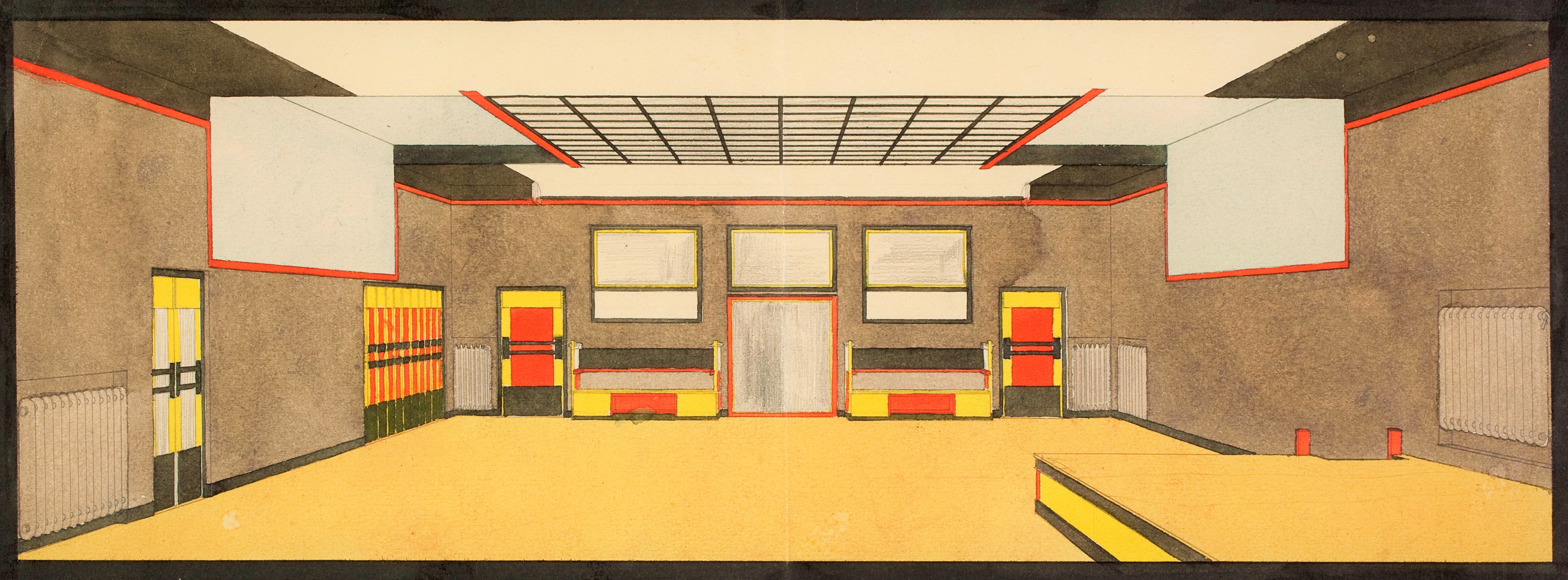
Jan Wils, Piet Zwart, Académie de danse, La Haye, 1920

Le plan de la fontaine de Leeuwarden est une collaboration de Theo van Doesburg avec l'architecte Jan Wils (en) en 1917-1918. C'est une pure œuvre de la plastique-espace, une bonne sculpture spatiale. Pour la maison Huis De Lange, conçue en 1917, il réalise un vitrail, une bordure monumentale, un escalier une mosaïque de verre et les couleurs intérieures et extérieures en utilisant un système de couleur : rouge, jaune, bleu, noir et blanc complété par de l'orange, du vert et du violet. Les relations entre le peintre et l'architecte sont comparables avec celles entretenues avec J.J.P. Oud.
Jan Wils (en) s'associe aussi avec Piet Zwart créateur de meubles et de décoration intérieure qui se joint au groupe De Stijl en 1918 sans en devenir un membre officiel. Dès l'année 1919, il prend une attitude très critique vis-à-vis des membres du groupe et Theo van Doesburg réplique en publiant des articles très acerbes dans la revue De Stijl.

### Theo van Doesburg et Robert van 't Hoff
La collaboration avec l'architecte de la première heure de De Stijl Robert van 't Hoff (en), ne s'est pratiquement pas concrétisée. En 1919 Theo van Doesburg intervient auprès de lui pour l'aménagement intérieur de la maison Bart De Ligt. La composition du sol et des murs est réalIsée d'un seul geste. De grands aplats rectangulaires rouges, verts et bleus sont soulignés par des lignes noires et déstructurent complètement les murs blancs. On connaît aussi un poteau de départ d'escalier.

Jan Wils (en), Theo van Doesburg, Huis De Lange, 1917
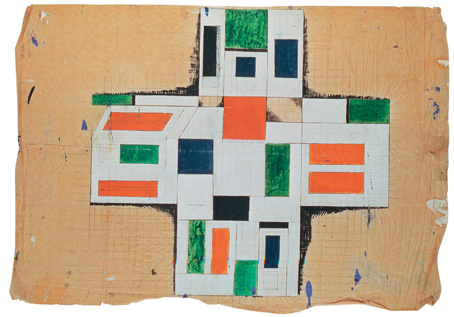
R. van 't Hoff (en) Theo van Doesburg, 1919

### Theo van Doesburg et J.J.P. Oud

#### Urbanisme

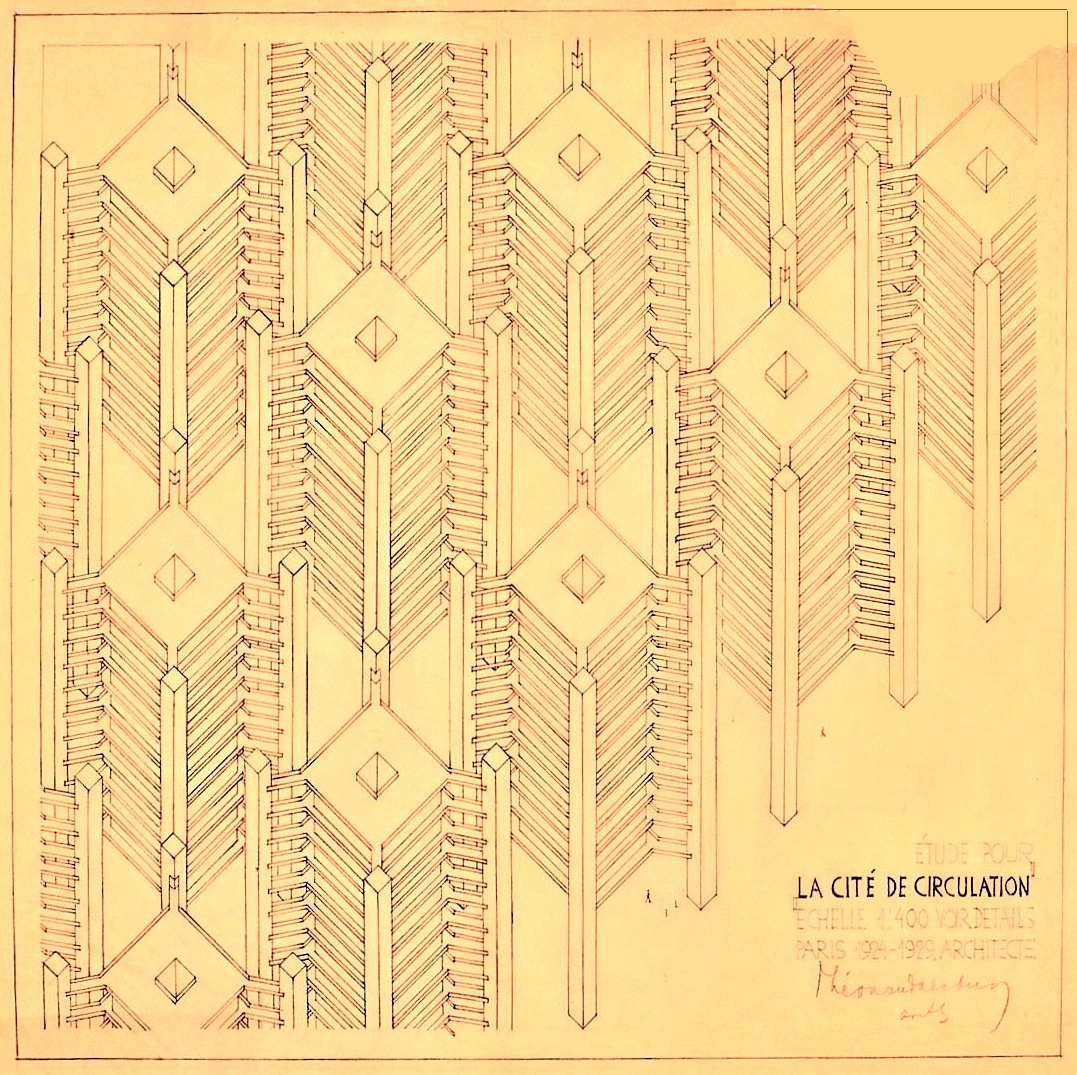
Theo van Doesburg, La cité de circulation, 1923-1929

Les propositions de De Stijl publiées sur une nouvelle identité de la ville sont hétérogènes. L'idée de la ville monumentale est portée par J.J.P. Oud élève de Berlage. La rue est définie comme unité élémentaire du vocabulaire de l'urbanisme. La question du plan urbain est la rencontre des dispositions internes des logements avec la cellule de base multipliée et juxtaposée donnant corps à l'architecture de la rue. La monumentalité de la ville vient de cette régularité ordonnée par le rythme horizontal et vertical que Theo van Doesburg souhaite perturber par des diagonales.
Theo van Doesburg donne sa vision de la ville en 1924 en réponse au Plan Voisin de Le Corbusier qu'il trouve trop traditionnel et qui contraste avec sa Cité de circulation. Il ressort ses plans en 1929 pour illustrer une solution aux problèmes de logement et de circulation dans la métropole du futur. Il détruit le réseau des rues et ouvre la cité de tous côtés. Les blocs d'appartements sont des tours de quarante mètres de hauteur suspendues à quatre piliers contenant les ascenseurs et les fluides. Le rez-de-chaussée est réservé à toutes les circulations dans toutes les directions imaginables, aux parcs, jardins et fontaines.

#### Architecture

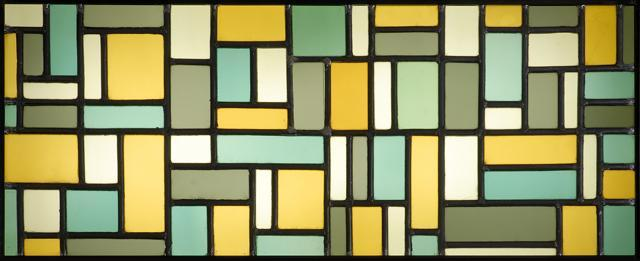
Theo van Doesburg, J.J.P. Oud, Spangen I et V 1918-1919.

La collaboration entre le peintre Theo van Doesburg et l'architecte J.J.P. Oud montre que la belle entente entre peintres et architectes repose sur un tissu de contradictions inavouées et un quiproquo fragile.
Au début, en 1917-1918 Theo van Doesburg pour le projet De Vonk de J.J.P. Oud respecte l'intégrité des portes et en fait une chaine colorée puis conçoit le carrelage du sol comme un correctif à l'architecture. Dès 1920, il ne veut plus se limiter à un emploi subalterne et souhaite que l'on pense tous ensemble l'articulation des éléments architecturaux et l'articulation des éléments picturaux. Il élabore un programme coloré pour les blocs d'habitations Spangen I et V sur des plans de J.J.P. Oud de 1918. Satisfait l'architecte lui confie à l'automne 1920 les ensembles voisins. Theo van Doesburg travaille dessus à partir de l'été 1921 mais il n'accepte plus d'être un exécutant, il se trouve à Weimar proche du Bauhaus avec des étudiants et son nouveau statut social le pousse à ne plus accepter les limites structurales imposées par l'architecte et il déclare la guerre à la morale fonctionnaliste fondement du travail de J.J.P. Oud. Fin octobre 1922, il envoie ses esquisses colorées de Spangen VII et IX qui sont refusées. C'est la fin de la collaboration du peintre et de l'architecte et la rupture de J.J.P. Oud avec de Stijl.

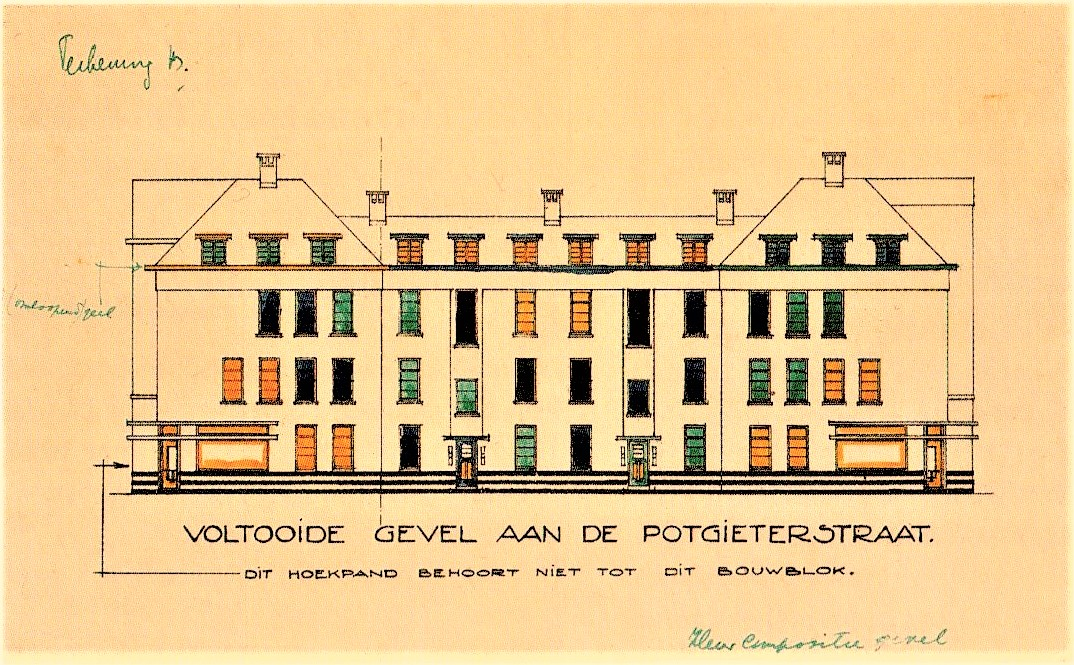
Theo van Doesburg, J.J.P. Oud, Spangen VIII, 1921
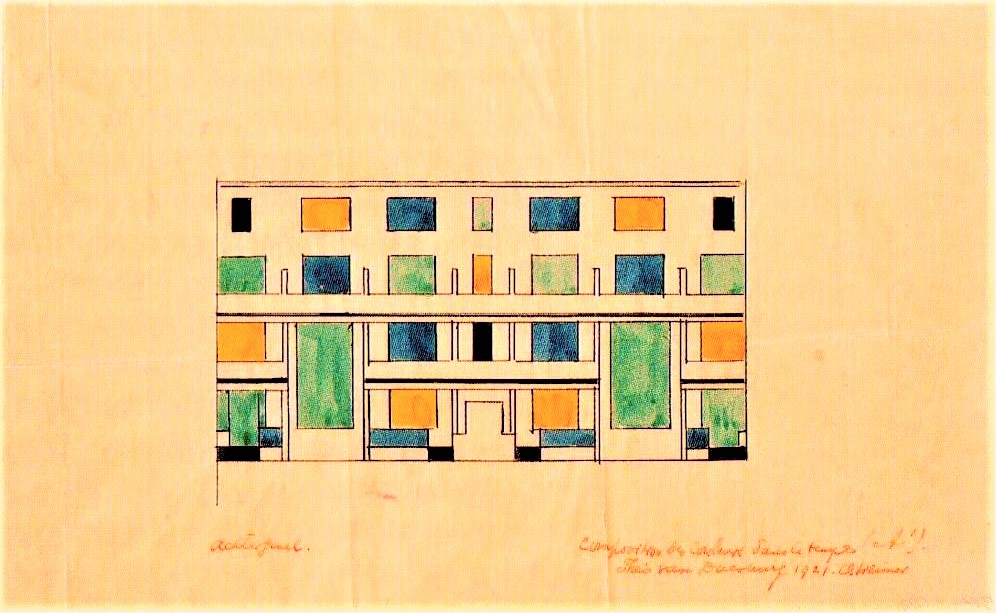
Theo van Doesburg, J.J.P. Oud, Spangen IX, 1921

### Les expositions du groupeDe Stijlà Paris

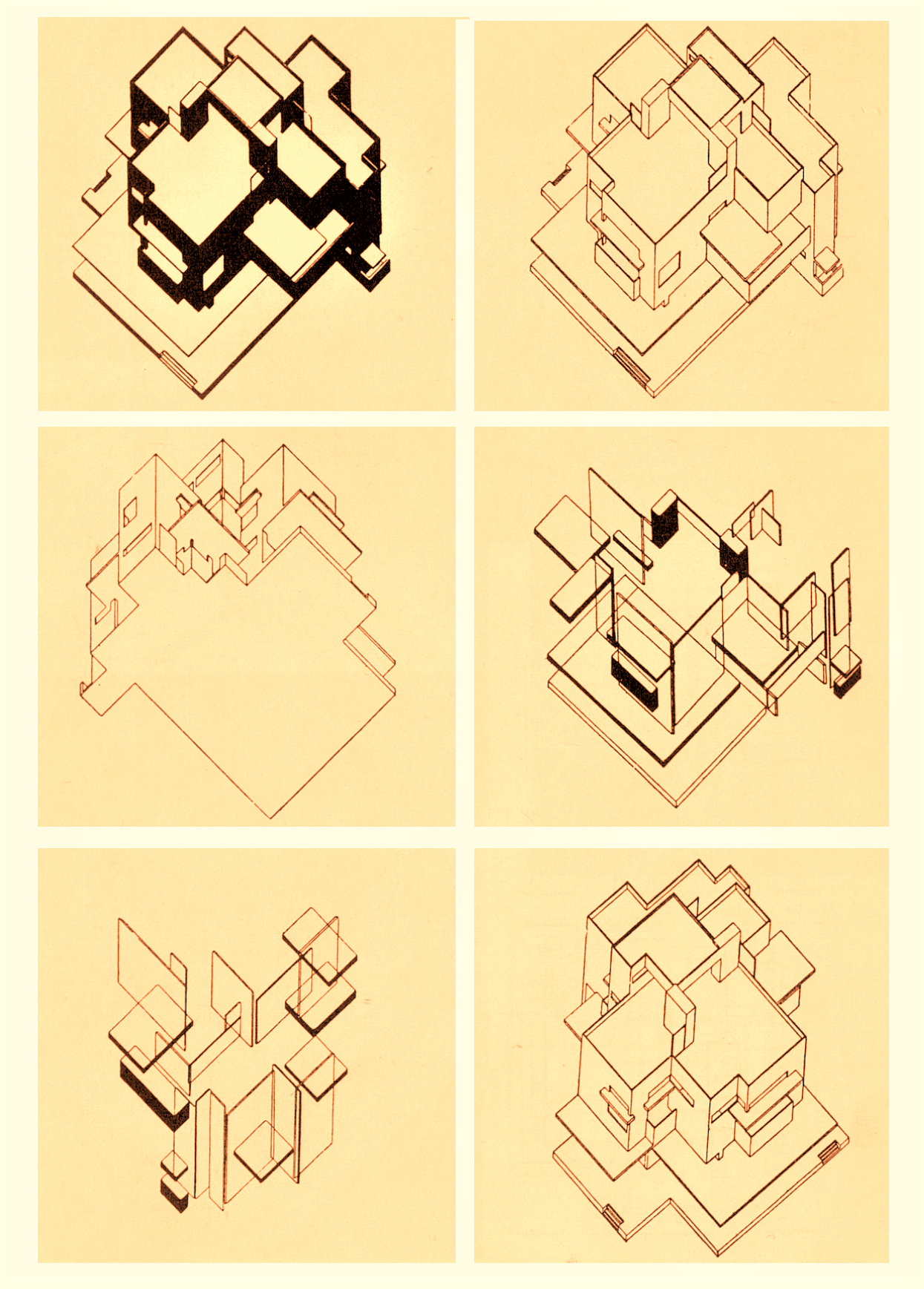
Eesteren et Doesburg, maison particulière, 1923

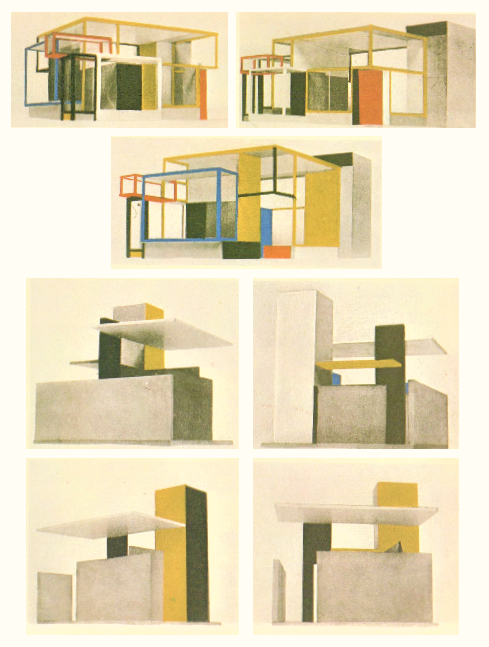
W. van Leusden, abri de tramway, vespasienne, 1923

Beaucoup d'idées de De Stijl viennent de Berlage, le père spirituel de l'architecture moderne aux Pays-Bas, employeur de Jan Wils (en) et Jacobus Johannes Pieter Oud de 1914 à 1916. Il y fait connaître après un voyage aux États-Unis en 1911 l'œuvre de Frank Lloyd Wright et le contraste mystique entre l'horizontal et le vertical, la nature et la culture. On retrouve encore Berlage dans de Stijl, avec le mur plat et distributeur de l'espace, le principe de l'unité dans la multiplicité où les bâtiments, les meubles, la sculpture et la peinture sont vus comme unité mais aussi assemblage d'éléments individuels.
La contribution du groupe de Stijl à l'architecture du XXe siècle se résume à l'exposition de la Galerie de L'Effort moderne à Paris en 1923 reprise en 1924 à l'École spéciale d'architecture et aux travaux de Gerrit Rietveld.
Pour Theo van Doesburg, la maison Schröder conçue en 1924 par Gerrit Rietveld est la seule application des principes théoriques élaborés pour l'exposition de 1923 à Paris.

#### Galerie de L'Effort moderne, 1923
Du 15 octobre au 15 novembre 1923, Léonce Rosenberg expose dans sa Galerie de L'Effort moderne, les architectes du groupe de Styl où Theo van Doesburg parvient à faire croire à l'existence d'un groupe de Stijl et à donner à cette exposition l'air d'une entreprise collective en rameutant tous les architectes du mouvement et deux artistes extérieurs W. van Leusden et Mies van der Rohe.
Cornelis van Eesteren et Theo van Doesburg présentent un hôtel particulier, une maison d'artiste et le développement d'une architecture démontrée par une maison particulière avec des schémas et l'analyse de l'architecture, la construction de la couleur. Cornelis van Eesteren avec Theo van Doesburg pour la construction de la couleur exposent le projet d'un hall d'université à Amsterdam.
Ils essaient de transposer la recherche néo-plastique dans l'espace. Les maquettes d'architectures montrent des réalisations faites uniquement avec des plans horizontaux et verticaux. Le volume architectural est détruit et rend caduques toutes idées de façades, de divisions verticales en travées et horizontales en étages. Le jeu des pleins et des vides est accentué ou contrarié par les surfaces de couleur.
La maison particulière est le projet le plus ambitieux avec un noyau fixant le point capital. Le volume du bâtiment n'est pas fixé au préalable mais disposé depuis une vague idée d'ensemble des pièces. La maison est construite de l'intérieur vers l'extérieur en donnant à chaque pièce et sa fonction une certaine grandeur sans les déterminer par les liaisons avec les pièces secondaires. La maison est une création qui passe directement de l'intérieur vers son environnement. Aucune vue extérieure n'est prépondérante, les quatre côtés du bâtiment disparaissent et un grand nombre de perspectives différentes déterminent la forme totale.
Les couleurs ont une importance décisive dans l'impression d'ensemble. Theo van Doesburg utilise les couleurs primaires, le noir et le blanc qui encadrent et pénètrent le bâtiment. Elles sont sans rapport avec les surfaces de l'architecture, n'occupent pas totalement les murs et empiètent sur d'autres pièces. L'architecture passe de l'objet entourant l'espace et séparant de l'environnement à la structure spatiale et groupée de surfaces.

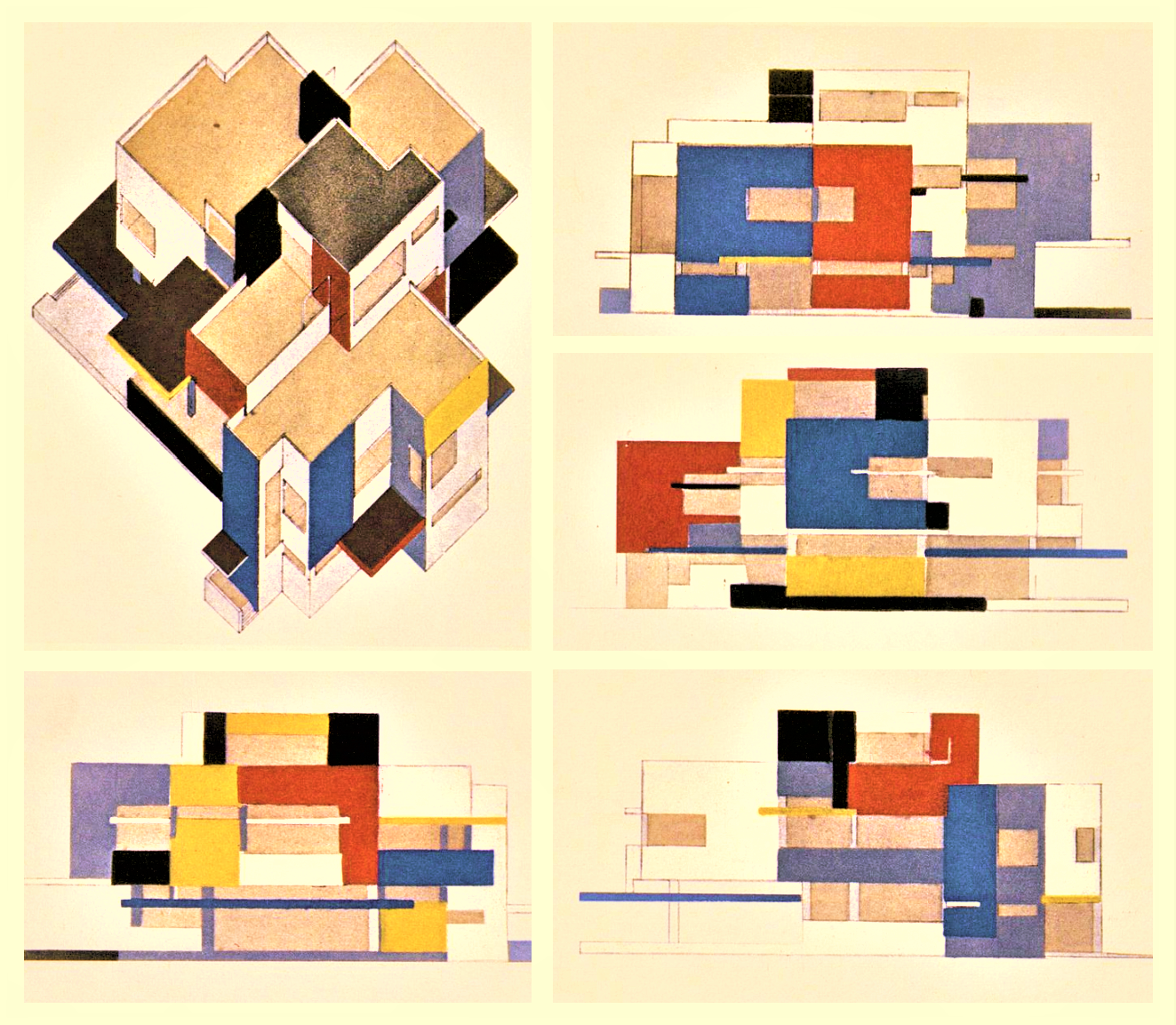
Eesteren et Doesburg, maison particulière, 1923
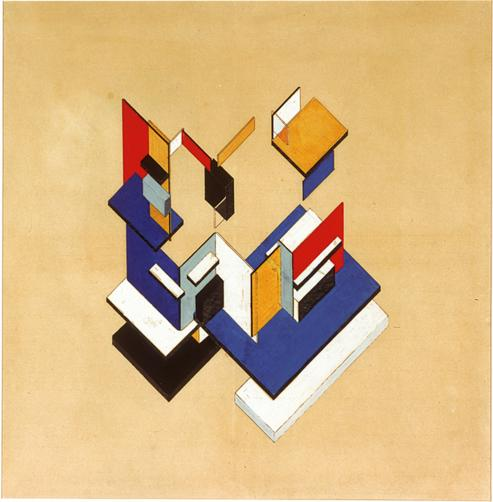
Theo van Doesburg, Contre-Construction, 1923
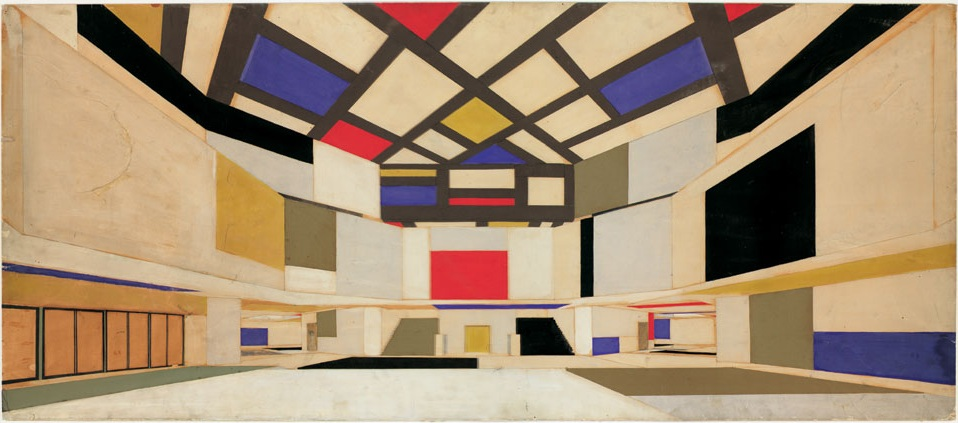
Cornelis van Eesteren et Theo van Doesburg, Hall de l'Université d'Amsterdam, 1923

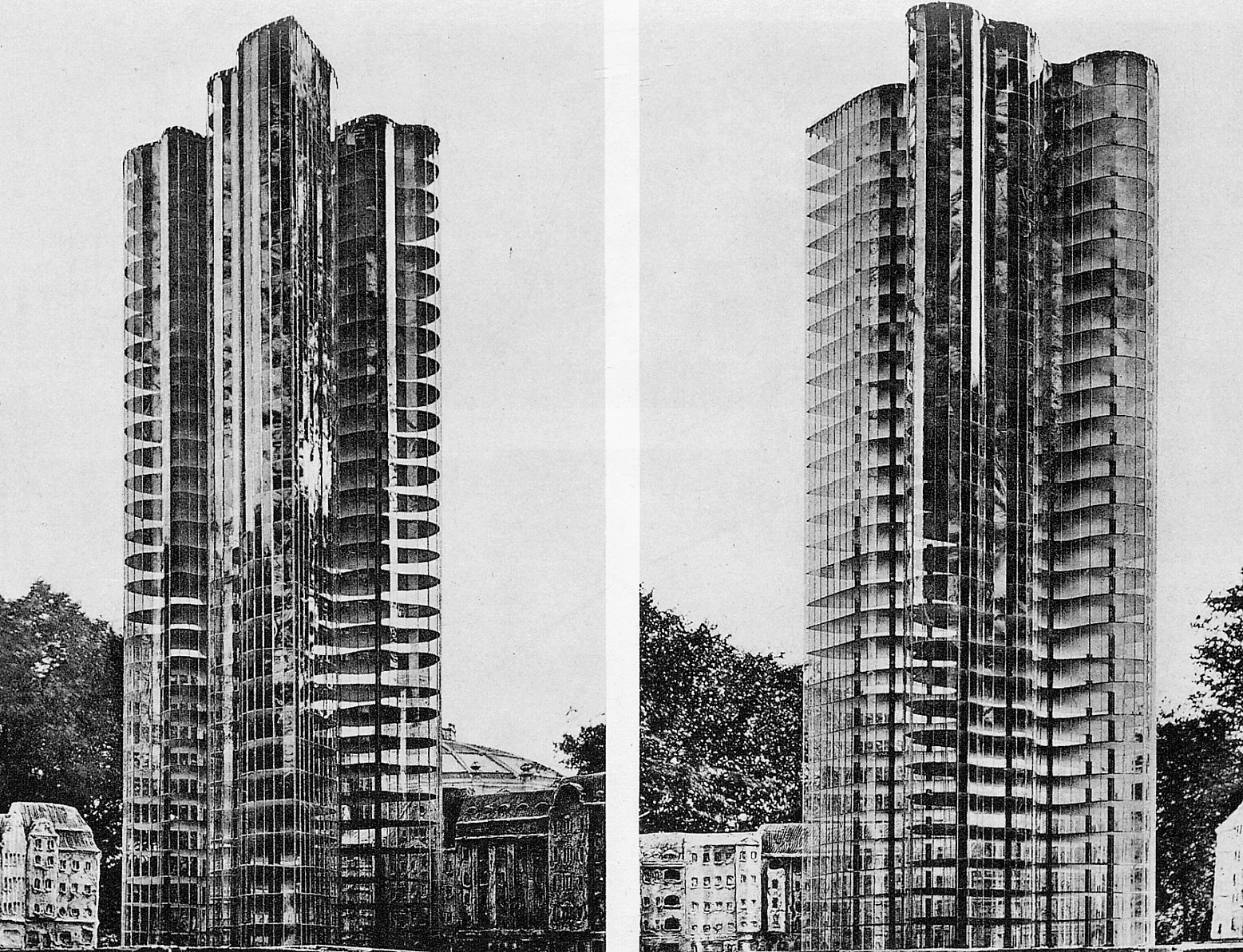
Mies van der Rohe

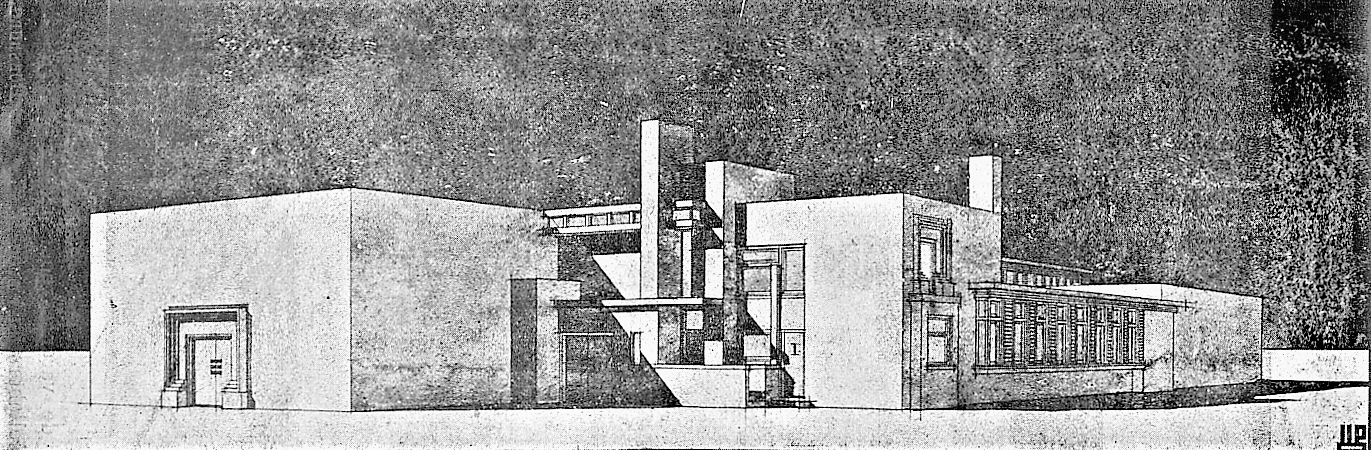
J.J.P. Oud, Usine

Jacobus Johannes Pieter Oud propose une maison au boulevard de plage , une maison de campagne et une autre semi-permanente, des maisons ouvrières, un projet d'usine de 1918, Jan Wils (en) un ensemble de maisons et Vilmos Huszár son travail sur la composition des couleurs dans l'espace..
Mies van der Rohe a fait un montage photographique à partir de la maquette d'une tour de verre, W. van Leusden des maquettes d'une vespasienne, d'un garage avec boutique, d'un abri de tramway flanqué d'un kiosque de fleuriste et Gerrit Rietveld la maquette d'un magasin de joaillerie.
Cette exposition qui a pour but de démontrer la possibilité de créer collectivement sur des bases générales n'obtient pas le succès escompté et Theo van Doesburg est déçu par l'accueil de la presse. Le Corbusier, Mallet-Stevens, Gabriel Guevrekian, André Lurçat et tous ceux qui comptent dans l'architecture moderne en France visitent l'exposition. Le Corbusier silencieux dans un premier temps fait un compte-rendu dans l'Esprit Nouveau en isolant la polychromie et la manière dont l'architecture et la peinture peuvent s'articuler. Il y trouve des réponses dans l'articulation spatiale d'une maison en tant que boite et la représentation axonométrique des projets.

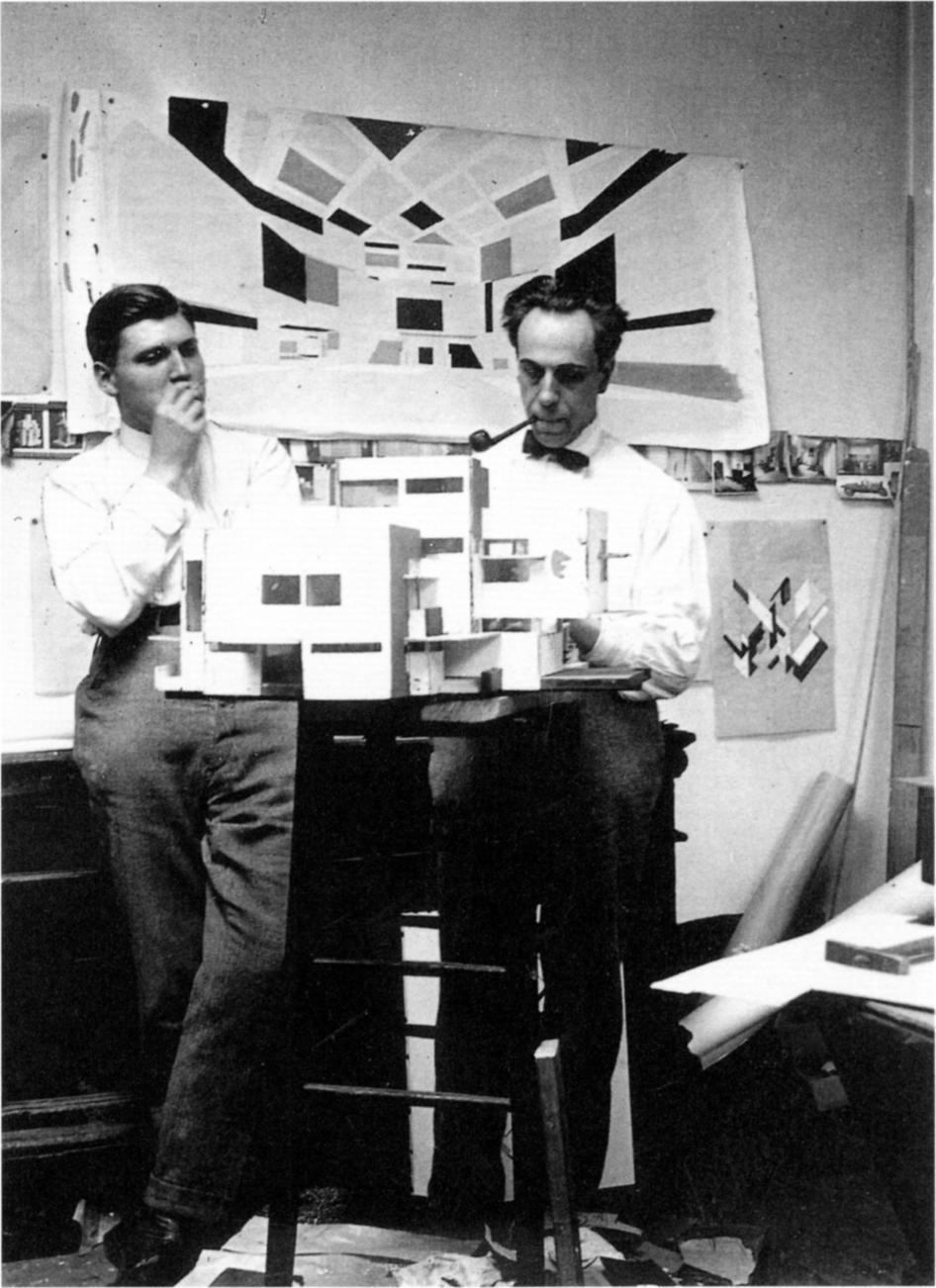
Cornelis van Eesteren, Theo van Doesburg, 1923

#### École Spéciale d'Architecture, 1924
Du 22 mars au 30 avril 1924, l'Amicale de l'École spéciale d'architecture organise une exposition intitulée : L'architecture et les arts qui s'y rattachent à laquelle participe le groupe hollandais mais aussi Mallet-Stevens professeur de l'école pour 1923-1924, Henri Sauvage, Tony Garnier, les frères Perret, Le Corbusier et Gabriel Guevrekian pour l'architecture, Djo-Bourgeois, Francis Jourdain, Pierre Chareau pour le mobilier, Fernand Léger, Piet Mondrian, Lipchitz et Jean et Joël Martel pour la peinture et la sculpture. Elle a un succès considérable en particulier grâce aux travaux des élèves de Mallet-Stevens qui n'admettent que l'utilisation du béton armé et un engouement pour les modèles tridimensionnels.
Cet intérêt rejaillit sur les exposants de de Stijl qui proposent les travaux exposés à la Galerie de L'Effort moderne et distribuent le Manifeste V du Groupe De Stijl : Vers une construction collective et son point VII : la peinture séparée de la construction architecturale (c'est-à-dire le tableau) n'a aucune raison d'être.
C'est en Hollande que leur participation est la plus reprise par la presse et que sont reçues les premières louanges par le groupe. L'Architecture vivante revue prestigieuse pour les architectes modernes du monde entier décide de consacrer un numéro spécial au groupe hollandais avec des textes de Theo van Doesburg et Piet Mondrian,.
Cette exposition est perçue comme un point de départ pour une architecture où l'angle droit règne, l'angle aigu ose à peine se hazarder, toute courbe semble bannie

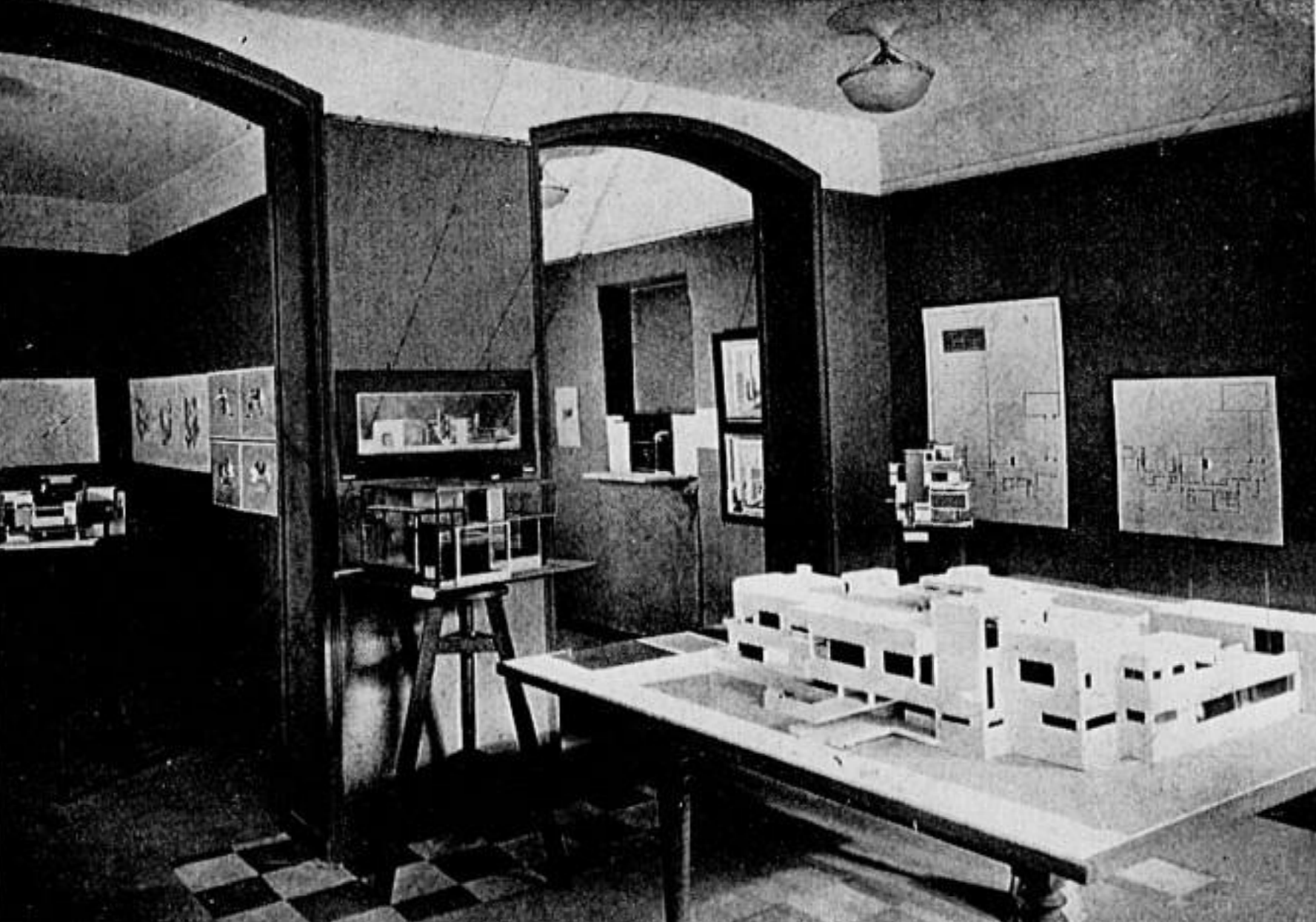
Vue générale de l'exposition De Stijl, galerie de L'Effort Moderne, 1923
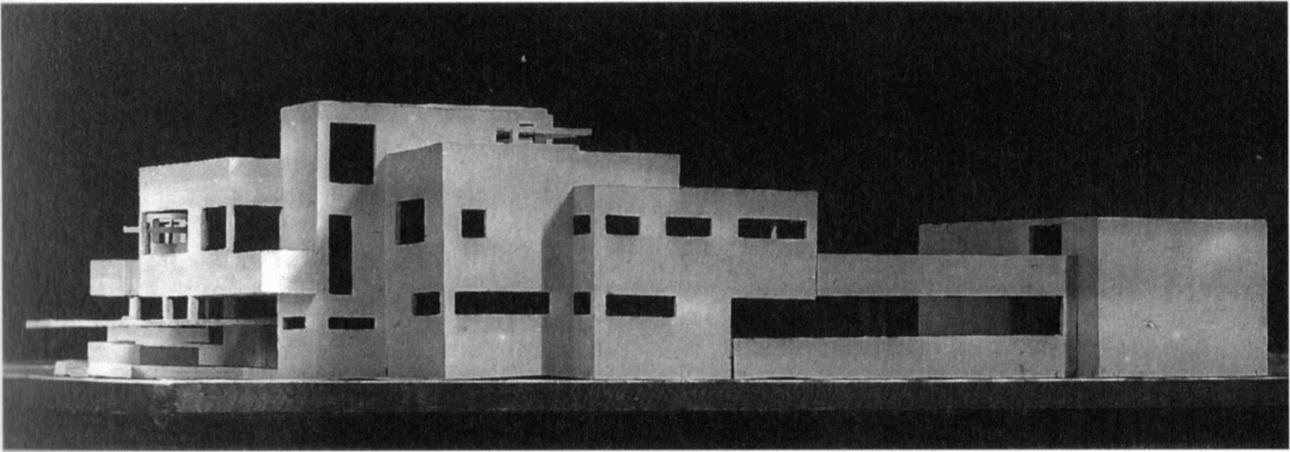
Cornelis van Eesteren et Theo van Doesburg : Hôtel Particulier. 1923.
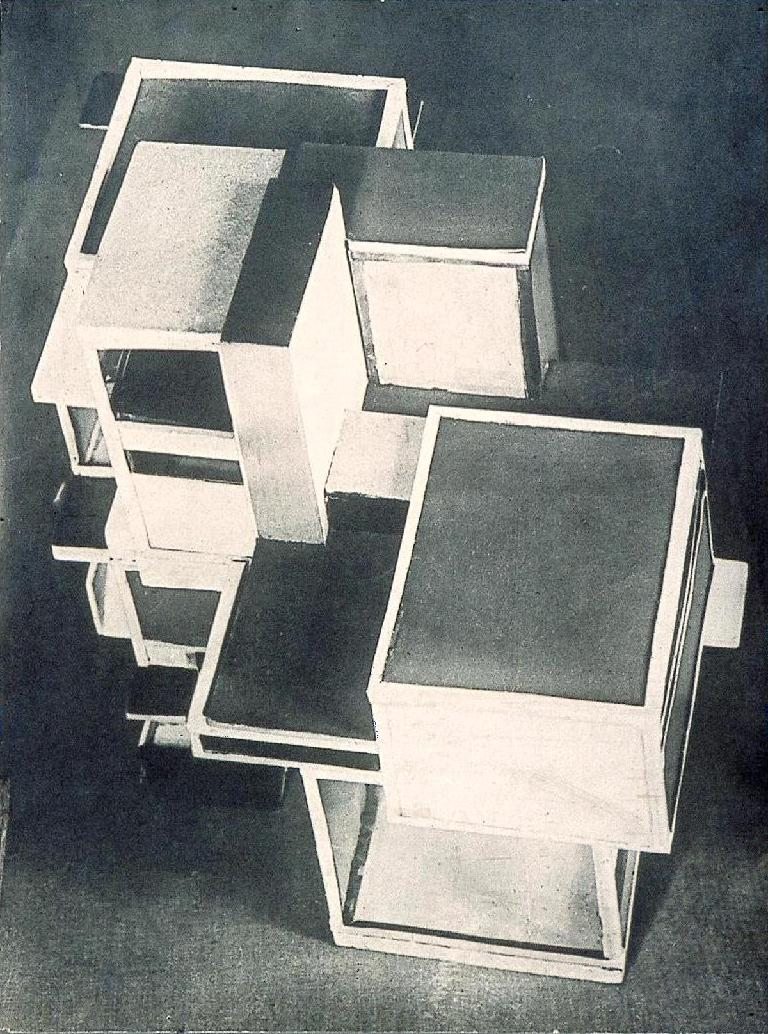
Eesteren Doesburg : Maison d'Artiste. 1923.
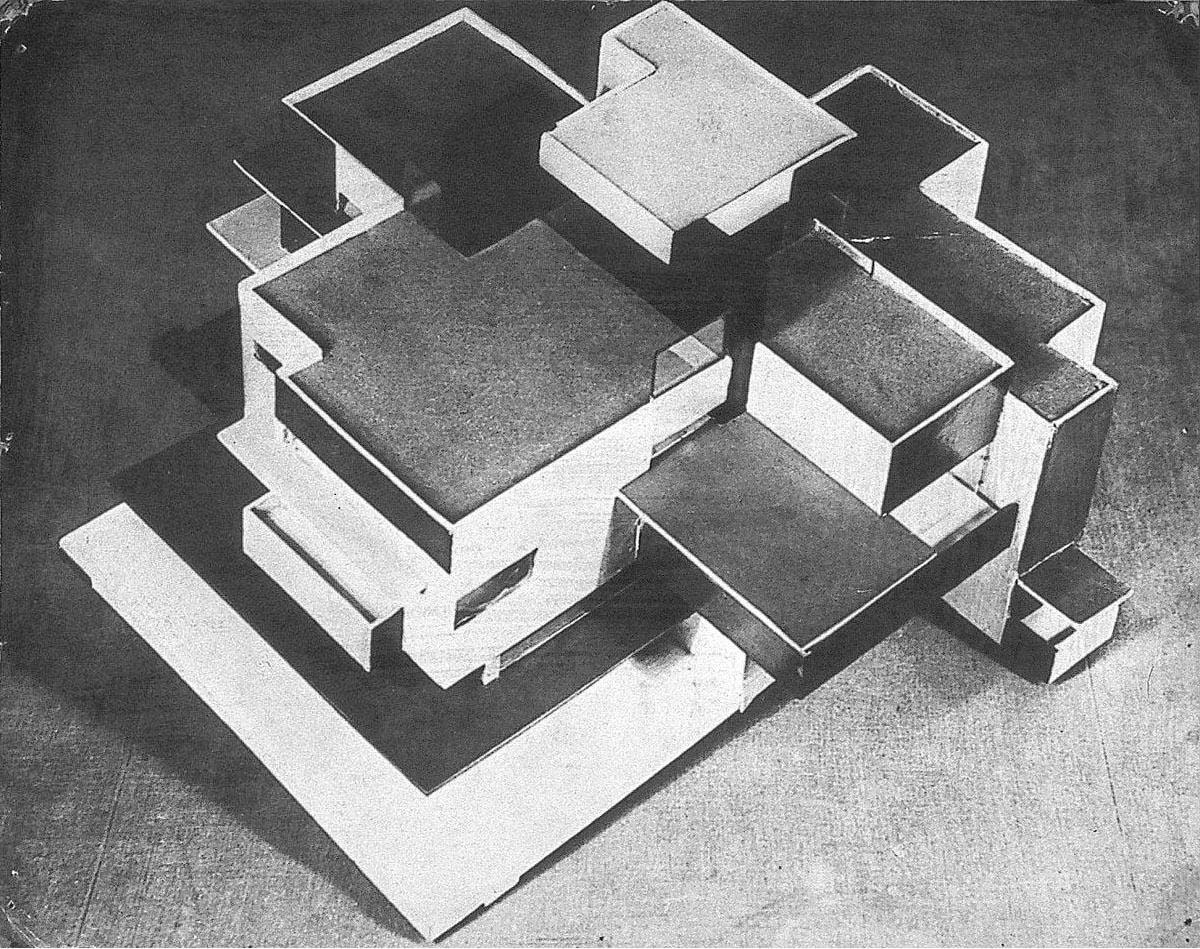
Eesteren et Doesburg : Maison Particulière. 1923.

#### Arts décoratifs et Industriels de 1925

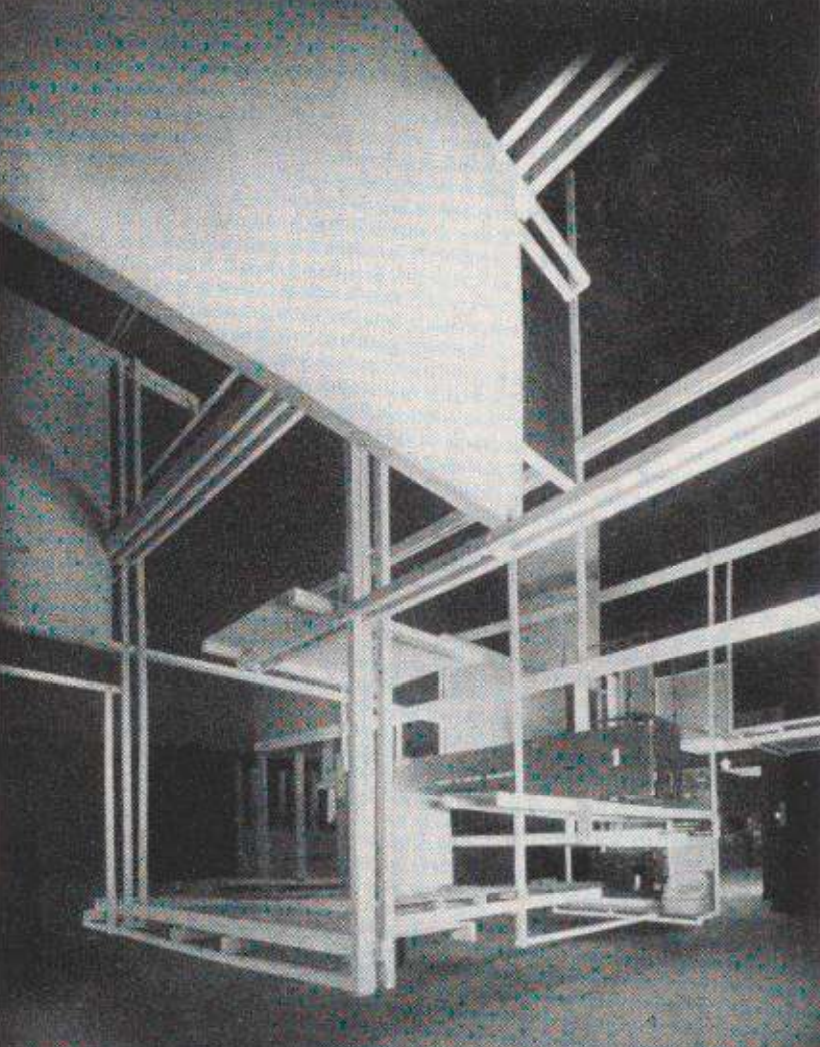
Frederick Kiesler, Cité dans l'espace, 1925

Theo van Doesburg ne parvient pas à avoir un pavillon pour le groupe de Stijl à l'Exposition internationale des Arts décoratifs et industriels modernes de 1925 où dans le pavillon de l'Esprit nouveau, Le Corbusier expose le Plan Voisin. Theo van Doesburg ne peut pas présenter ses recherches sur sa Cité de circulation qu'il reprendra en 1929 mais un projet inspiré par de Stijl, la Cité dans l'espace est présentée par l'architecte et théoricien autrichien Frederick Kiesler.
Initialement prévue comme un dispositif scénographique pour présenter des dessins et des maquettes sur l'architecture de théâtre, Frederick Kiesler renomme en 1925 cette installation City in Space. Simultanément, il publie dans De Stijl une critique de la ville contemporaine et prend ses distances avec les architectes qui soutiennent la ville fonctionnelle. La Cité de l'Espace s'apparente à un programme esthétique où, comme au théâtre, le centre lie la temporalité à la perception de l'espace.
Il crée un grand dispositif pour présenter ses maquettes, une grande structure en trois dimensions. La nouveauté n'échappe pas à Theo van Doesburg qui parle dans ses écrits d'un espace d'exposition centripète en opposition au mode centrifuge des expositions qui utilise les parois comme cimaises. Frederick Kiesler transpose les tableaux de Piet Mondrian et de Theo van Doesburg dans un espace tridimentionnel, une union indissoluble de la peinture, de la sculpture et de l'architecture.
Pour lui, ce n'est plus le plan qui détermine la ville mais la structure. C'est une nouvelle vision de la spatialité qui influencera les méga-structures et l'architecture à plateaux comme le Centre Pompidou.

### L'influence sur l'architecture

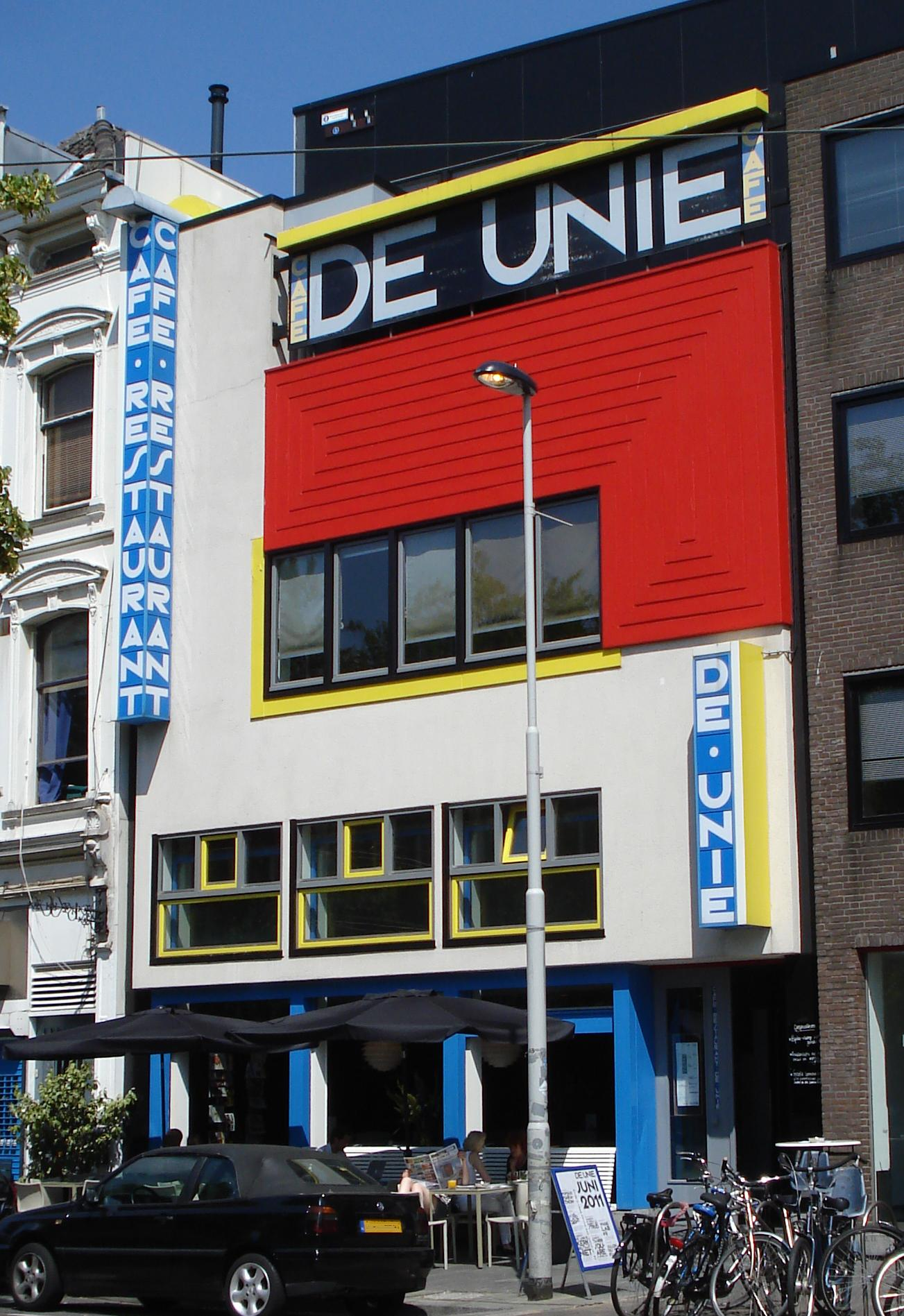
J.J.P. Oud, Café De Unie, 1925

La majorité des architectes français du mouvement moderne refuse de prendre en considération l'expérience théorique de Theo van Doesburg et Cornelis van Eesteren présentée à la Galerie de L'Effort moderne en 1923. Mais trois architectes qui ne sont pas passés par la formation de l'École nationale supérieure des beaux-arts, avec sa recherche du plan composé et sa logique constructive, ont compris que les Hollandais recherchaient l'espace architectural en tant que tel.
Le Corbusier comprend remarquablement la notion théorique de contre-construction formulée par Theo van Doesburg. Elle lui sert à transformer ses espaces intérieurs. Robert Mallet-Stevens qui semble parmi les architectes français le plus proche du Stijl reprend volontiers les décrochements asymétriques des volumes : plasticité, dissimulation illusionniste de la structure porteuse, multiplication des porte-à-faux mais ne retient essentiellement du groupe que les jeux plastiques des premières années du mouvement. Eileen Gray n'hésite pas à emprunter le vocabulaire formel du Stijl après avoir étudié les principes structuraux sur lesquels se fonde ce mouvement. Elle est la seule en France à en retenir la syntaxe et la morphologie.
Bien qu'il ne soit plus membre de De Stijl en 1925, le Café De Unie (nl) à Rotterdam de Jacobus Johannes Pieter Oud a toutes les caractéristiques de ce mouvement avec des surfaces rectangulaires aux couleurs primaires et du plâtre blanc. Il y a une fusion claire entre la typographie, la couleur et l'architecture. Ces trois éléments constituant une véritable affiche qui identifie le Café
La Maison Eames construite à Los Angeles en 1949 par Charles et Ray Eames est un exemple de l'influence du mouvement de Stijl en dehors de l'Europe. Les parois coulissantes et les fenêtres lui donnent la polyvalence et l'ouverture recherchées par les Hollandais.

### Gerrit Rietveld et la maison Schröder

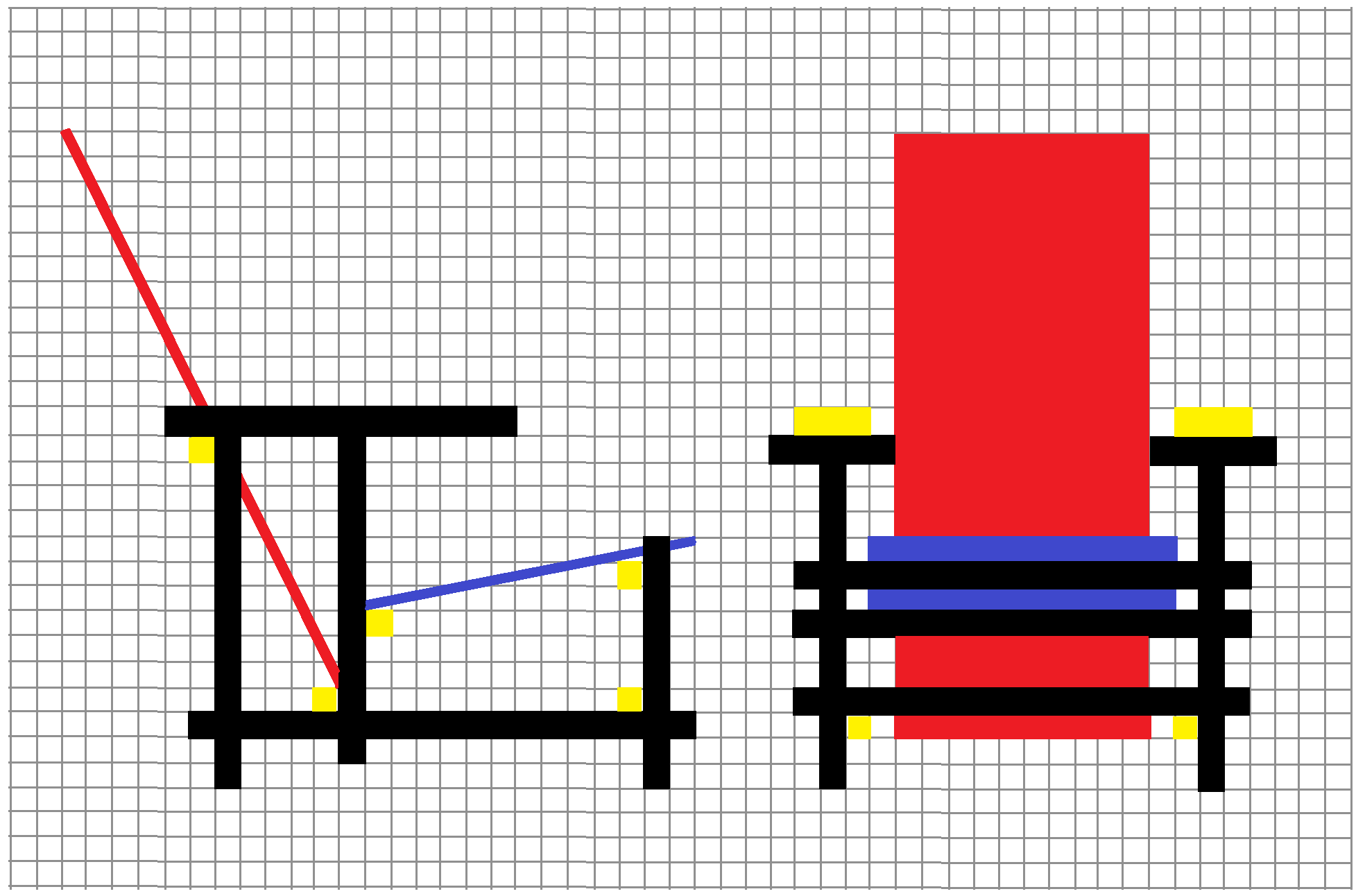
Tracés régulateurs de la Chaise rouge et bleue

Gerrit Rietveld ébéniste et joaillier de formation passe par l'agence de l'architecte et ébéniste Piet Klaarhamer (nl). En 1911 il devient fabricant de meubles et rencontre Bart van der Leck. En 1917-1918, il met au point un prototype de siège fondé sur l'analyse de la structure qui deviendra la Chaise rouge et bleue. Pour la première fois, les éléments d'un siège peuvent être énumérés comme ceux des œuvres de Bart van der Leck et de Piet Mondrian à la même époque. Gerrit Rietveld réduit le siège à sa structure fondamentale pour des raisons esthétiques et simplifier la fabrication.
En 1918, il rencontre Theo van Doesburg et l'architecte Robert van 't Hoff (en) puis devient membre de De Stijl en 1919. En 1920, il conçoit son premier projet architectural, l'aménagement d'un cabinet médical qui est publié dans la revue de Stijl  avec un retentissement exceptionnel. Il influence Walter Gropius pour la réalisation du bureau du directeur du Bauhaus de Weimar. Tout est conçu dans le même système pour former un ensemble homogène par une unité formelle et des relations orthogonales entre le bureau, le porte-lettres, la chaise et le luminaire. Dans un projet avec Vilmos Huszár pour Berlin en 1923, il place une table basse et un siège, la Chaise de Berlin qui se présente comme la traduction dans l'espace des recherches picturales du néo-plasticisme.

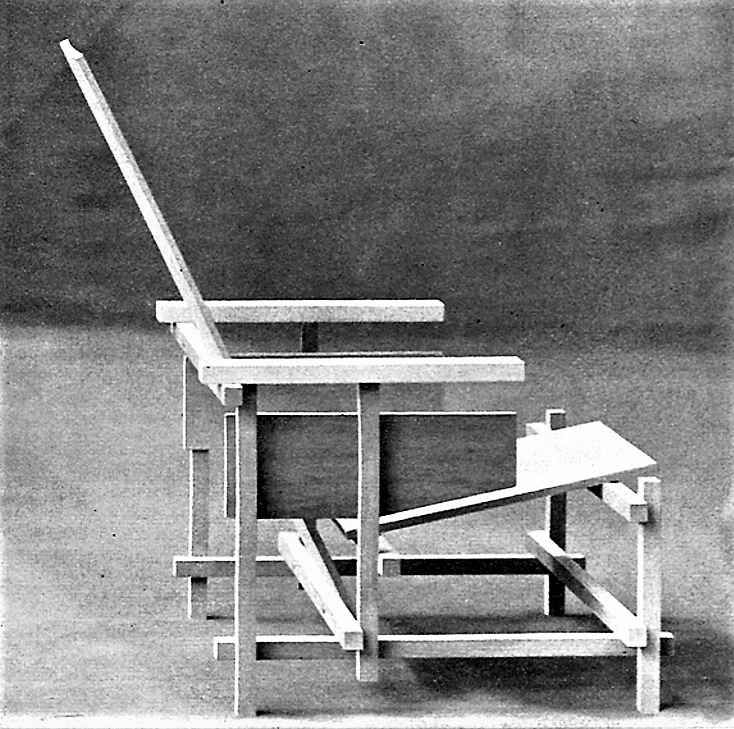
Prototype, Chaise rouge et bleue, 1919
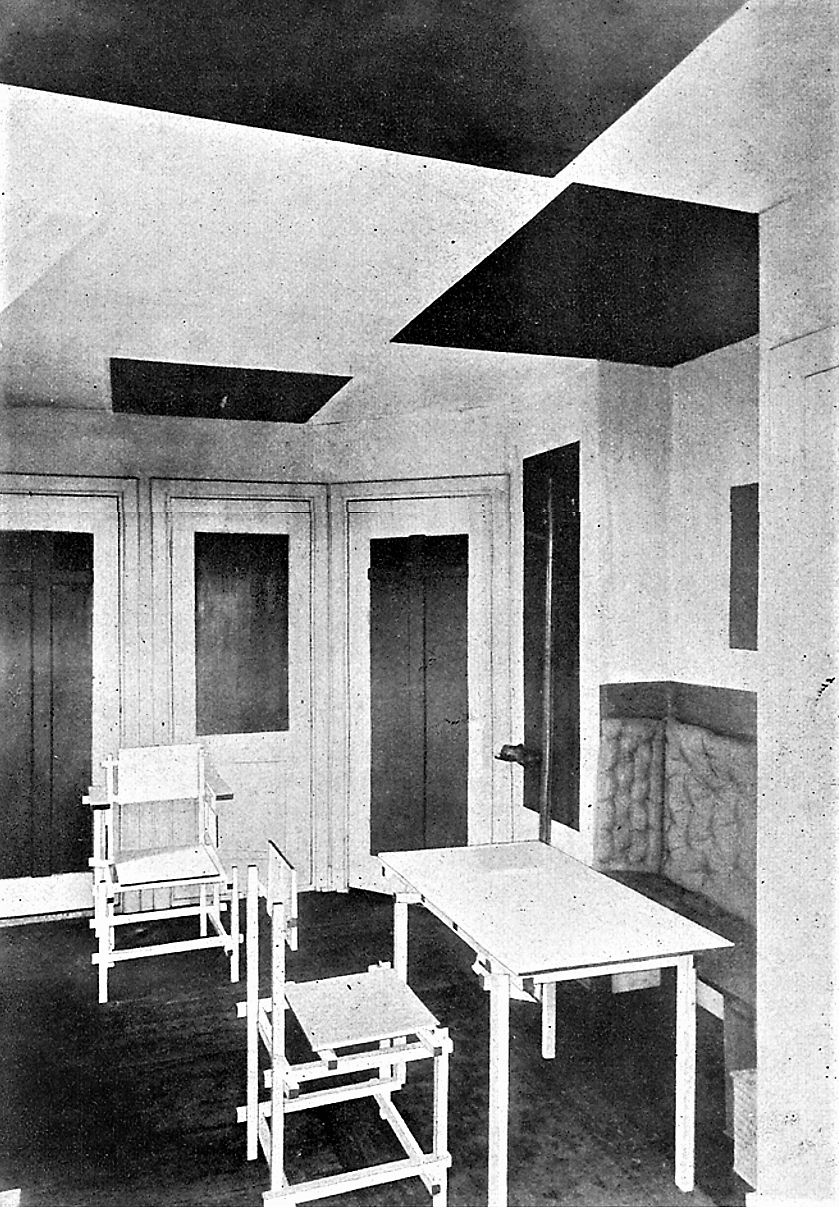
Étude avec Theo van Doesburg, 1920
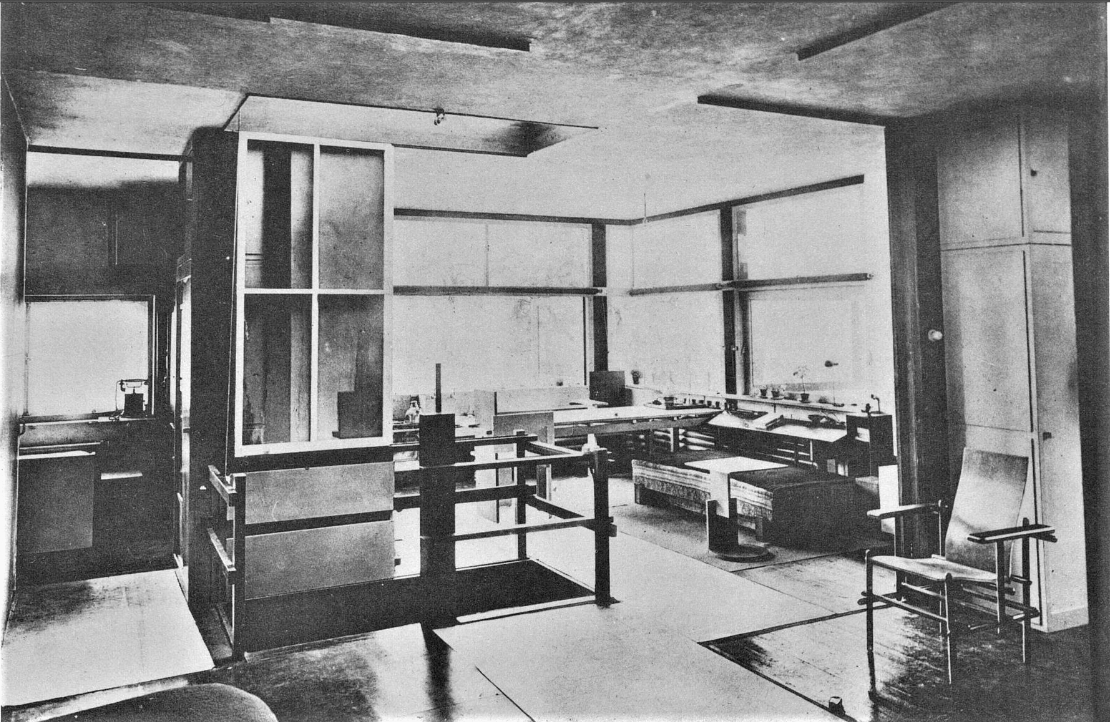
Maison Schröder, étage avec les parois repoussées, 1924
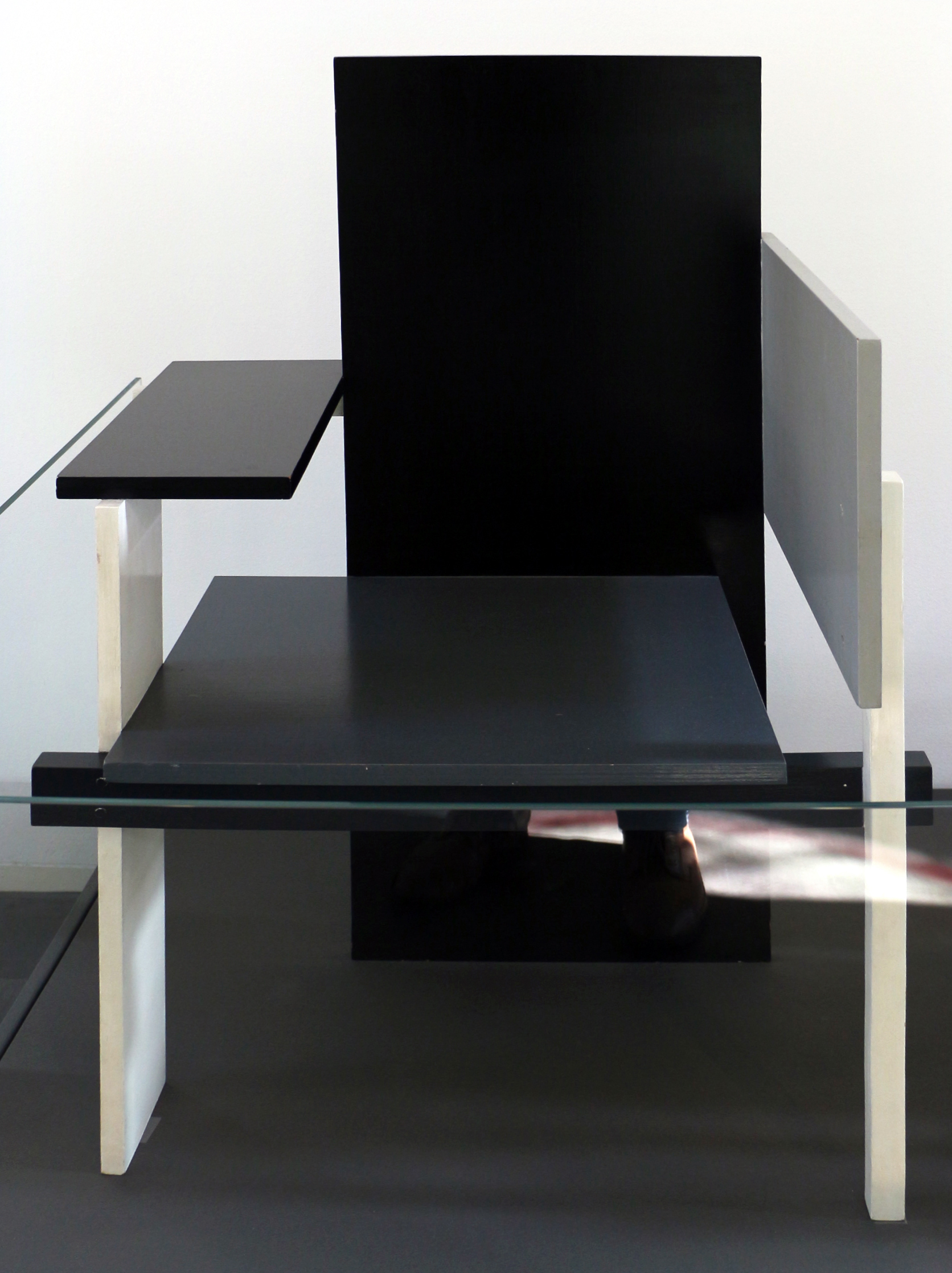
Chaise de Berlin (1923)
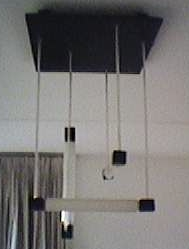
Luminaire, 1923

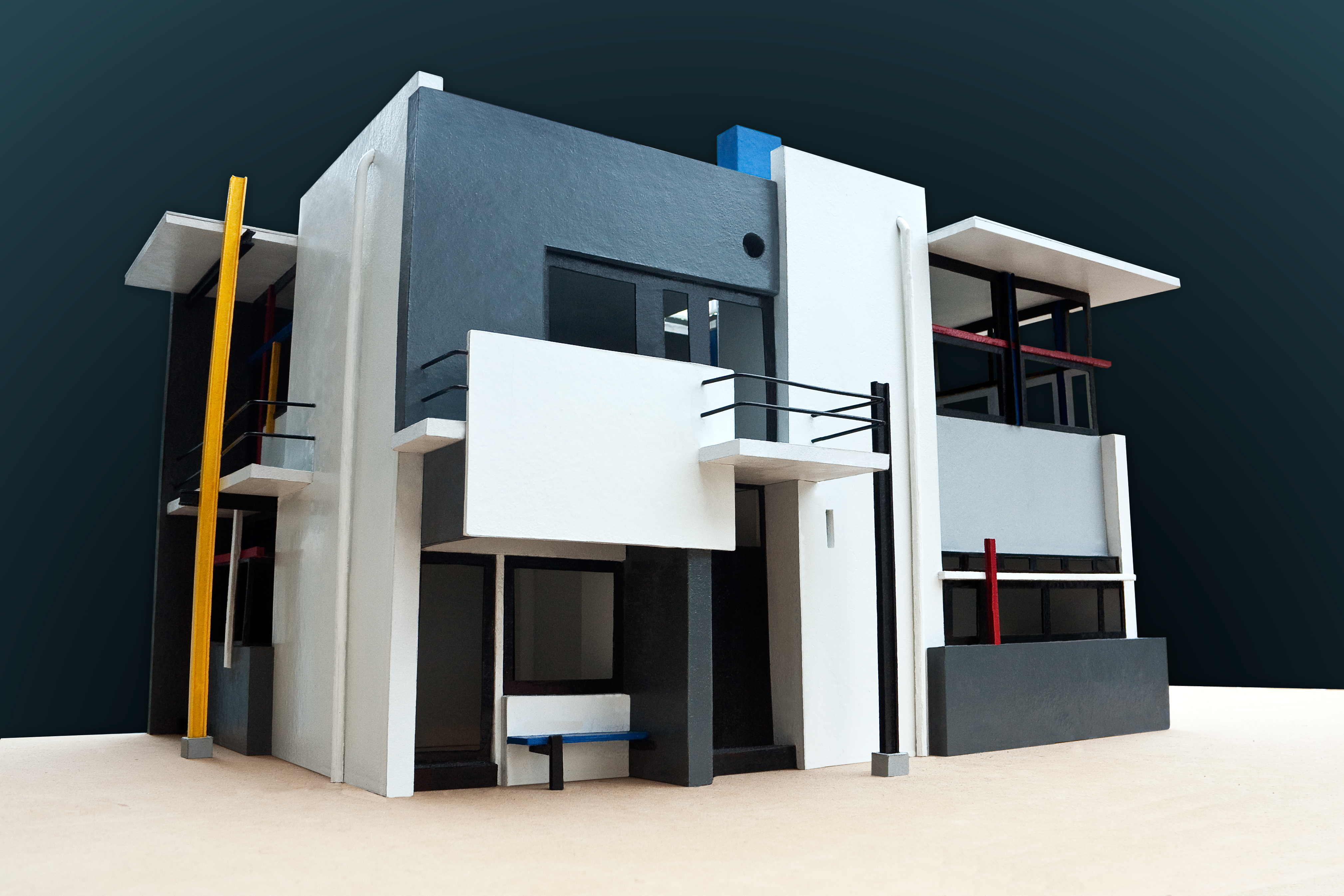
Maquette de la maison Schröder.

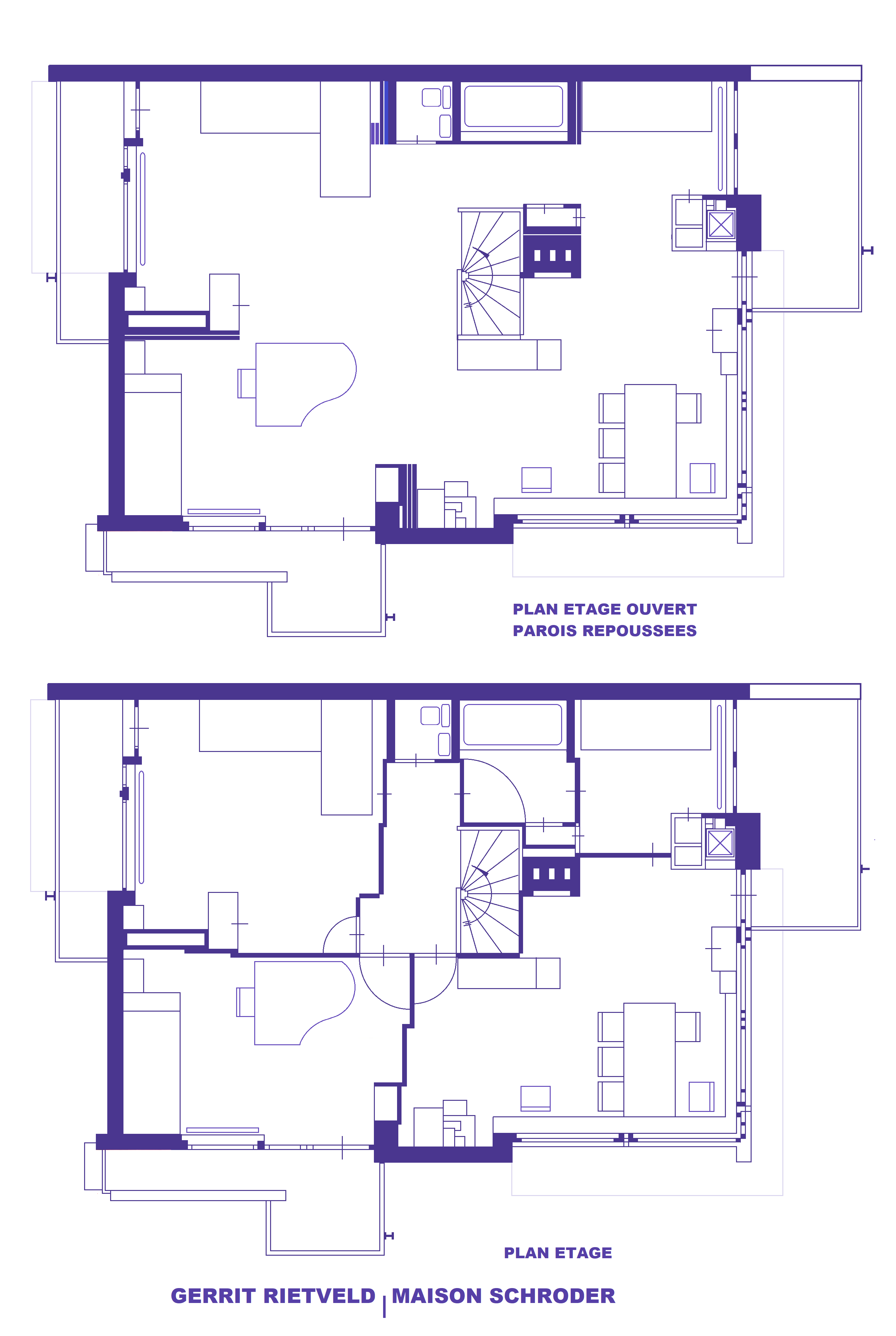
Adaptabilité de l'étage.

La maison Schröder est conçu avec la propriétaire Truus Schröder (nl) par Gerrit Rietveld le seul architecte du groupe de Stijl en 1923-1924 en utilisant les principes tirés du manifeste de Theo van Doesburg : À une architecture nouvelle publié dans le numéro 6/7 de la revue de Stijl.
La nouvelle architecture brise le mur et détruit la séparation intérieure / extérieure avec des murs non porteurs ce qui crée un plan ouvert avec des espaces intérieurs et extérieurs se pénétrant les uns les autres.
À l'étage de la maison, Gerrit Rietveld utilise des parois coulissantes à la place des murs fixes. La nouvelle architecture n'enferme pas les fonctions dans des cubes, les façades ne sont plus rigides ni statiques mais offrent une richesse plastique d'effets spéciaux. La nouvelle architecture est anti-décorative et la couleur est une expression organique de la couleur.
Gerrit Rietveld conçoit ses œuvres comme des sculptures et dépasse les principes de Theo van Doesburg en donnant à l'écran une portée beaucoup plus large et en déplaçant le porte-à-faux au niveau de l'ossature elle-même.
Cette maison fait aujourd'hui partie du patrimoine mondial de l'UNESCO pour son organisation flexible et ses qualités visuelles et formelles. Elle représente la synthèse des concepts de son époque et est reconnu comme une icône du mouvement moderne en architecture,,.

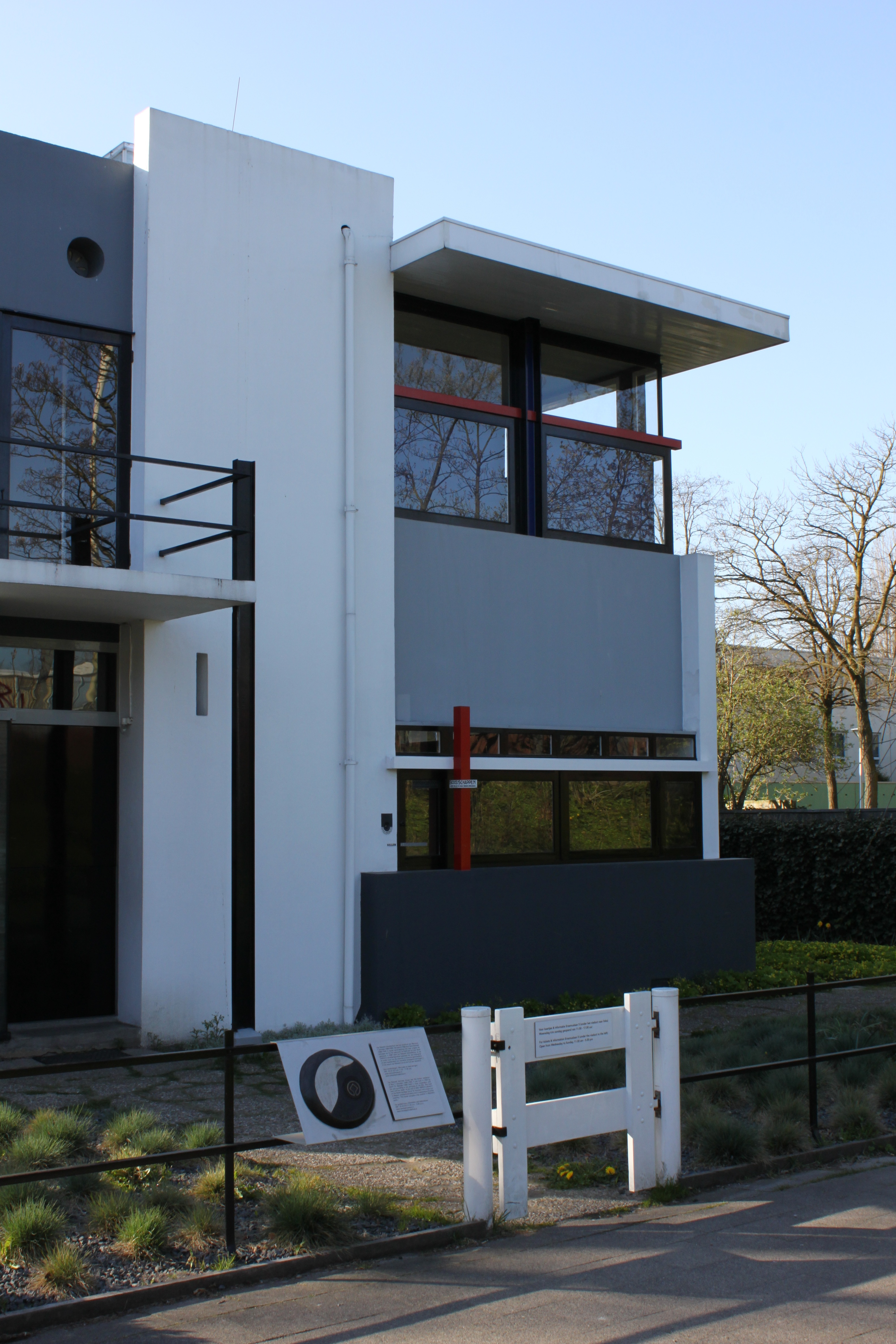
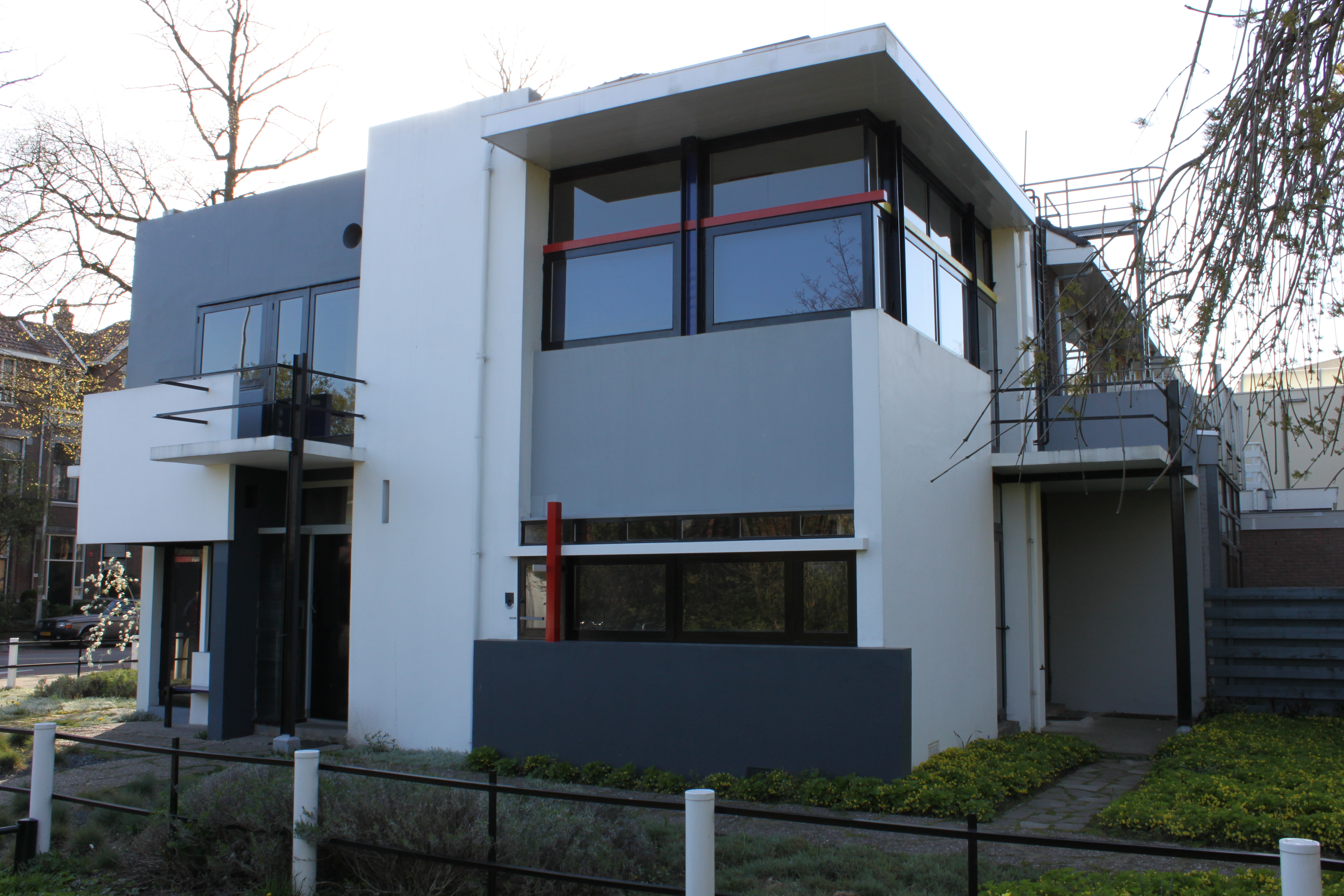
Gerrit Rietveld, maison Schröder, 1923.
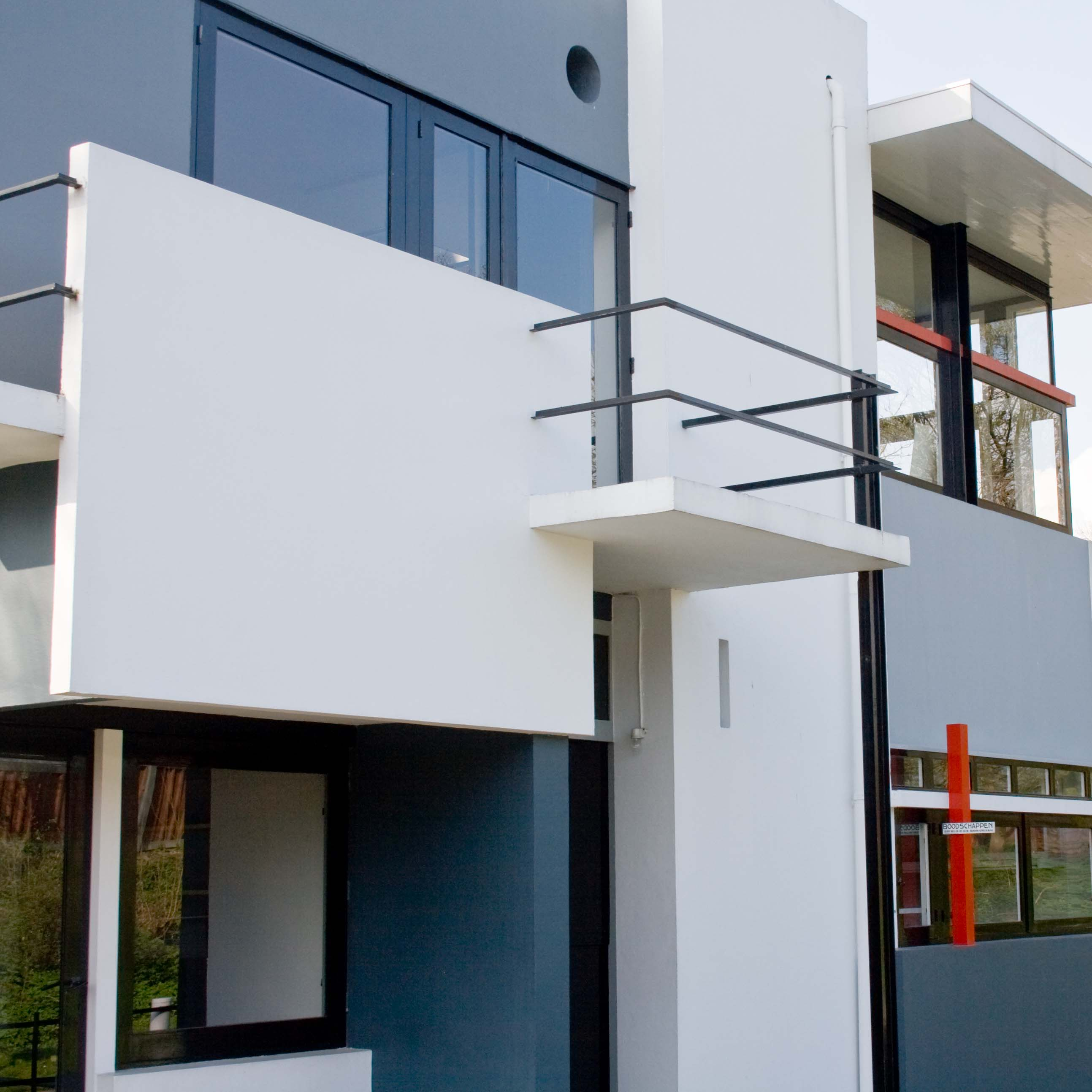
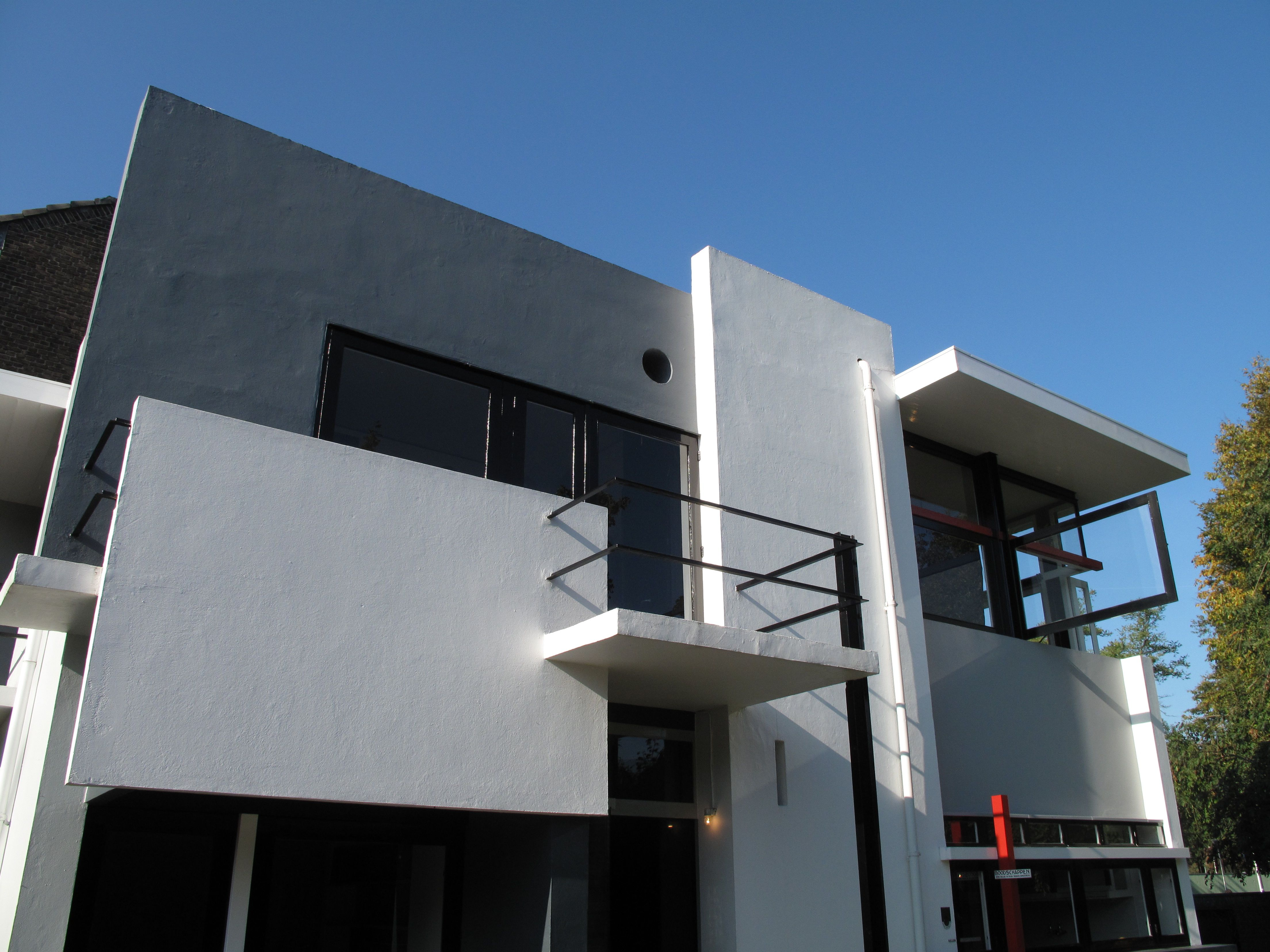
Gerrit Rietveld, maison Schröder, fenêtre d'angle s'ouvrant vers l'extérieur.
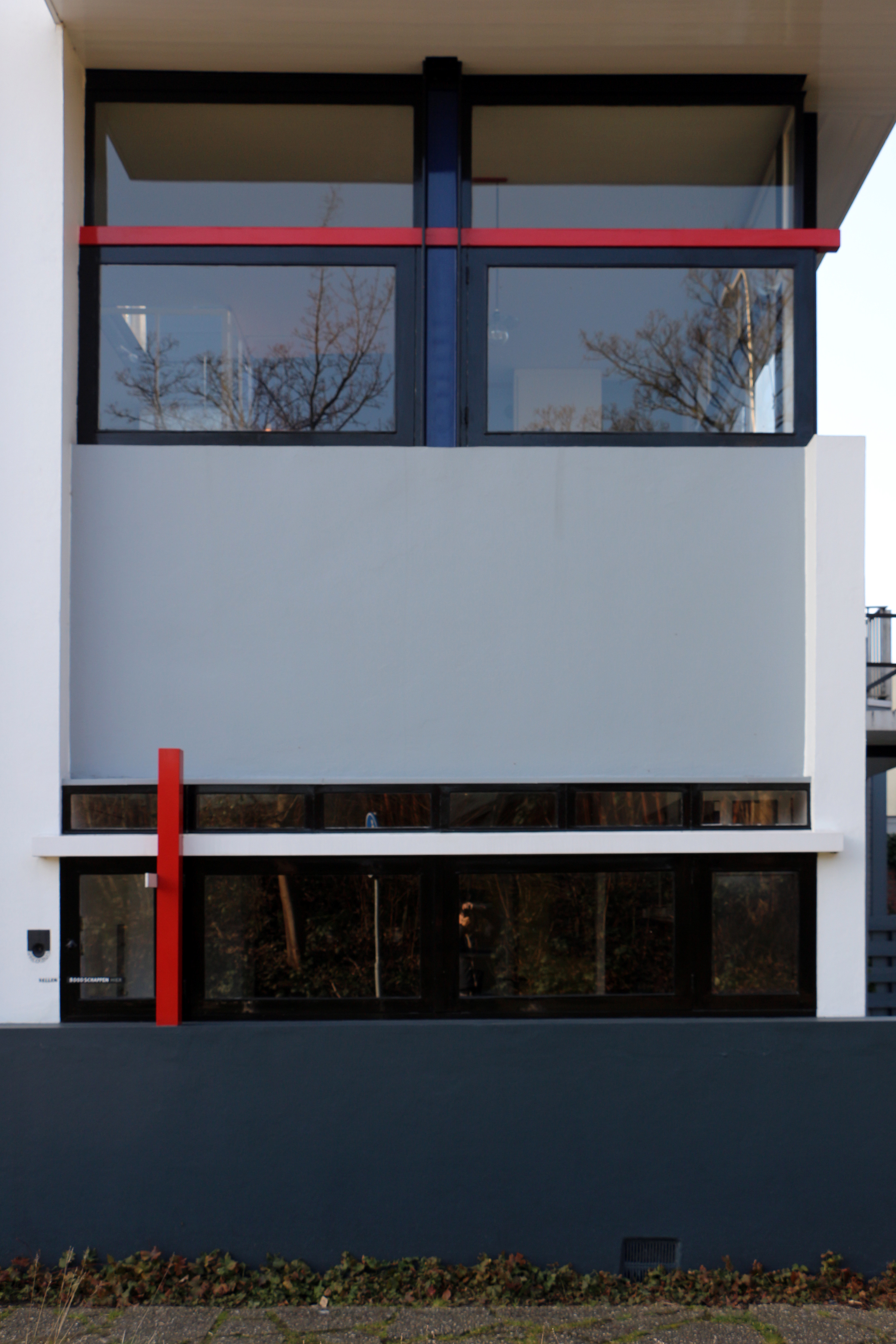

### L'Aubette, Strasbourg

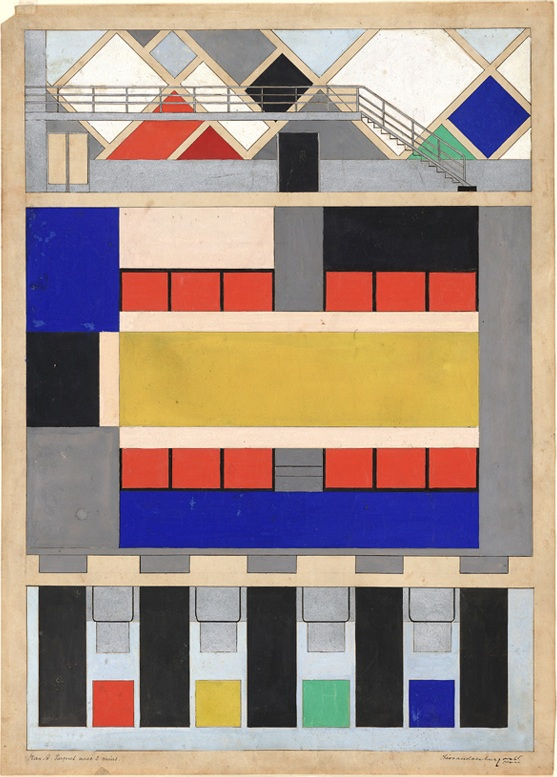
Theo van Doesburg Ciné-dancing, sol et murs.

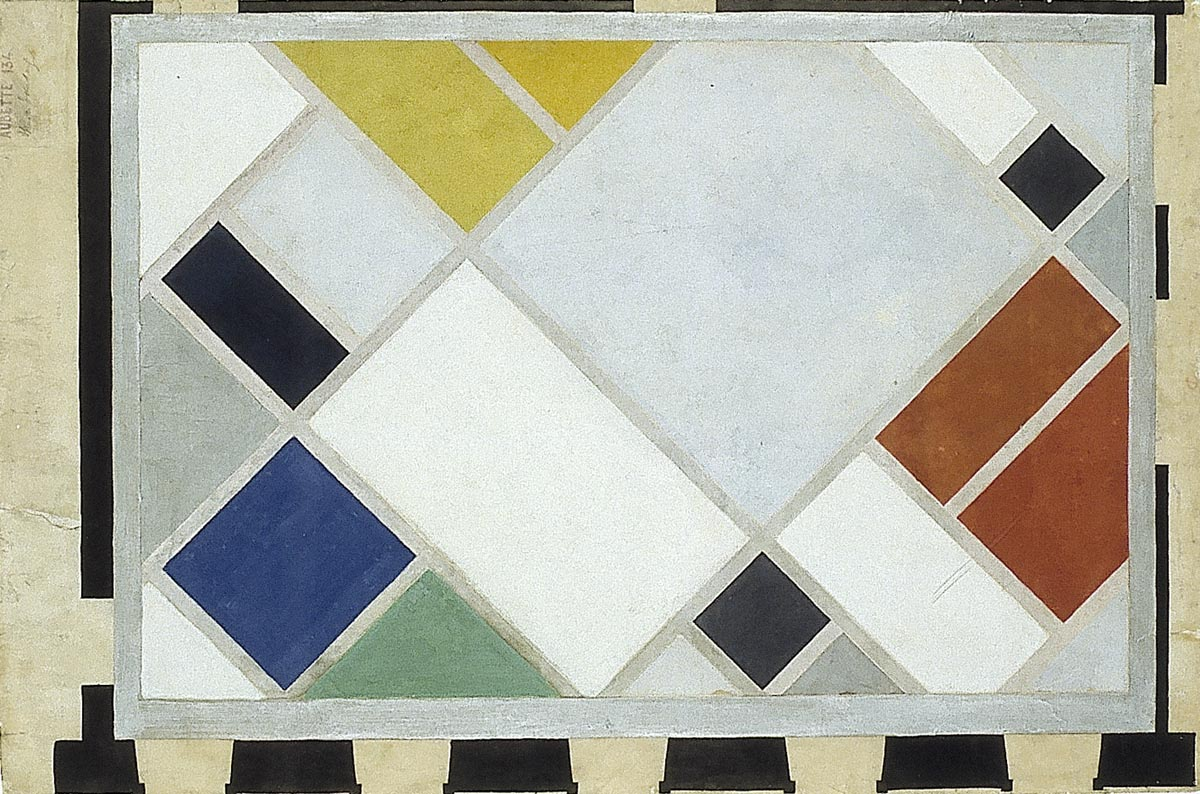
Ciné-dancing, plafond.

En 1926, une commande qui n'a pas d'écho à l'époque sur les architectes français est obtenue par Theo van Doesburg grâce au sculpteur strasbourgeois Jean Arp. Le projet porte sur la restauration d'une partie de l'intérieur de l'Aubette à Strasbourg sans toucher à l'extérieur de cet immense bâtiment construit par Jean-François Blondel et classé Monument historique. Le programme des frères Paul et André Horn, concessionnaires depuis 1922 de l'aile droite du bâtiment porte sur la création d' un vaste complexe de restauration et de loisirs.
Pour ce chantier qui dure deux ans de 1926 à 1928, Theo van Doesburg est l'architecte et maître d'œuvre avec Jean Arp et son épouse, Sophie Taeuber-Arp. Ils se répartissent la conception. Au rez-de-chaussée Sophie Taeuber-Arp aménage le passage d'entrée, le salon de thé et l'Aubette-bar, Theo van Doesburg le café-brasserie et le café-restaurant. Au sous-sol, Jean Arp règne sur le caveau -dancing et le bar -américain. L'escalier qui monte à l'étage peint comme la salle de billard de l'entresol par Jean Arp est conçu par Theo van Doesburg. L'étage avec la grande salle des fêtes et le ciné-dancing est le domaine réservé de Theo van Doesburg même si le foyer entre les deux est réalisé par Jean Arp et son épouse Sophie Taeuber-Arp.
Cinq styles se font concurrences dans cette réalisation, les courbes de Jean Arp au sous-sol, les damiers multicolores décoratifs de Sophie Taeuber-Arp dans l'Aubette-bar et le salon de thé, les compositions de la salle de billard et du foyer de l'étage. Si toutes ces solutions sont sans violence pour l'architecture, Theo van Doesburg adopte pour la grande salle des fêtes, une composition modulaire d'un motif de 1,20 × 1,20 m avec un réseau horizontal / vertical en accord avec l'aspect statique de l'architecture alors que dans le ciné-dancing règne l'oblique avec des angles droits.
Pour le ciné-dancing Theo van Doesburg par son savoir faire arrive à animer la salle par des couleurs et la dynamiser par des miroirs. Dans les contraintes orthogonales de l'existant, il introduit une répartition oblique des couleurs, une contre-composition capable de résister à toute la tension de l'architecture. La perturbation visuelle est si importante qu'il est difficile de voir que les compositions des différents murs prolongeraient celles du plafond si toutes ces surfaces étaient dépliées sur un même plan.
La presse locale semble conquise par cette réalisation mais les frères Horn respectant les désirs de leurs clients qui jugent l'ensemble froid et sans confort apportent des éléments perturbant l'ensemble et en 1938, leur successeur décide de masquer les décorations défraîchies. Elles sont redécouvertes dans les années 1970 et classées monuments historiques en 1985 pour le ciné-dancing et l'escalier d'accès au premier étage et en 1989 pour le foyer-bar et salle des fêtes,,.

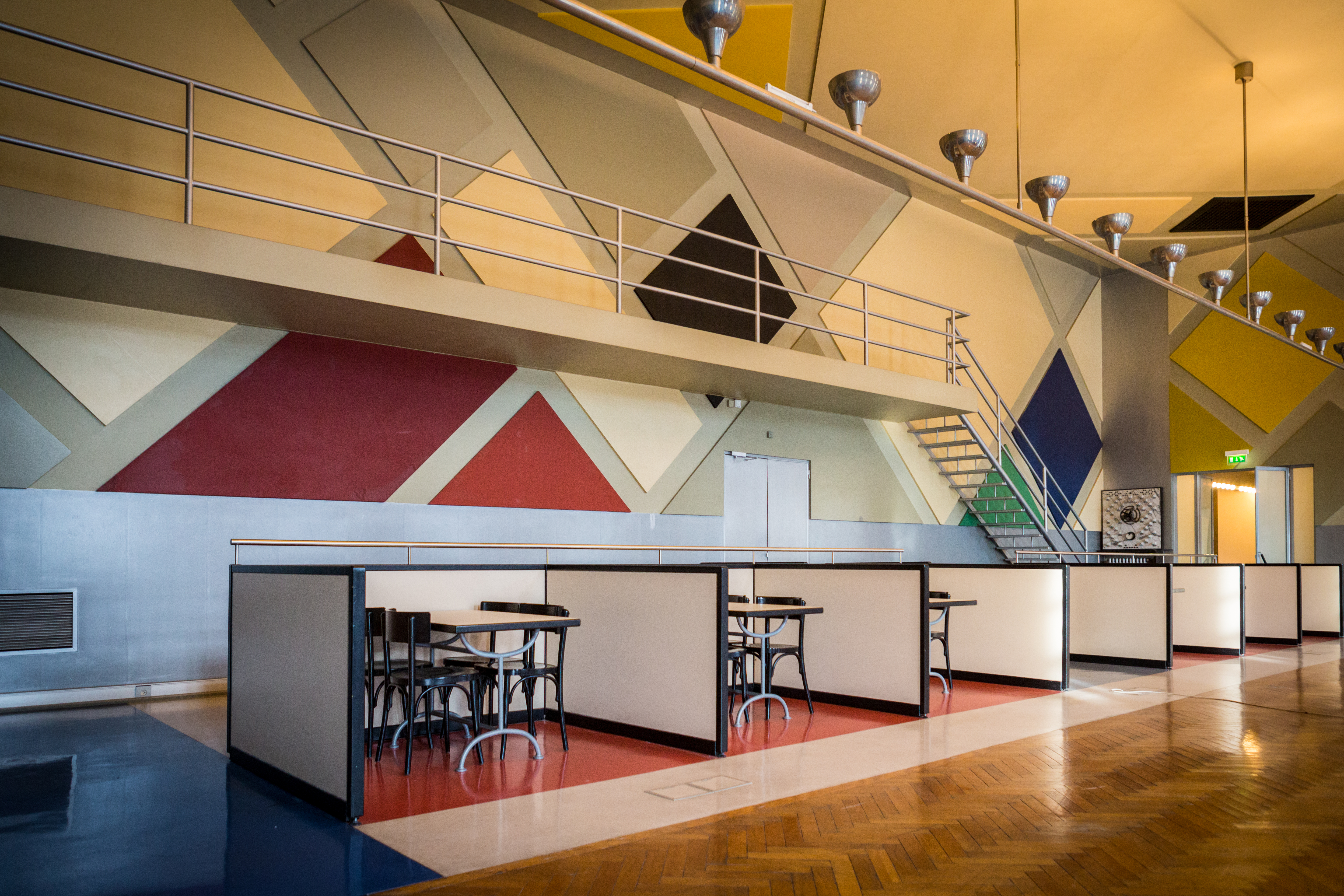
Theo van Doesburg, le ciné-dancing.
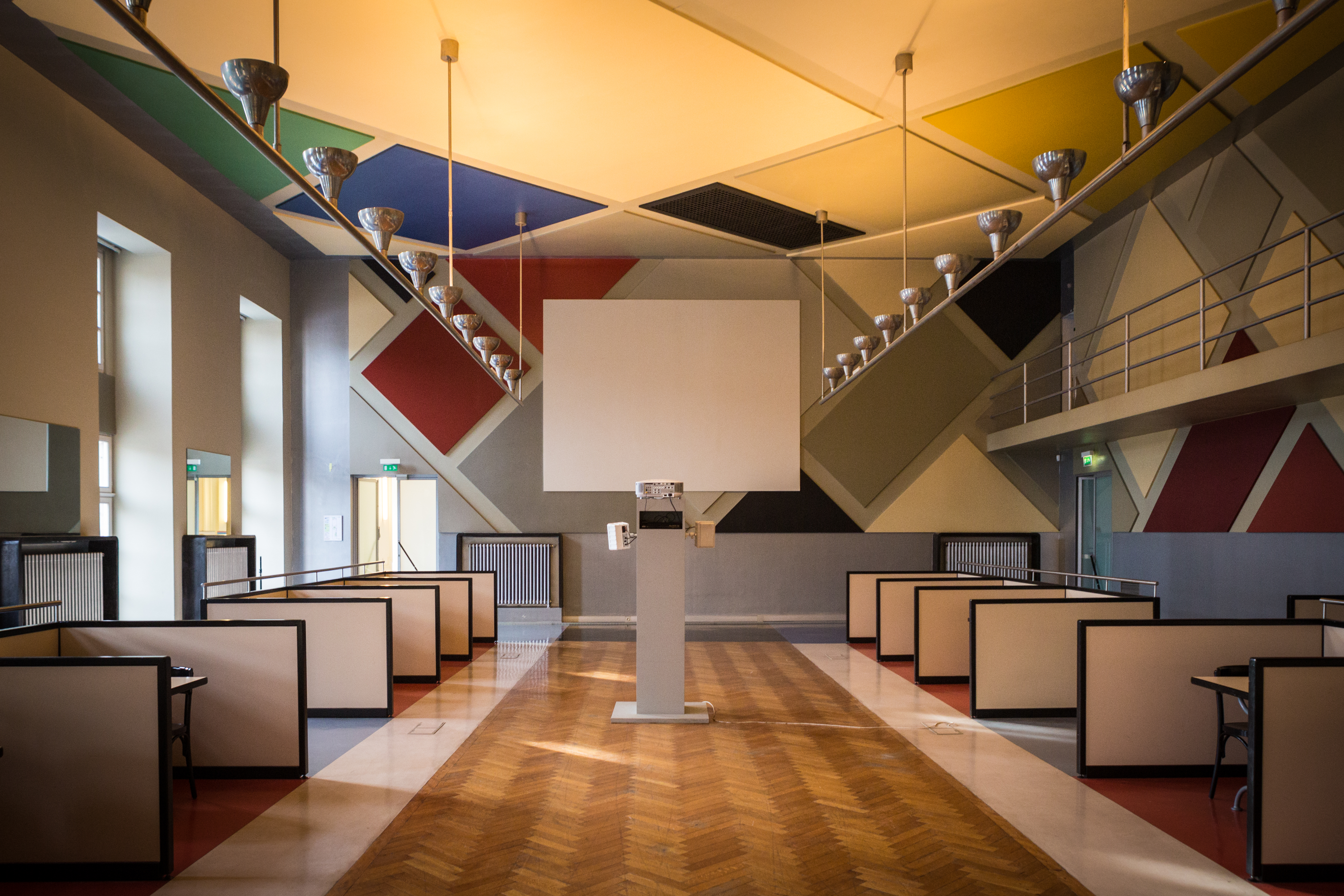
Theo van Doesburg, le ciné-dancing.
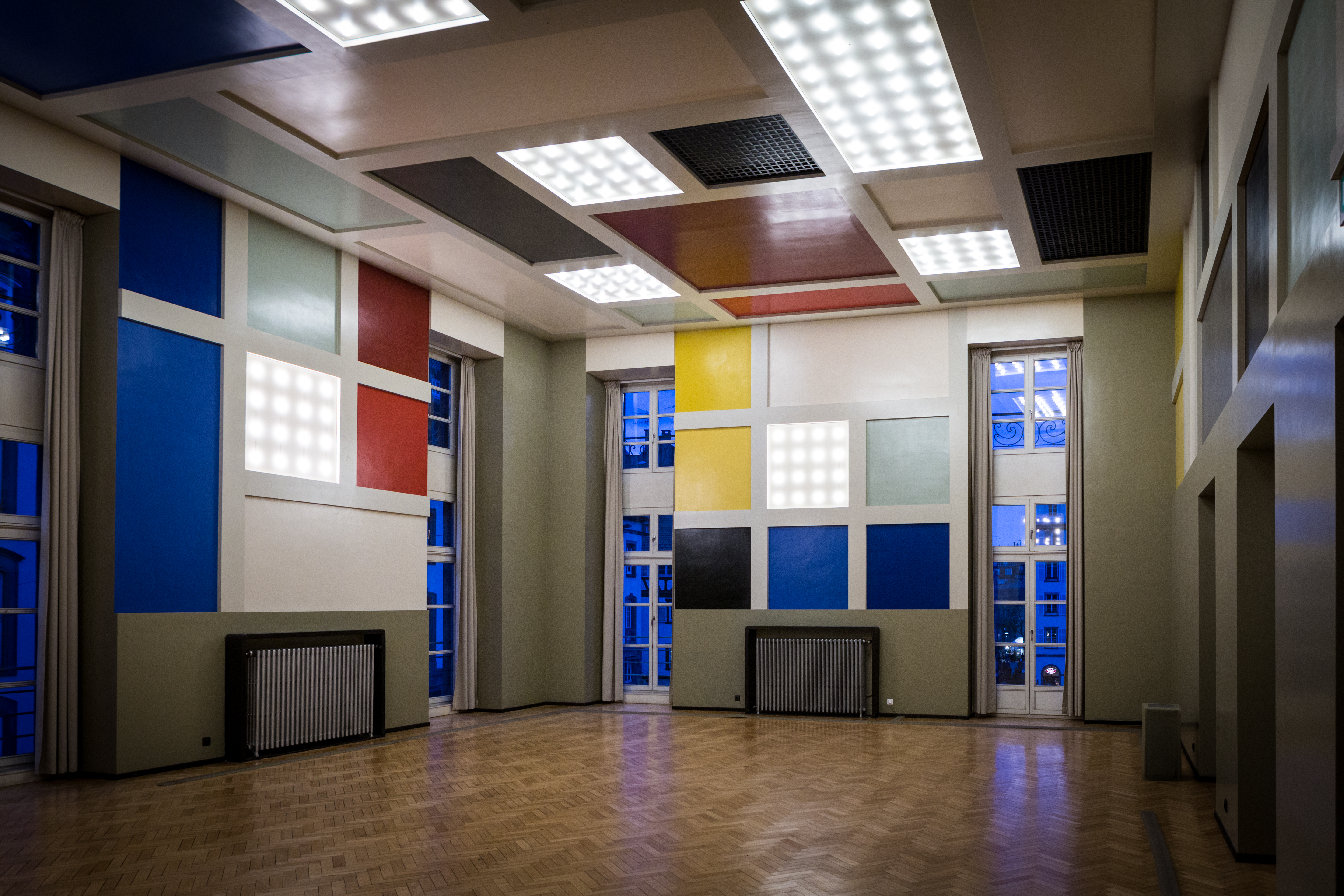
Theo van Doesburg, la salle des fêtes.
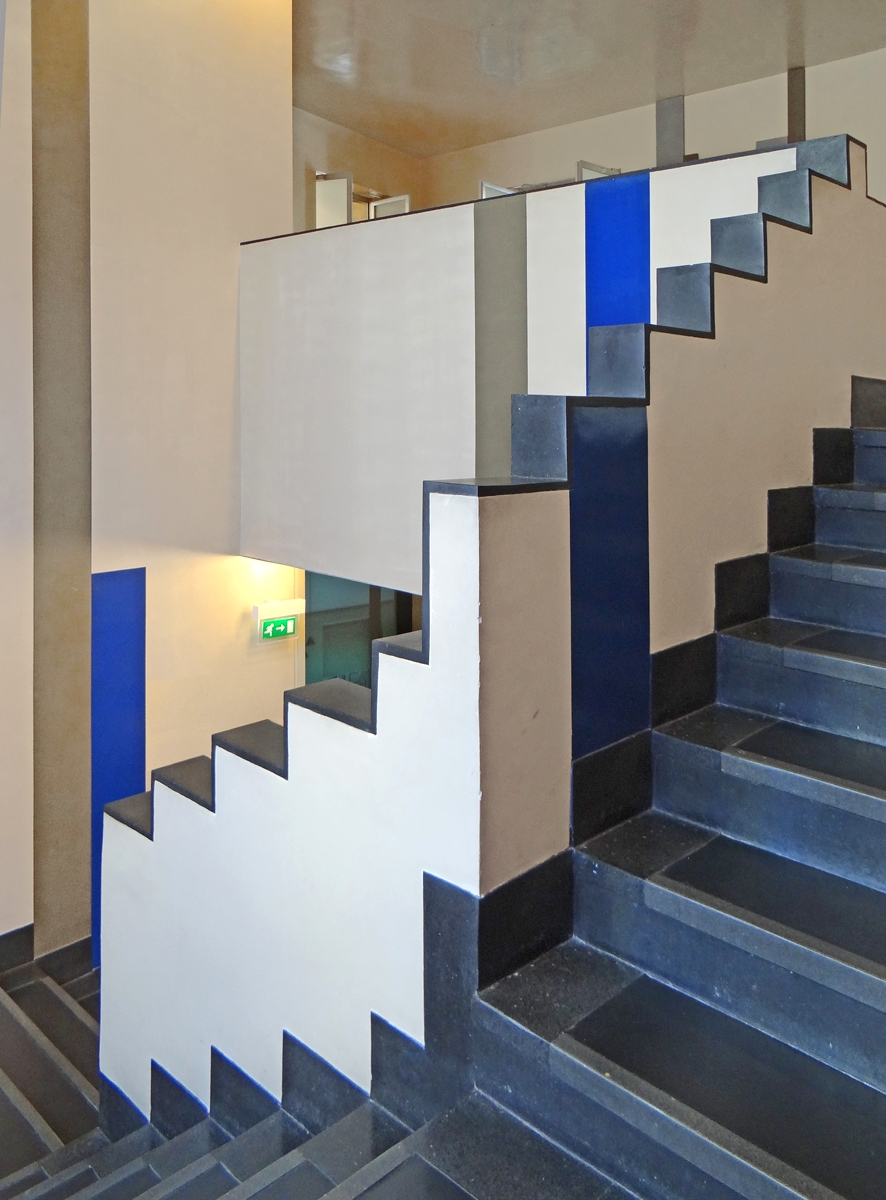
van Doesburg et Jean Arp, l'escalier.

### Villa-atelier de Van Doesburg, Meudon, 1929

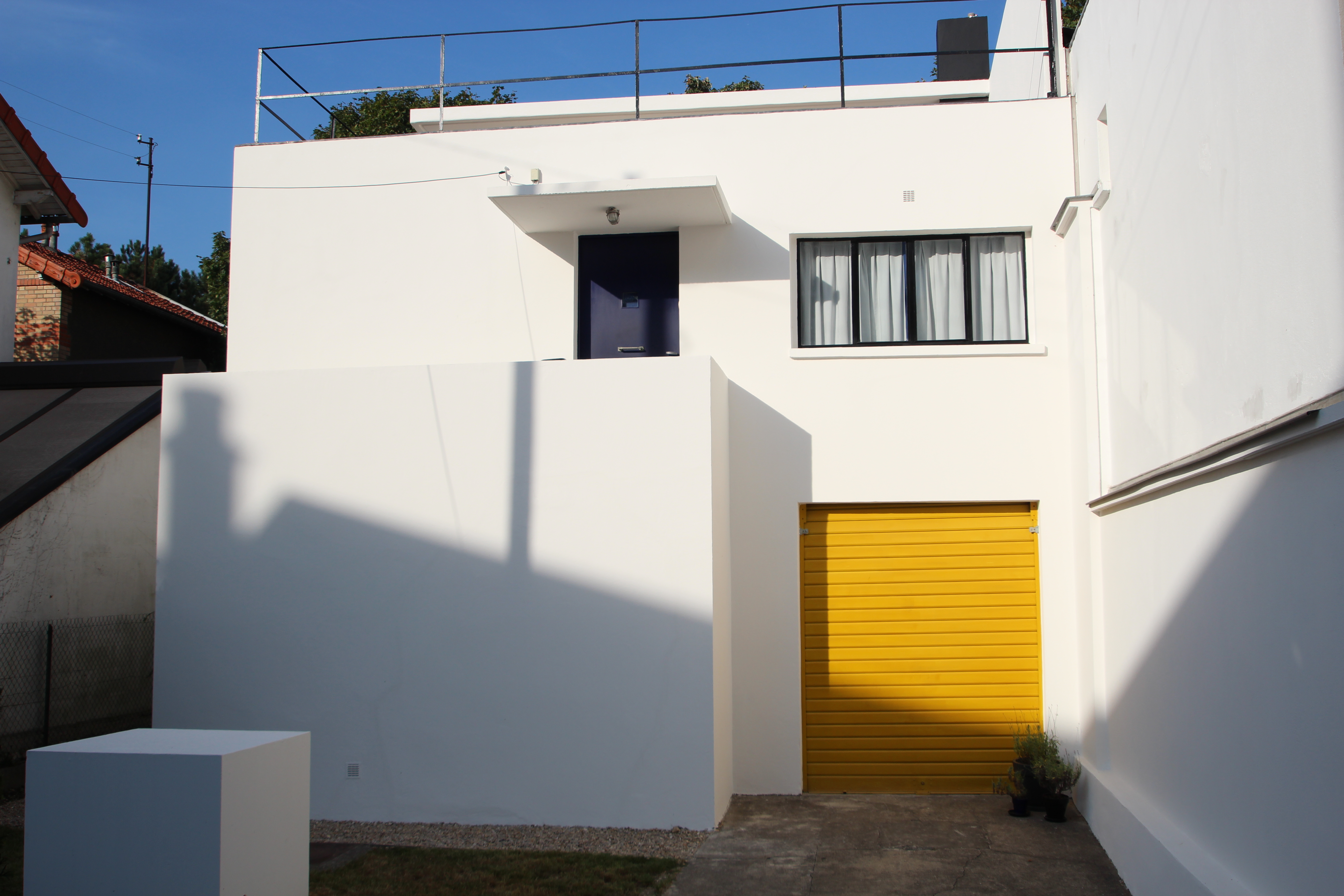
van Doesburg, Villa-atelier, Meudon, 1930.

La villa-atelier de Theo van Doesburg et de sa femme Nelly, 29 rue Charles Infruit à Meudon demeure sa seule conception architecturale. Certains y trouvent encore les principes du groupe de Stijl, les formes rectangulaires, l'utilisation des trois couleurs de base, jaune, bleu et rouge, les panneaux pivotants et l'effet de la lumière dans l'architecture de ce petit bâtiment moderniste simple et blanc. D'autres y voient une approche purement fonctionnelle de l'architecture.
Conçu de 1927 à 1929, il est terminé en décembre 1930. Sur deux niveaux de 12,70 × 7,60 m formant deux cubes s'interpénétrant, il est composé d'une structure en béton et d'un remplissage composite enduit et peint en blanc sur les deux faces. On trouve au rez-de-chaussée un garage, une buanderie, une cuisine et une terrasse intérieure donnant sur le jardin. À l'étage, l'atelier est plus haut que la bibliothèque et le salon de musique qui bénéficient de panneaux pivotants puis vient la chambre des propriétaires. La couleur est réservée à la façade Sud avec le jaune pour la porte de garage, le bleu pour la porte d'entrée et le rouge pour l'accès à la toiture terrasse.
La villa-atelier de Theo van Doesburg et de sa femme Nelly est protégé par inscription au titre des Monuments historiques depuis 1965

## Dans la culture
- Le deuxième album du groupe The White Stripes, De Stijl sorti en 2000, fait référence à ce mouvement. Il est d'ailleurs dédié à Gerrit Rietveld. La pochette de l'album reprend les caractéristiques du mouvement.